# 14. August
Der 14. August ist der 226. Tag des gregorianischen Kalenders (der 227. in Schaltjahren), somit bleiben noch 139 Tage bis zum Jahresende.

## Ereignisse

### Politik und Weltgeschehen
- 0029 v. Chr.: Octavian veranstaltet den zweiten von drei aufeinander folgenden Triumphzügen in Rom. Dieser gilt dem Sieg in der Schlacht bei Actium.
- 1040: Macbeth tötet den schottischen König Duncan I. in der Schlacht bei Elgin und krönt sich darauf selbst zum König.
- 1089: Kaiser Heinrich IV. heiratet Adelheid von Kiew, Tochter des Großfürsten Wsewolod I.
- 1244: Der Vertrag von Newcastle beendet eine Krise in den Beziehungen zwischen dem englischen König Heinrich III. und dem schottischen König Alexander II.
- 1288: Graf Adolf V. von Berg verleiht Düsseldorf die Stadtrechte und beschneidet damit die Macht von Siegfried von Westerburg, dem Erzbischof von Köln, der sich seit der Schlacht von Worringen in seiner Gefangenschaft befindet.
- 1352: Im Bretonischen Erbfolgekrieg kommt es zur Schlacht von Mauron. Das vom Königreich England unterstützte Haus Montfort setzt sich mit seiner Streitmacht gegenüber jener des Hauses Blois knapp durch.
- 1370: Kaiser Karl IV. erteilt Karlsbad das Stadtrecht.

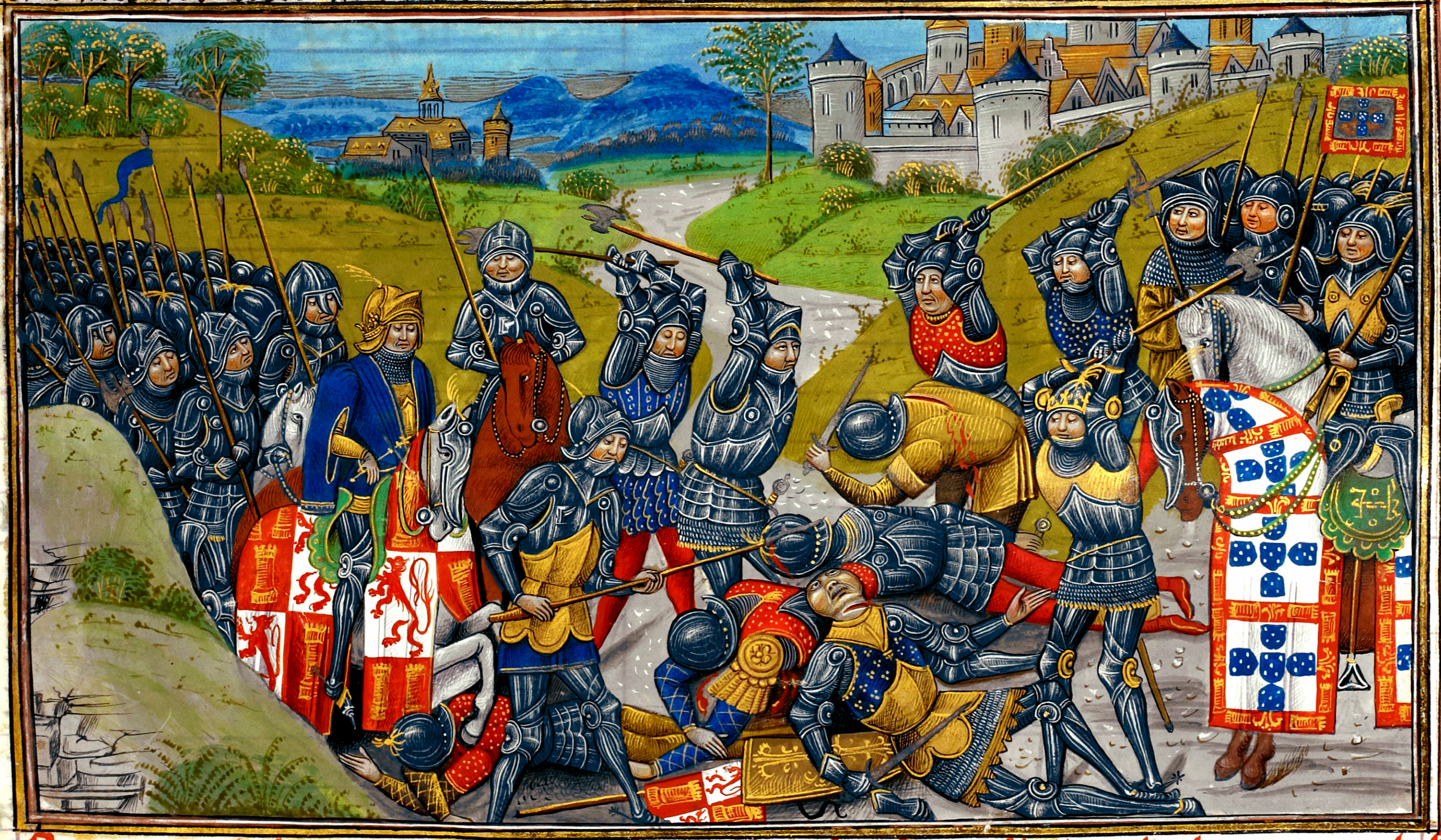
1385: Schlacht von Aljubarrota

- 1385: Portugiesische Revolution von 1383: In der Schlacht von Aljubarrota besiegt Johann von Avis, der spätere Johann I. von Portugal, die Armee König Johanns I. von Kastilien und sichert damit die Unabhängigkeit Portugals.
- 1431: Die Hussiten unter Andreas Prokop besiegen ein kaiserliches Heer in der Schlacht bei Taus. Damit endet der fünfte Hussitenkreuzzug und Kaiser Sigismund sucht eine Verhandlungslösung.
- 1433: Nach dem Tod seines Vaters Johann I. wird Eduard König von Portugal.

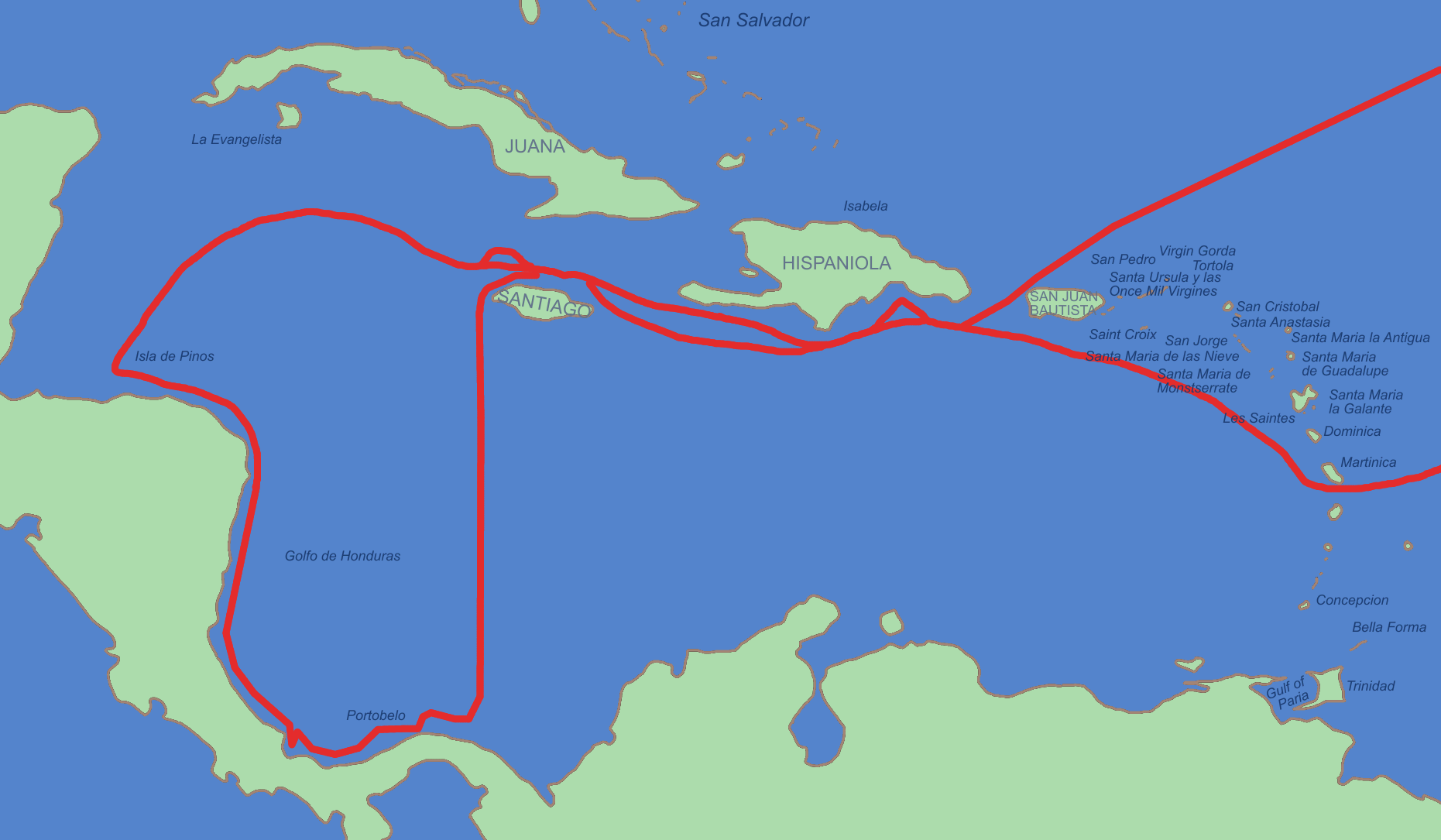
1502: Kolumbus’ vierte Reise

- 1502: Christoph Kolumbus betritt auf seiner Vierten Reise bei Kap Honduras erstmals das amerikanische Festland.
- 1598: Bei der Schlacht am Yellow Ford gewinnen im Neunjährigen Krieg die irischen Rebellen gegen englische Truppen.
- 1658: Der Erste Rheinbund entsteht als überkonfessionelles Defensivbündnis von Reichsfürsten gegen den deutschen Kaiser, den die Habsburger stellen. Frankreich schließt sich am 15. August an.
- 1720: Die spanische Villasur-Expedition in die Great Plains wird in Nordamerika von indianischen Kriegern zum größten Teil in einem Kampf getötet.
- 1790: Durch den Friede von Värälä endet der zwei Jahre zuvor ausgebrochene Russisch-Schwedische Krieg ohne territoriale Veränderung.
- 1808: Die Erste Belagerung Saragossas während der Napoleonischen Kriege auf der Iberischen Halbinsel muss nach knapp zwei Monaten von den napoleonischen Truppen erfolglos abgebrochen werden.
- 1814: Die Konvention von Moss beendet den kurzen Schwedisch-Norwegischen Krieg.
- 1842: Der von der US-Armee in Florida geführte Zweite Seminolenkrieg endet mit der fast völligen Ausrottung der Seminolen-Indianer.
- 1844: In der Schlacht bei Isly schlägt die französische Kolonialmacht in Französisch-Nordafrika in Marokko den algerischen Freiheitskämpfer Abd el-Kader und das marokkanische Heer unter Mulai Abd ar-Rahman entscheidend.

1848: Oregon Territory

- 1848: Das durch den Oregon-Kompromiss vom 15. Juni 1846 an die Vereinigten Staaten gefallene Gebiet wird durch Gesetz des US-Kongresses vorläufig als Territorium organisiert. Die erste Hauptstadt des Oregon-Territoriums ist Oregon City.
- 1865: Preußen und Österreich unterzeichnen die Gasteiner Konvention, mit der die Herrschaft über die Herzogtümer Schleswig und Holstein geregelt wird; diese wird bereits fünf Tage später von beiden Staaten ratifiziert.
- 1870: Deutsch-Französischer Krieg: In der Nähe von Metz tragen französische und preußische Streitkräfte die Schlacht bei Colombey-Rouilly aus, bei der keine Seite große Vorteile erringen kann.
- 1893: In Paris wird die weltweit erste Fahrprüfung absolviert.
- 1900: Ein internationales Expeditionskorps aus britisch-indischen, russischen, japanischen und US-amerikanischen Truppen erobert während des Boxeraufstandes Peking und plündert die Stadt.

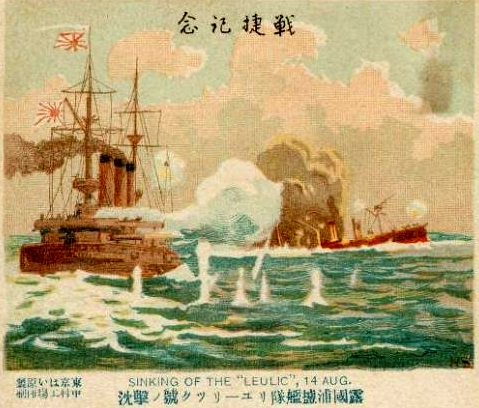
1904: Seegefecht bei Ulsan

- 1904: Im Russisch-Japanischen Krieg kommt es zum Seegefecht bei Ulsan.
- 1912: In Nicaragua gehen US-Marines an Land, welche die US-freundliche Regierung von Adolfo Díaz vor Aufständischen schützen und an der Macht halten.
- 1917: Die Republik China erklärt dem Deutschen Reich den Krieg.
- 1919: Die Weimarer Verfassung wird verkündet.

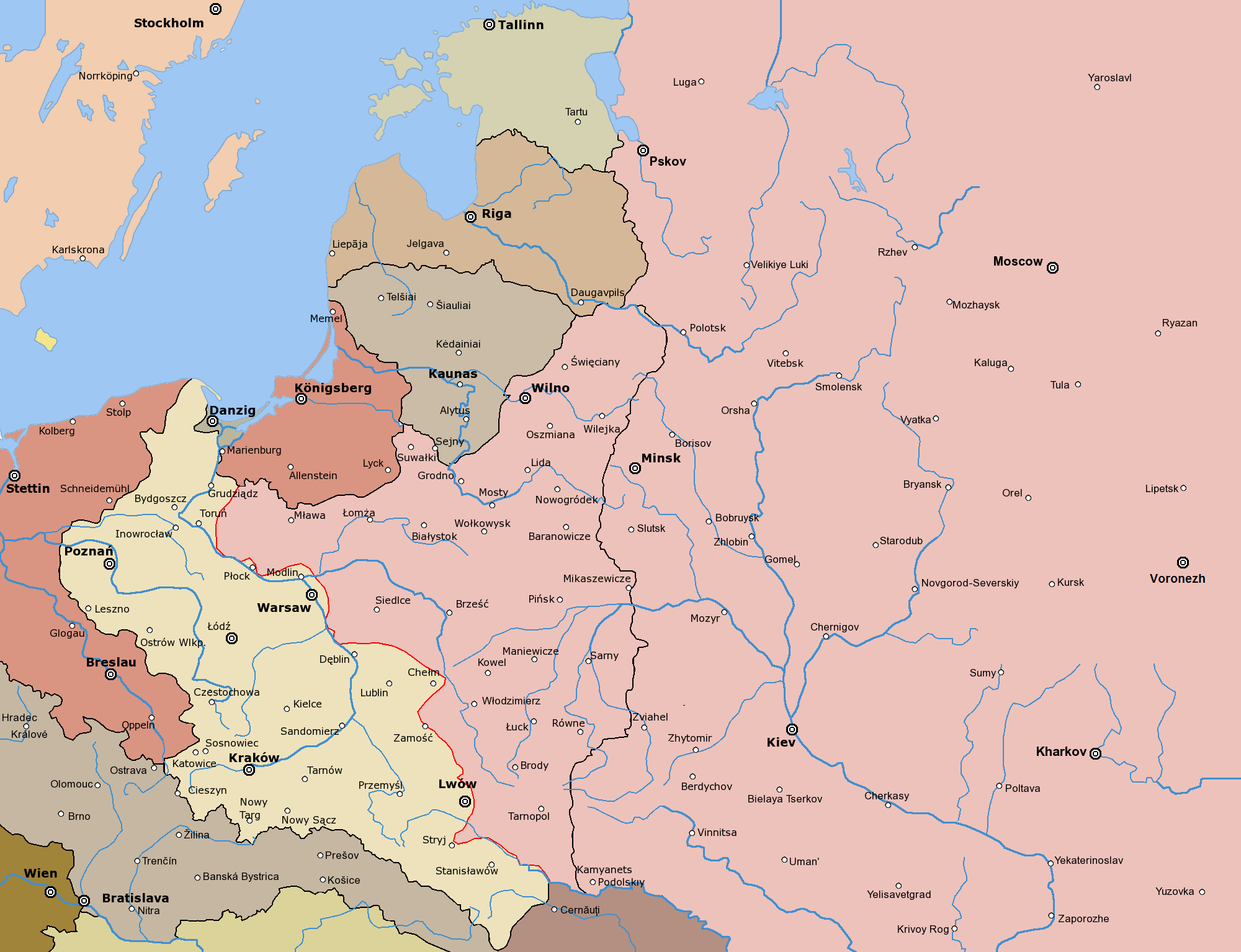
1920: Frontverlauf im Polnisch-sowjetischen Krieg

- 1920: Während des Polnisch-Sowjetischen Kriegs greift die Rote Armee Warschau an, kann die Stadt jedoch nicht erobern.
- 1936: In der Schlacht von Badajoz gelingt den Truppen Francisco Francos einer der ersten größeren Siege im Spanischen Bürgerkrieg.
- 1941: Franklin D. Roosevelt und Winston Churchill unterzeichnen auf der Prince of Wales die Atlantik-Charta, mit der sie ihre Vorstellungen von einer neuen Weltordnung nach dem Zweiten Weltkrieg präzisieren. Die Charta wird nach dem Krieg die zentrale Grundlage für die Vereinten Nationen.
- 1945: Philippe Pétain, der Chef des Vichy-Regimes, wird von einem französischen Kriegsgericht zum Tode verurteilt.
- 1945: Japan akzeptiert die Kapitulationsbedingungen der Alliierten.
- 1947: Der Buchenwald-Hauptprozess in Dachau wird mit der Urteilsverkündung beendet. Es wurden 22 Todesurteile ausgesprochen sowie fünf lebenslängliche und vier zeitige Haftstrafen.
- 1947: Pakistan erlangt seine Unabhängigkeit von Großbritannien.
- 1949: Bei der Wahl zum ersten Deutschen Bundestag wird die CDU/CSU stärkste Fraktion.

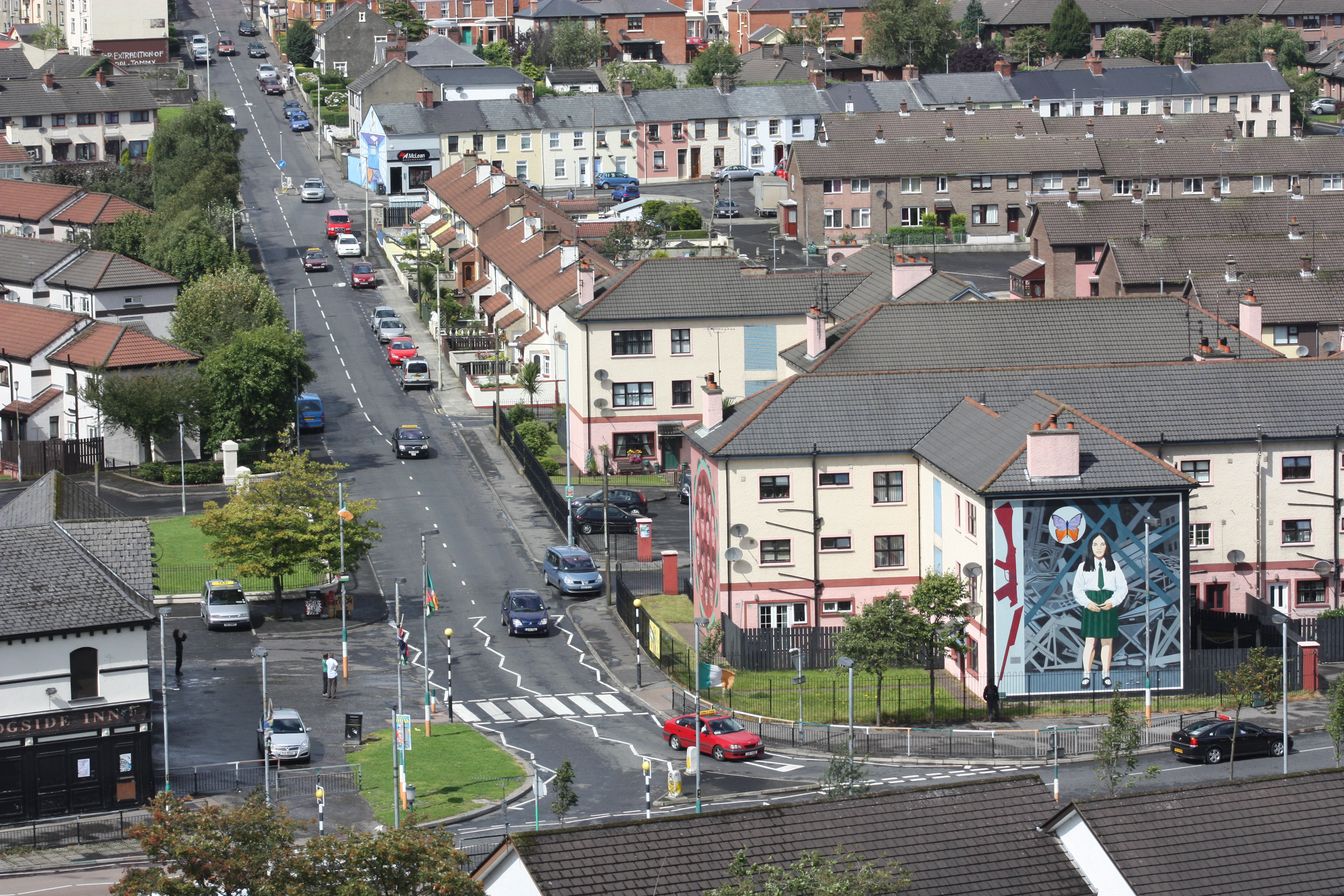
1969: Unruhen in Derry

- 1969: Nach einer Eskalation des Nordirlandkonflikts in Derry kommt es zum Einsatz britischer Truppen in Nordirland.
- 1976: Nordirlandkonflikt: Initiiert von Mairead Corrigan und Betty Williams demonstrieren rund 10.000 Menschen gegen die Gewalt – im Jahr darauf wird den Gründerinnen von Women for Peace (später Community of Peace People) der Friedensnobelpreis zuerkannt.
- 1980: Nach der Entlassung der Kranführerin Anna Walentynowicz tritt die Belegschaft der Leninwerft Danzig in Polen geschlossen in Streik. Lech Wałęsa wird Streikführer. Später geht aus den August-Streiks die unabhängige Gewerkschaft Solidarność hervor.

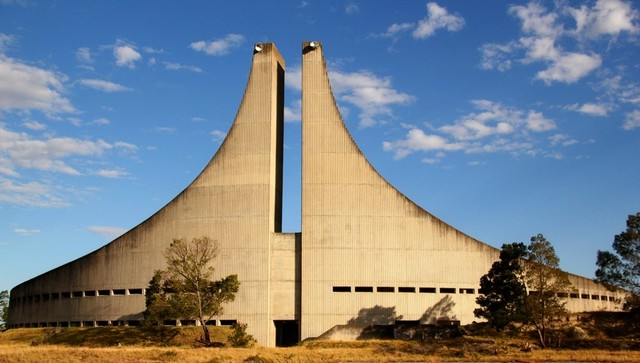
1981: Ntaba KaNdoda

- 1981: Die nationale Gedenkstätte Ntaba KaNdoda im Autonomiegebiet Ciskei wird eröffnet.
- 1991: In Laos wird die erste Verfassung nach der Übernahme der Macht durch das kommunistische Pathet Lao erlassen.
- 1992: Nach der Unabhängigkeitserklärung Abchasiens marschieren georgische Truppen in der nördlichen Provinz ein.
- 1994: Der Internationale Terrorist Ilich Ramírez Sánchez, genannt Carlos, wird im Sudan verhaftet und an Frankreich ausgeliefert.
- 2006: Infolge der UN-Resolution 1701 tritt im Konflikt zwischen Israel und der Hisbollah im Libanon ein Waffenstillstand in Kraft, der weitgehend befolgt wird.
- 2007: Bei einer koordinierten Serie von Autobombenanschlägen auf von Jesiden bewohnte Städte im Nordirak werden 796 Menschen getötet und mehr als 1500 verletzt.

### Wirtschaft
- 1879: Der deutsche Kaufmann Leonhard Tietz eröffnet mit Unterstützung seines Onkels Hermann in Stralsund sein erstes Kaufhaus und räumt als erster seinen Kunden ein Umtauschrecht ein. Er legt damit den Grundstein für die spätere Kaufhof AG.

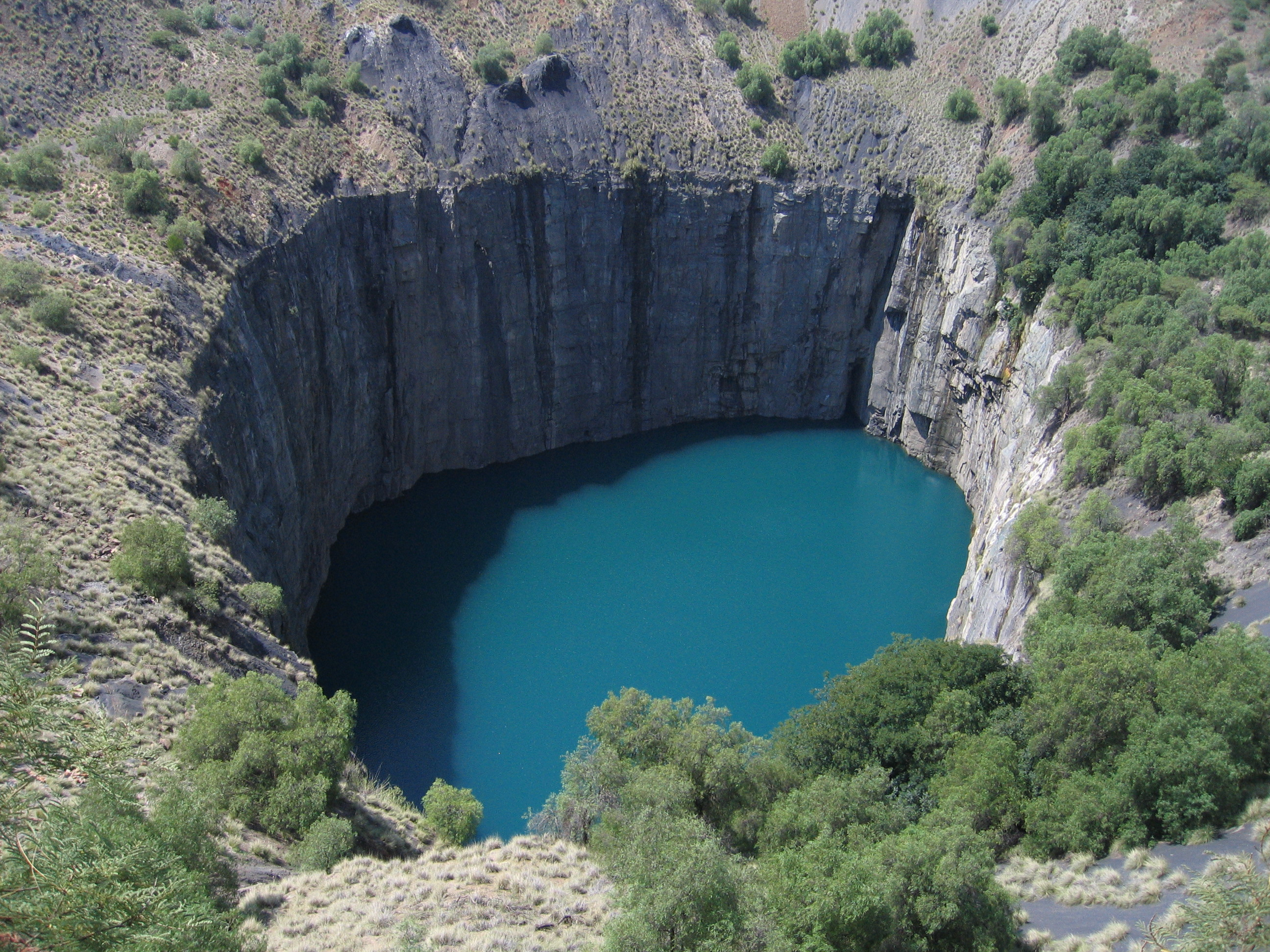
1914: The Big Hole

- 1914: Die Diamantenmine The Big Hole im südafrikanischen Kimberley wird geschlossen. Seit 1871 sind hier insgesamt 2722 kg Diamanten gefördert und dabei 22,5 Millionen Tonnen Erde ausgehoben worden.
- 1930: Die Deutsche Reichsbahn-Gesellschaft nimmt den Bahnhof Neu Bentschen (heute Zbąszynek) als neuen und bedeutendsten Grenzbahnhof für den Personenverkehr nach Polen in Betrieb.
- 2003: Ein Stromausfall legt die nordöstlichen USA und Teile Kanadas lahm. Etwa 50 Millionen Menschen haben keinen Strom.

### Wissenschaft und Technik

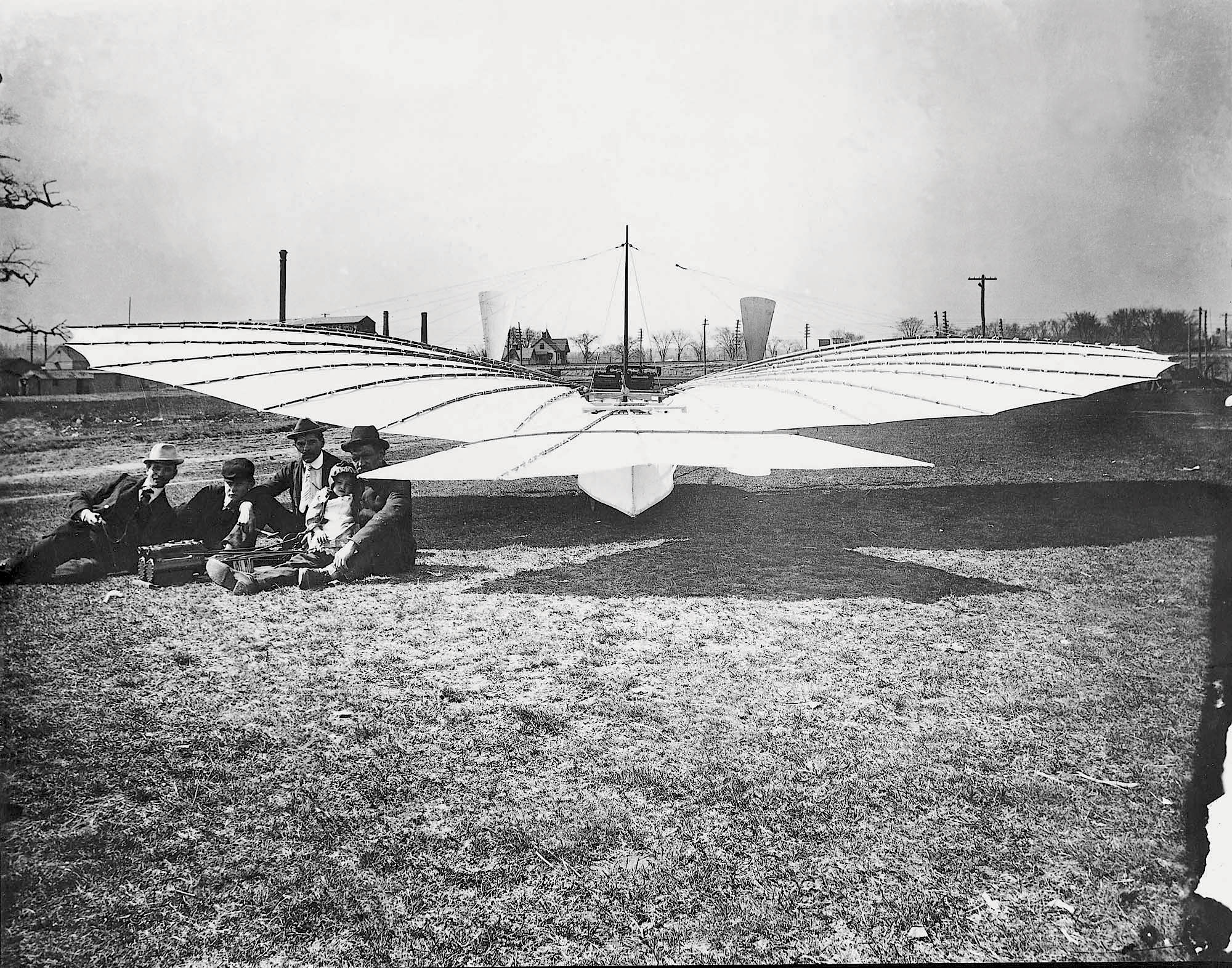
1901: Gustav Weißkopf mit dem Modell Nr. 21

- 1901: Gustav Weißkopf führt nach eigenen Angaben mit seinem Flugzeug Modell Nr. 21 den ersten erfolgreichen bemannten Motorflug durch, für den es jedoch außer wenigen Augenzeugenberichten keinen eindeutigen Beweis gibt.
- 1969: Das Forschungs-U-Boot Ben Franklin unter dem Kommando von Jacques Piccard taucht nach erfolgreicher 30-tägiger Driftfahrt im Golfstrom wieder auf.
- 1974: In Manching absolviert der erste Prototyp des Mehrzweckkampfflugzeuges Tornado seinen Erstflug.
- 1984: IBM stellt den IBM Personal Computer/AT vor. Seine Technik ist als AT-Format über mehr als ein Jahrzehnt Standard in diesem Marktsegment.

### Kultur

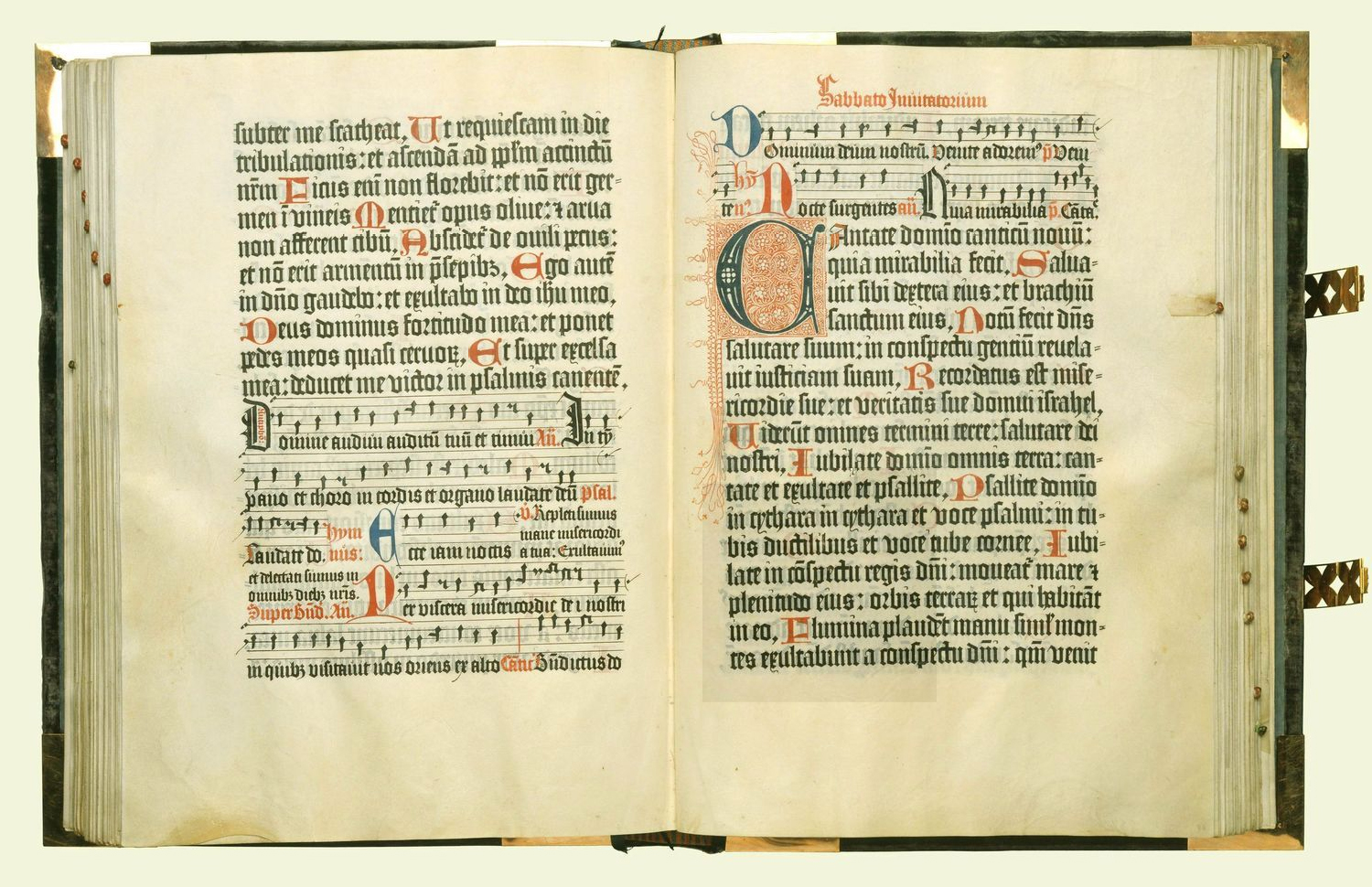
1457: Mainzer Psalter

- 1457: Der Mainzer Psalter (Psalterium Moguntinum), die erste datierte Inkunabel der Schriftgeschichte, wird von Peter Schöffer vollendet. Sie dient liturgischen Zwecken.
- 1955: Die Uraufführung der Oper Irische Legende von Werner Egk nach William Butler Yeats findet im Festspielhaus in Salzburg statt.
- 1969: In den bundesdeutschen Filmtheatern läuft der Sergio-Leone-Western Spiel mir das Lied vom Tod an. Die Musik stammt von Ennio Morricone.
- 1974: In Prag brennt der Veletržní palác völlig nieder.
- 1975: Premiere des Films The Rocky Horror Picture Show in London.
- 2006: Konzerturaufführung des Taschengartens am 10. Todestag von Sergiu Celibidache im Münchner Herkulessaal.
- 2010: In Bad Münster am Stein-Ebernburg wird das Steinskulpturenmuseum Fondation Kubach-Wilmsen eröffnet, das von Tadao Andō entworfen wurde.

### Religion
- 1099: Raniero di Bieda wird unter dem Namen Paschalis II. Papst.
- 1235: Mit dem Bau der ersten deutschen Hallenkirche der Gotik über dem Grab der heiligen Elisabeth von Thüringen wird begonnen.
- 1279: Papst Nikolaus III. verfasst die Päpstliche Bulle Exiit qui seminat, die den Armutsstreit im Franziskanerorden neu entfacht.
- 1480: Nach der Eroberung von Otranto durch die Türken werden 800 Zivilisten, die sich weigern, zum Islam zu konvertieren, von osmanischen Kriegern geköpft. Neuere Forschungen haben indessen Zweifel an diesem überlieferten Geschehen.

### Katastrophen
- 1888: Vor Sable Island sinkt der dänische Passagierdampfer Geiser nach der Kollision mit einem Schiff derselben Reederei. 118 Menschen sterben.
- 1892: In Hamburg beginnt eine Cholera-Epidemie. Unfiltriertes Trinkwasser aus der Elbe und schlechte hygienische Zustände im Armutsviertel begünstigen die Ausbreitung des Bazillus. Über 8600 Menschen kommen in den folgenden Wochen ums Leben.
- 1958: Ein Propellerflugzeug der niederländischen KLM stürzt westlich von Irland in den Atlantik und reißt alle 99 Menschen an Bord in den Tod.
- 1972: Eine IL-62 der DDR-Fluggesellschaft Interflug stürzte kurz nach dem Start in Berlin-Schönefeld bei Königs Wusterhausen ab. Bei dem Interflug-Flug 450/742 kamen alle 156 Menschen an Bord ums Leben.
- 1977: In einem Munitionslager der Sowjetischen Armee bei Dannenwalde (Gransee) kommt es durch Blitzschlag zu einer Reihe schwerer Explosionen und Zündung vieler Raketen. Die Opfer der Raketenkatastrophe von Dannenwalde unter den sowjetischen Soldaten werden auf 70 geschätzt.

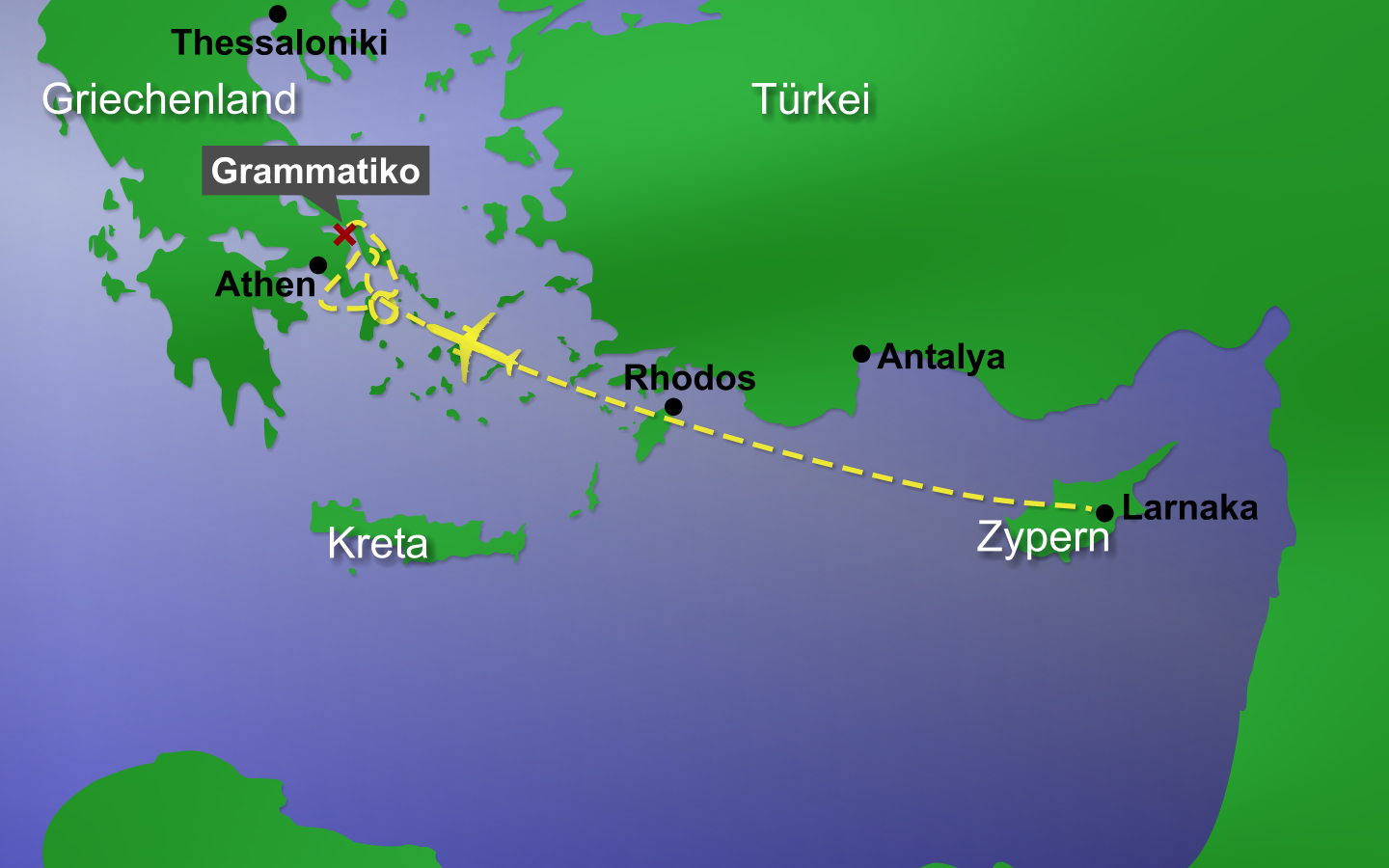
2005: Karte vom Helios Airways Flug 522

- 2005: Der Flug 522 der zypriotischen Fluggesellschaft Helios Airways stürzt in der Nähe von Athen ab. Alle 121 Menschen an Bord sterben.
- 2018: In der italienischen Hafenstadt Genua stürzt das Polcevera-Viadukt, eine innerstädtische Autobahnbrücke der Autostrada A10, teilweise ein; 43 Menschen kommen ums Leben.

Kleinere Unglücksfälle sind in den Unterartikeln von Katastrophe und in der Liste von Katastrophen aufgeführt.

### Sport
- 1933: Emilio Comici und zwei Seilgefährten stehen als Erste nach Durchsteigen der schwierigen Nordwand auf dem Gipfel der Großen Zinne in den Sextner Dolomiten.
- 1936: Unter dem Einfluss der Georgischen Eisenbahn entsteht in Tiflis der Fußballverein Lokomotive Tiflis.

2010: Logo der Jugend-Sommerspiele

- 2010: In Singapur eröffnet Staatspräsident Sellapan Ramanathan die I. Olympischen Jugend-Sommerspiele, die bis zum 26. August dauern.
- 2020: Beim Champions-League-Viertelfinalspiel zwischen dem FC Barcelona und dem FC Bayern München kommt es zu dem bisher torreichsten K.-o.-Spiel der Champions-League-Geschichte; München siegt mit 8:2.

Einträge von Leichtathletik-Weltrekorden befinden sich unter der jeweiligen Disziplin unter Leichtathletik.

## Geboren

### Vor dem 18. Jahrhundert
- 1297: Hanazono, Kaiser von Japan
- 1316: John of Eltham, Earl of Cornwall, englischer Prinz
- 1446: Antonio Urceo, italienischer Humanist
- 1455: Johann von Dalberg, Bischof von Worms und Kanzler der Universität Heidelberg

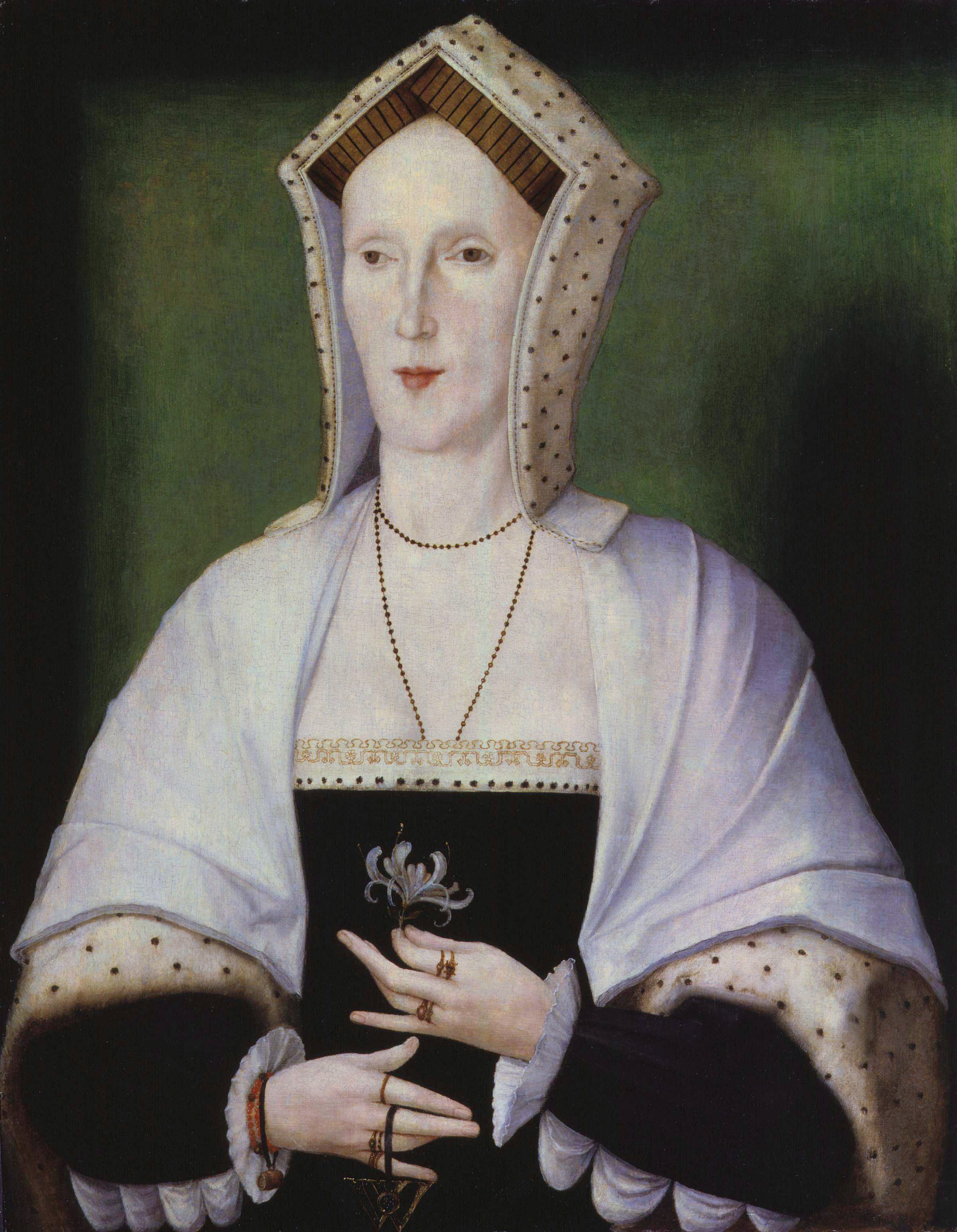
Margaret Pole, 8. Countess of Salisbury (* 1473)

- 1473: Margaret Pole, 8. Countess of Salisbury, Märtyrerin und Gräfin von Salisbury
- 1513: William Parr, 1. Marquess of Northampton, englischer Adliger
- 1530: Giovanni Battista Benedetti, italienischer Mathematiker, Physiker und Philosoph
- 1540: Magnus von Dänemark, Herzog von Holstein und König von Livland

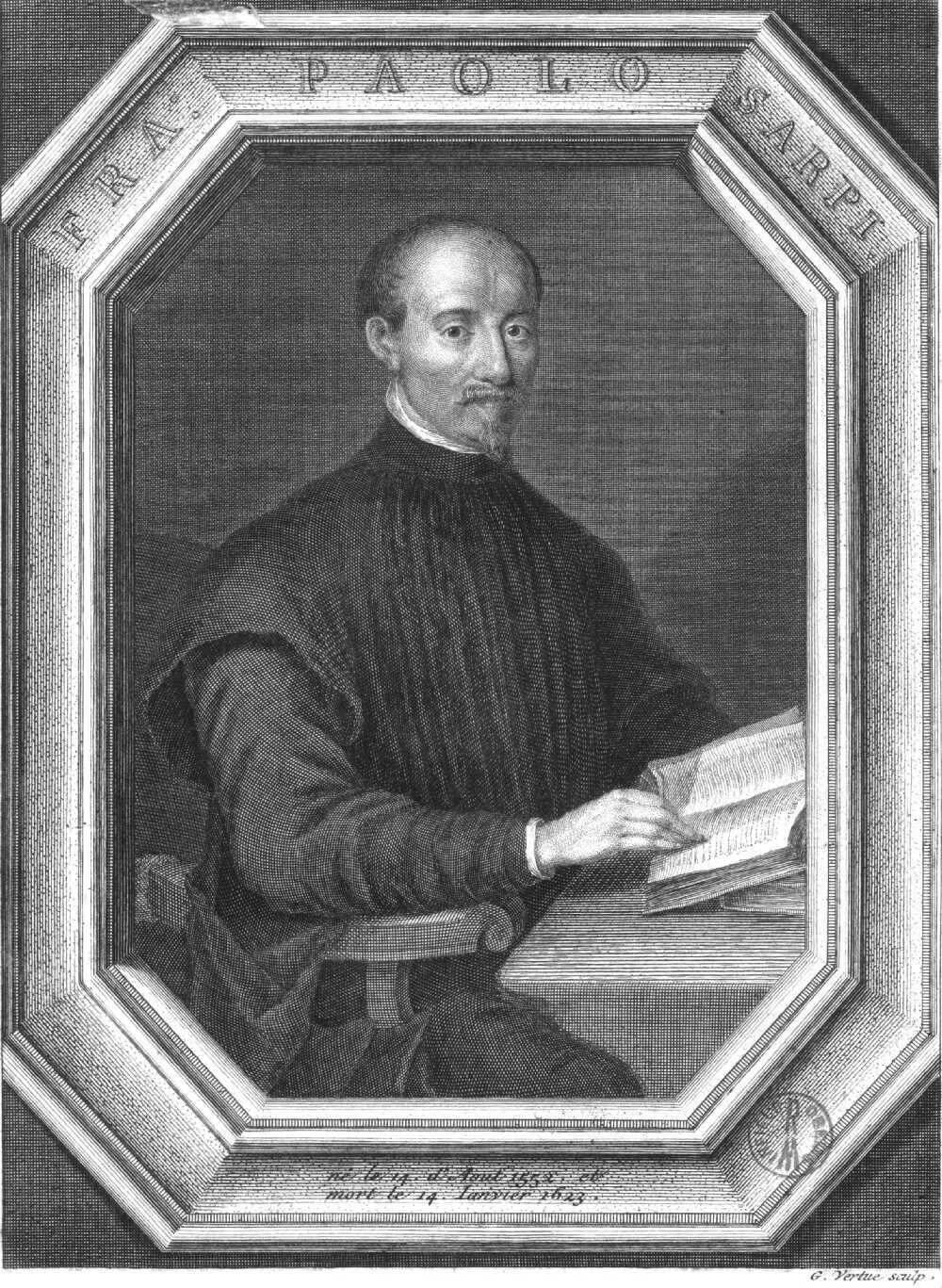
Paolo Sarpi (* 1552)

- 1552: Paolo Sarpi, italienischer Ordensmann und Historiker
- 1585: Gottfried Reuter, deutscher Rechtswissenschaftler
- 1590: Johann Jacob von Königsegg-Rothenfels, Domherr in Köln
- 1590: Peter Lucius, deutscher Buchdrucker
- 1599: Méric Casaubon, englischer Autor und Gelehrter
- 1609: David Mevius, deutscher Jurist
- 1630: Claes Tott, schwedischer Feldherr und Staatsmann
- 1642: Cosimo III. de’ Medici, Großherzog der Toskana
- 1666: Conrad Mel, deutscher reformierter Theologe, Pädagoge und Schriftsteller
- 1688: Friedrich Wilhelm I., Markgraf von Brandenburg und König in Preußen („Soldatenkönig“)
- 1692: Friedrich Anton, Fürst von Schwarzburg-Rudolstadt

### 18. Jahrhundert
- 1712: César Gabriel de Choiseul-Praslin, französischer Politiker

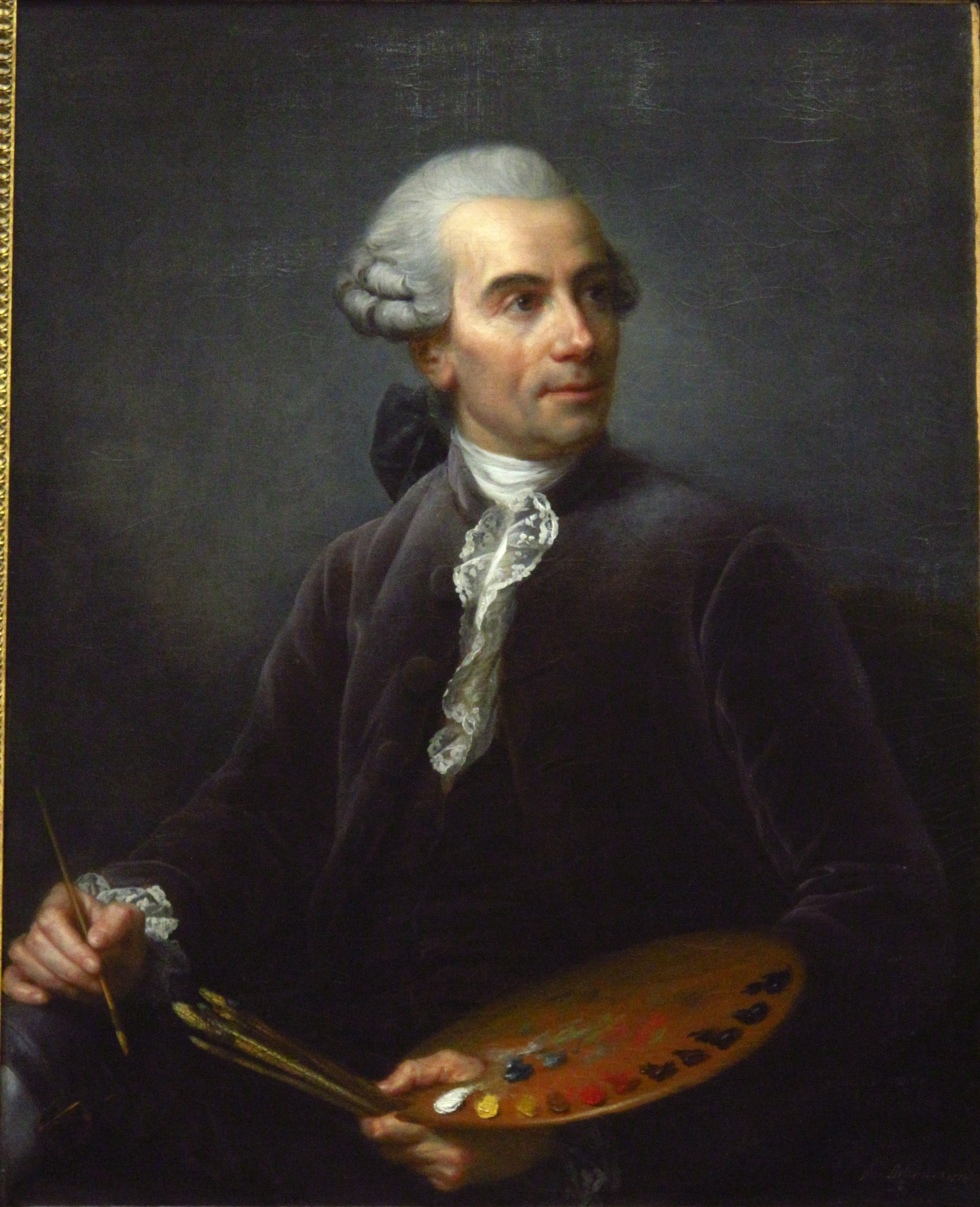
Claude Joseph Vernet (* 1714)

- 1714: Claude Joseph Vernet, französischer Marinemaler
- 1717: Christian Gottfried Struensee, Rektor des Domgymnasiums Stephaneum in Halberstadt
- 1720: Friedrich II., Landgraf von Hessen-Kassel
- 1724: Carl Friedrich Wilhelm zu Leiningen, Kurpfälzischer Geheimer Rat und Generalleutnant
- 1727: Anne Henriette de Bourbon, Prinzessin von Frankreich, Tochter von König Ludwig XV. von Frankreich
- 1727: Marie Louise Élisabeth de Bourbon, Prinzessin von Frankreich und Herzogin von Parma
- 1734: Thomas Sumter, US-amerikanischer General im Unabhängigkeitskrieg und Politiker
- 1737: Charles Hutton, englischer Mathematiker und Autor
- 1738: Leopold Hofmann, österreichischer Komponist
- 1742: Hugh Percy, 2. Duke of Northumberland, britischer General
- 1742: Angèle Albrecht, französische Tänzerin

- 1742: Pius VII., Papst

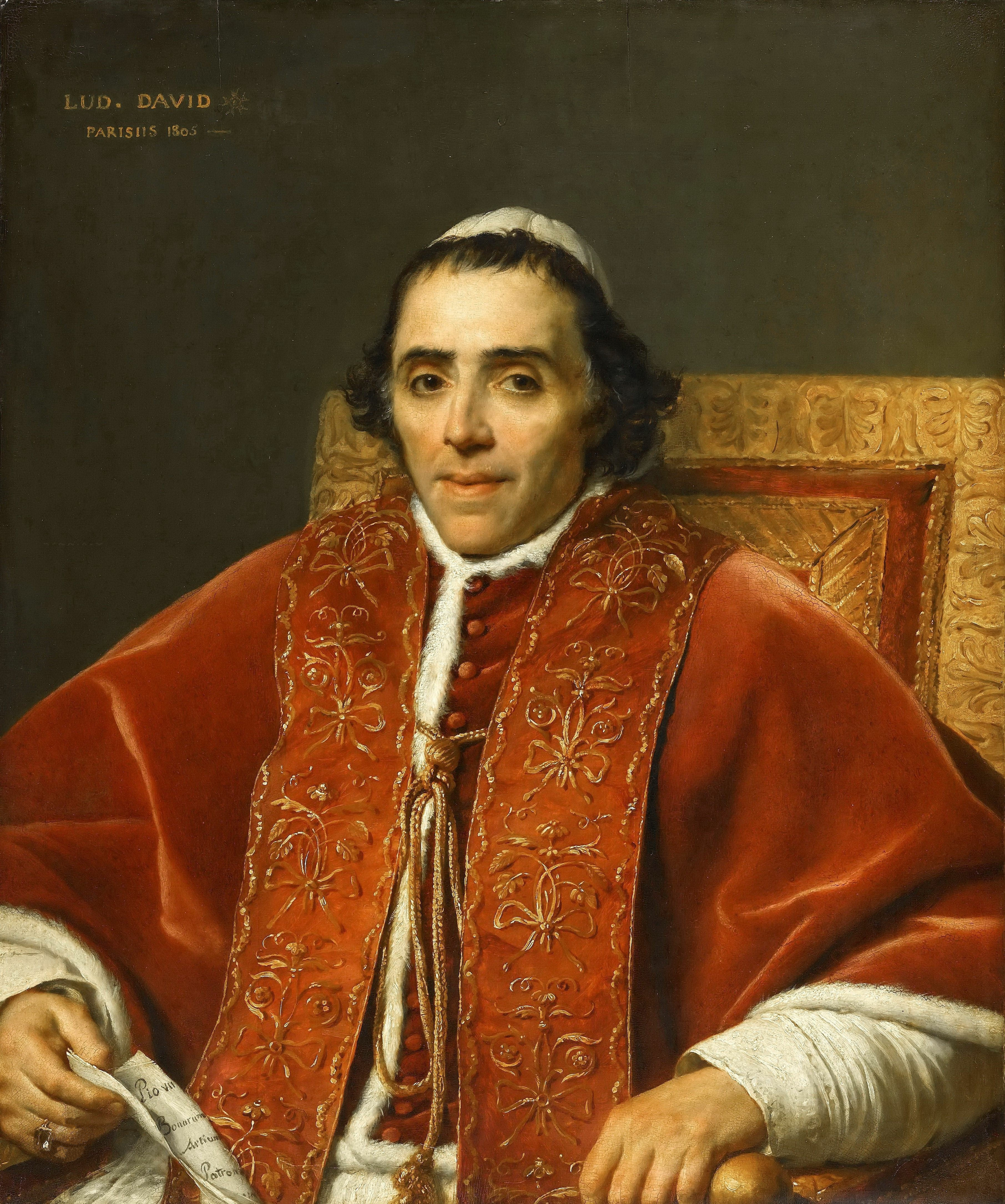
Pius VII. (* 1742)

- 1747: August von Sachsen-Gotha-Altenburg, Prinz aus der Linie Sachsen-Gotha-Altenburg
- 1748: Christoph Gottlob Heinrich, deutscher Historiker
- 1753: Christoph Kaufmann, Schweizer Mediziner, Philosoph und Autor, einer der Genieapostel
- 1756: Olof Åhlström, schwedischer Komponist
- 1758: Antoine Charles Horace Vernet, französischer Maler
- 1765: Maurus Meyer von Schauensee, Schweizer Patrizier und französischer General

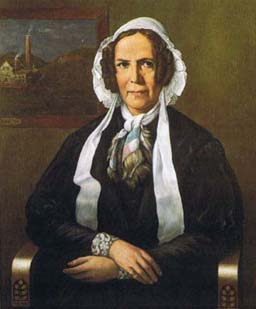
Christine Englerth (* 1767)

- 1767: Christine Englerth, deutsche Unternehmerin und Eigentümerin von Steinkohle-Bergwerken im Raum Aachen
- 1773: Charles Humphrey Atherton, US-amerikanischer Politiker
- 1773: Peter Buell Porter, US-Politiker, General und Kriegsminister
- 1776: Christian Friedrich Tieck, deutscher Bildhauer
- 1777: Hans Christian Ørsted, dänischer Physiker und Chemiker
- 1778: Francesco Maria Avellino, italienischer Klassischer Archäologe
- 1787: Emmanuel Théaulon, französischer Dramatiker und Librettist
- 1793: Baruch Auerbach, deutscher Pädagoge
- 1800: Eduard von Badenfeld, österreichischer Schriftsteller

### 19. Jahrhundert

#### 1801–1850
- 1802: Fabio Maria Asquini, italienischer Geistlicher, Titularerzbischof von Tarsus, Apostolischer Nuntius, Kardinal
- 1802: Letitia Elizabeth Landon, britische Dichterin und Romanschriftstellerin
- 1804: Karl Friedrich Werner, deutscher Theologe und Pietistenführer
- 1811: Peter Roh, Schweizer Geistlicher
- 1814: Adolph Tidemand, norwegischer Maler
- 1816: Félix-Charles Douay, französischer General
- 1818: François d’Orléans, prince de Joinville, französischer Admiral

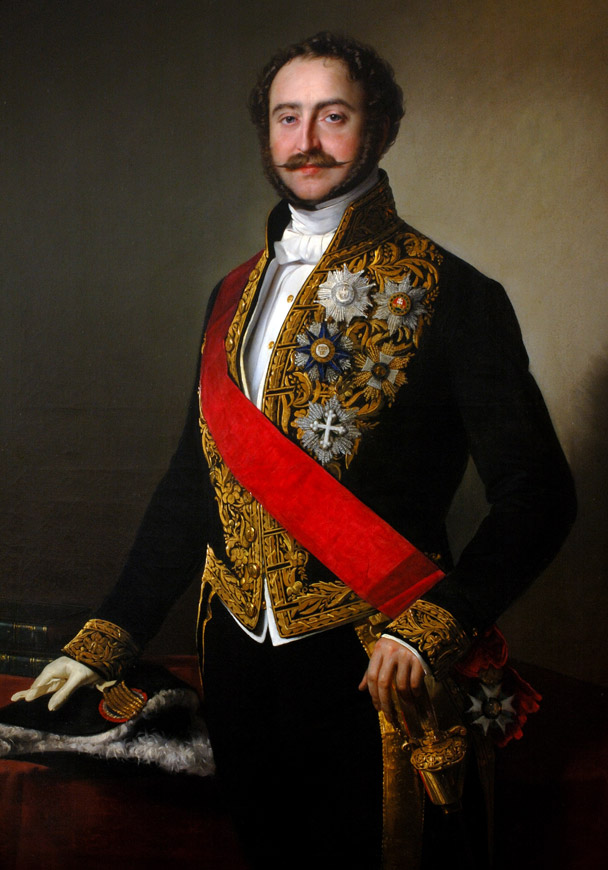
Antoine Alfred Agénor de Gramont (* 1819)

- 1819: Antoine Alfred Agénor de Gramont, französischer Diplomat
- 1824: Arthur Hobrecht, deutscher Politiker, Oberbürgermeister von Breslau und Berlin, MdL, preußischer Minister, MdR
- 1826: Karl Roux, deutscher Maler
- 1829: Robert Nobel, schwedischer Industrieller
- 1831: Christian Sell der Ältere, deutscher Maler
- 1834: Friedrich Goltz, deutscher Physiologe

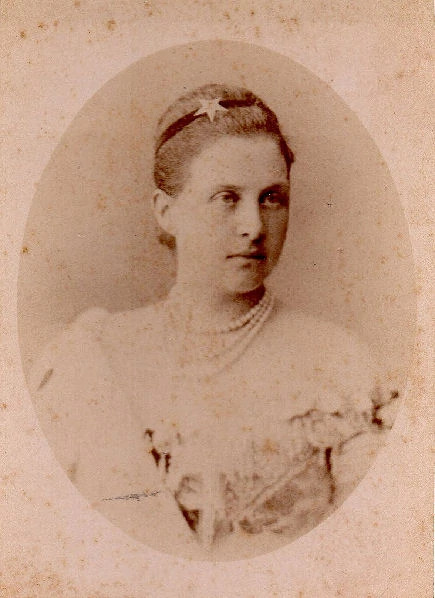
Isabella Dobrowolski von Buchenthal (* 1835)

- 1835ː Isabella Dobrowolski von Buchenthal, rumänische Pianistin
- 1837: Johannes Trojan, deutscher Schriftsteller
- 1839: Alexander Reinhold Bohnstedt, deutscher Pädagoge und Botaniker

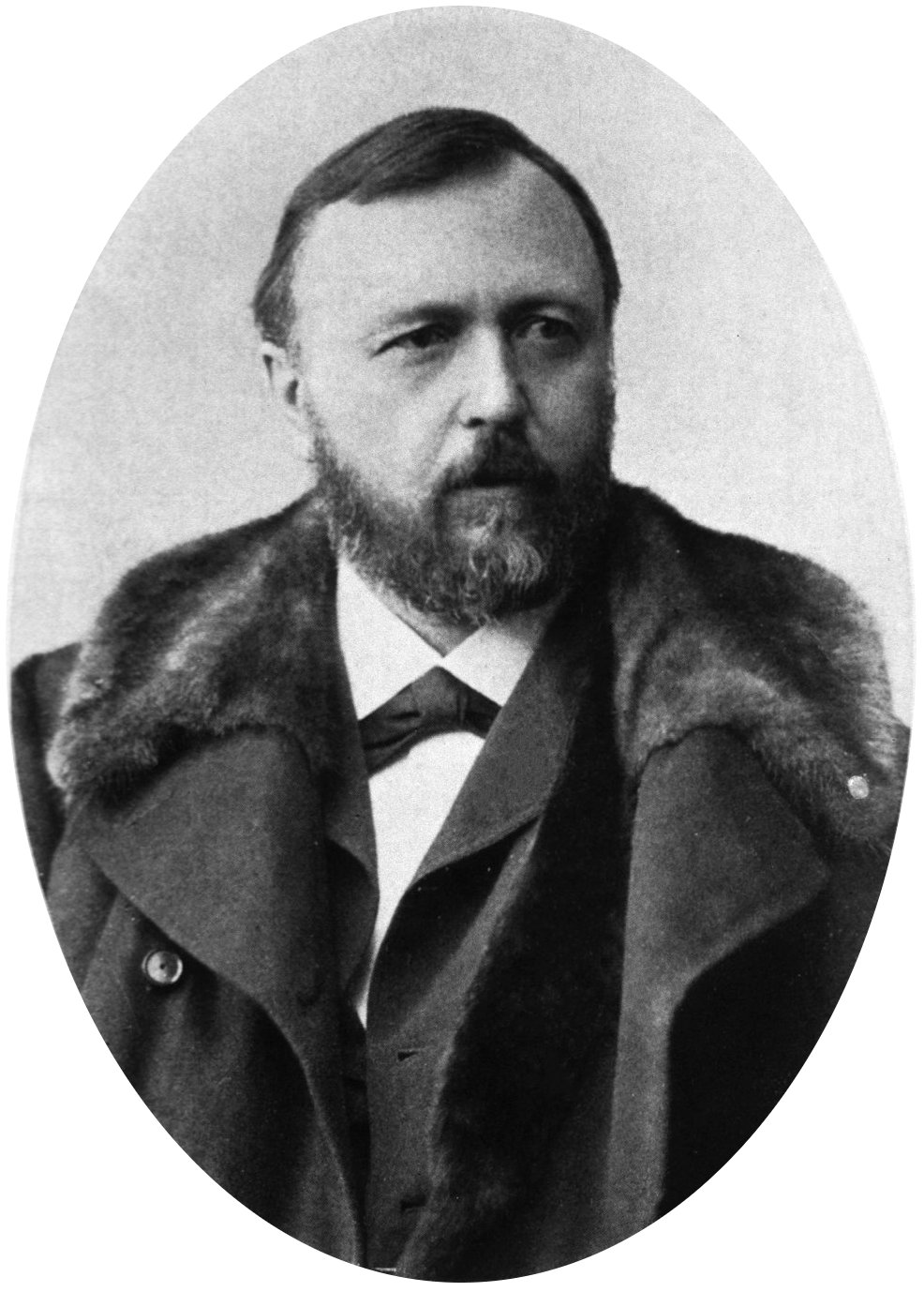
Richard von Krafft-Ebing (* 1840)

- 1840: Richard von Krafft-Ebing, deutsch-österreichischer Psychiater und Rechtsmediziner
- 1841: Joseph Friedrich Hummel, österreichischer Dirigent und Komponist
- 1842: Gaston Darboux, französischer Mathematiker
- 1844: Julius Goerdeler, deutscher Richter und Parlamentarier, MdL
- 1844ː Françoise d’Orléans, Mitglied des Hauses Orléans, Herzogin von Chartres
- 1846: Hermann Viehweger, deutscher Architekt
- 1847: Robert Comtesse, Schweizer Jurist und Politiker, Nationalratspräsident, Bundesrat
- 1847: Karl Oskar Medin, schwedischer Kinderarzt und Entdecker
- 1850: W. W. Rouse Ball, englischer Mathematiker und Mathematikhistoriker

#### 1851–1875
- 1851: Doc Holliday, US-amerikanischer Revolverheld des Wilden Westens

Julia da Silva-Bruhns (* 1851)

- 1851: Julia da Silva-Bruhns, Mutter von Thomas und Heinrich Mann
- 1853: Dominique Gauchet, französischer Admiral
- 1855: Max von Bredow, deutscher Gutsbesitzer und Politiker, MdL
- 1860: Ernest Thompson Seton, schottisch-kanadischer Naturforscher, Schriftsteller, Illustrator und Maler, Mitbegründer der US-amerikanischen Pfadfinderbewegung
- 1861: Georg Haberland, deutscher Bauunternehmer

Leo Samberger (* 1861)

- 1861: Leo Samberger, deutscher Maler
- 1861: Eugen Schilling, deutscher Chemiker
- 1862: Heinrich von Preußen, preußischer Prinz und Marineoffizier, Großadmiral, Oberbefehlshaber der deutschen Ostseestreitkräfte im Ersten Weltkrieg
- 1862: Fritz Schenck, deutscher Physiologe
- 1863: Gebhard Fugel, deutscher Maler christlicher Kunst
- 1863: Menachem Ussishkin, russischer Zionistenführer

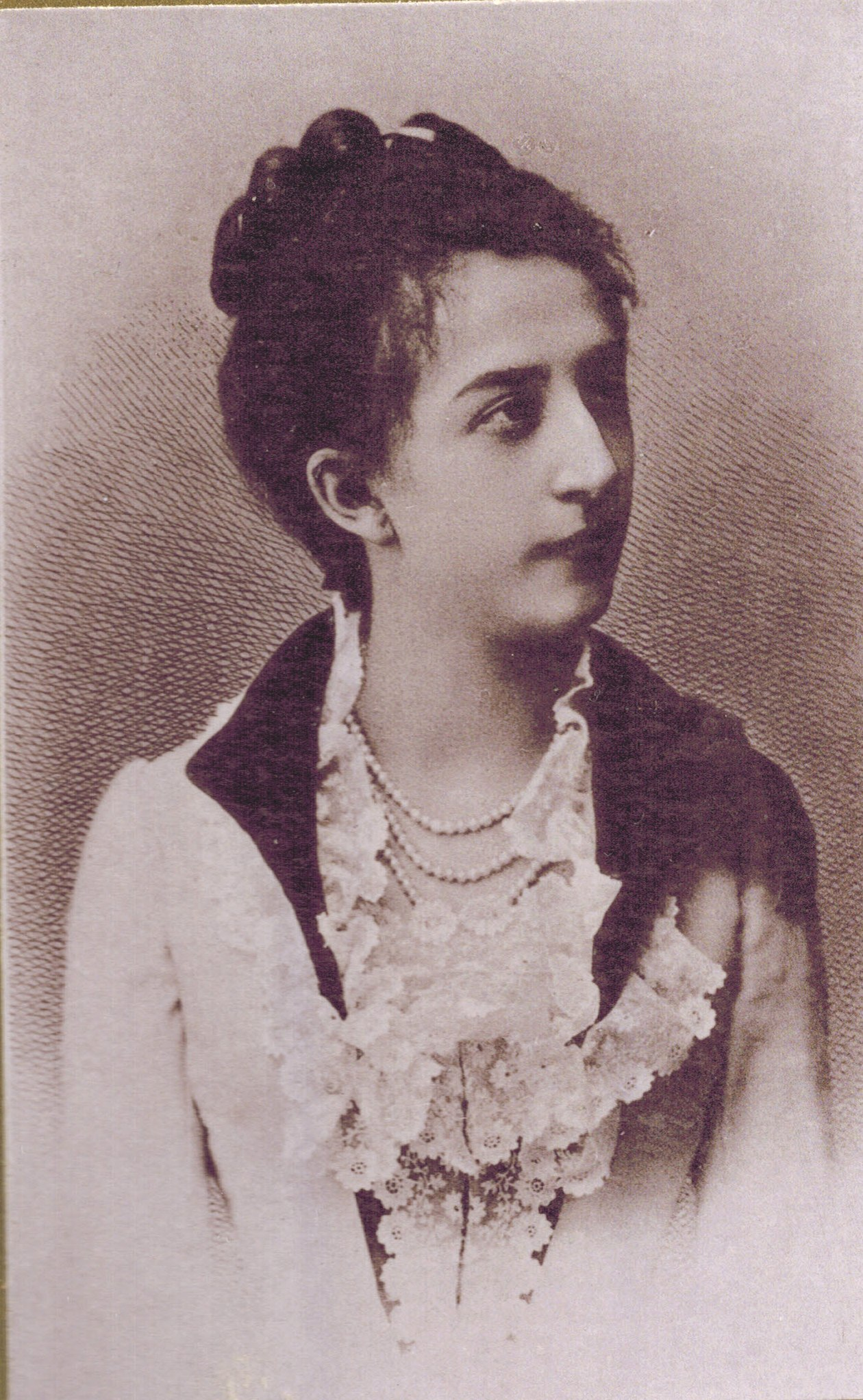
Marie Eugenie delle Grazie (* 1864)

- 1864: Marie Eugenie Delle Grazie, österreichische Schriftstellerin
- 1865: Dmitri Sergejewitsch Mereschkowski, russischer Schriftsteller
- 1865: Richard Petersen, deutscher Ingenieur und Hochschullehrer

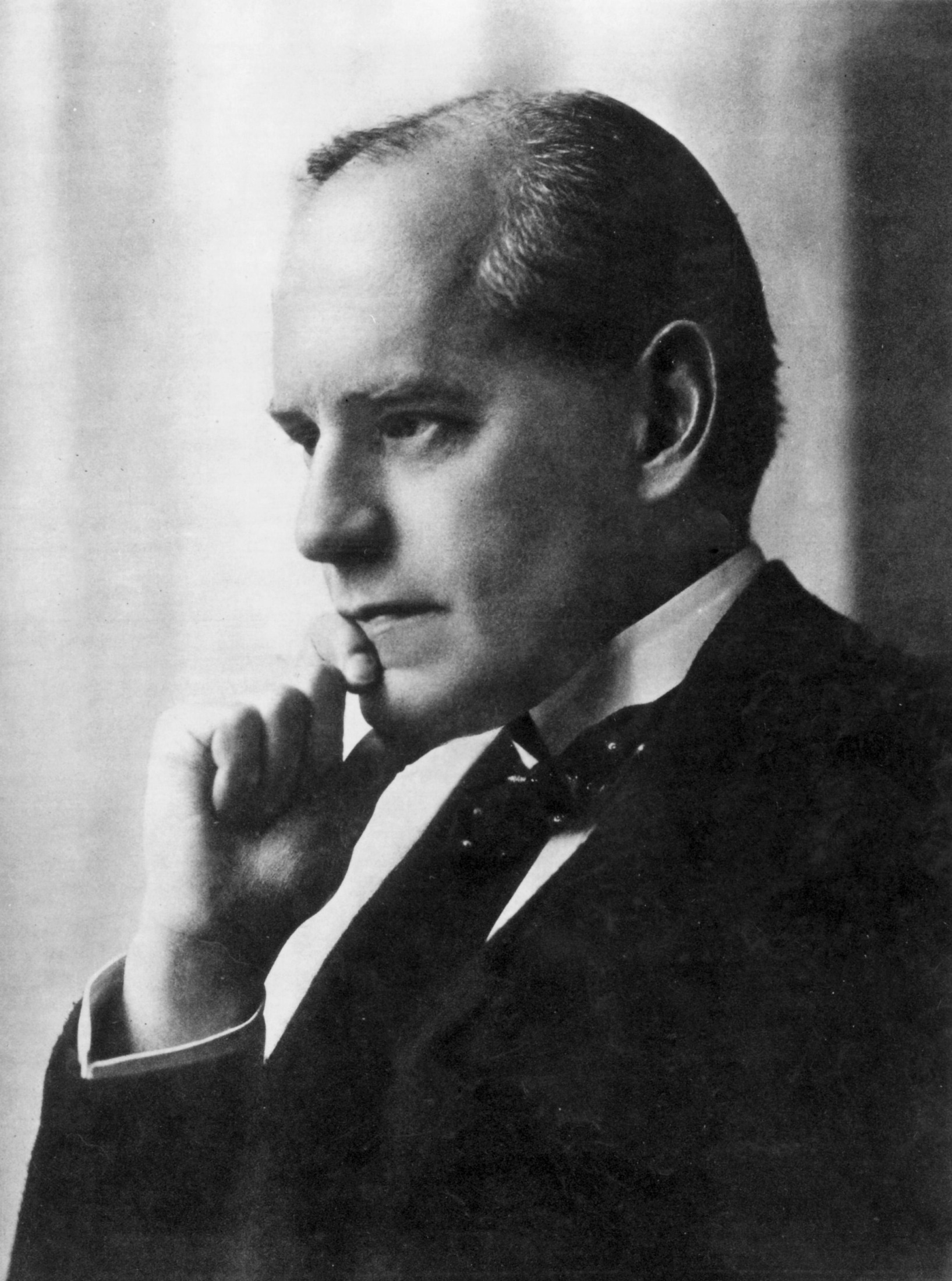
John Galsworthy (* 1867)

- 1867: John Galsworthy, britischer Schriftsteller und Dramatiker, Nobelpreisträger
- 1867: Artur Oppman, polnischer Schriftsteller
- 1868: José Mardones, spanischer Opernsänger (Bass)
- 1868ː Leone Sinigaglia, italienischer Komponist, Alpinist und Opfer des Holocaust
- 1869: Armas Järnefelt, finnischer Komponist
- 1869: Ludwig Kessing, deutscher Dichter
- 1870: Alexander Schuke, deutscher Orgelbauer
- 1871: Guangxu, Kaiser von China
- 1873: Emmy Surén, deutsche Krankenschwester („Engel Südwestafrikas“)
- 1874: Fritz Travers, deutscher Kommunalpolitiker, Oberbürgermeister von Wiesbaden

#### 1876–1900

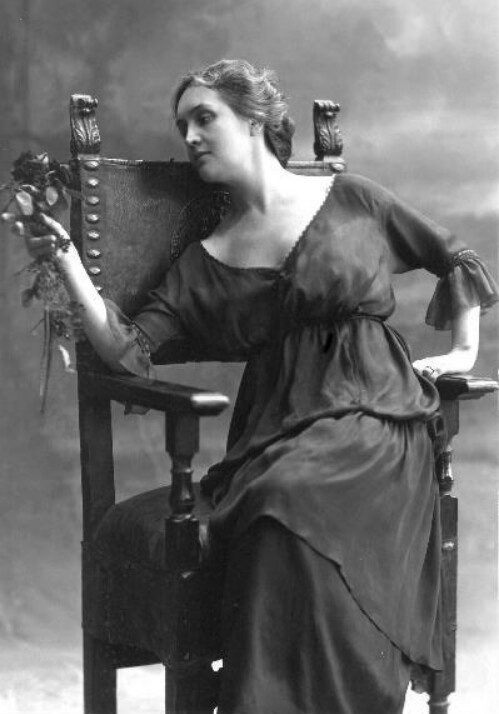
Sibilla Aleramo (* 1876)

- 1876ː Sibilla Aleramo, italienische Schriftstellerin, Dichterin und Feministin
- 1876: Aleksandar Obrenović, König von Serbien

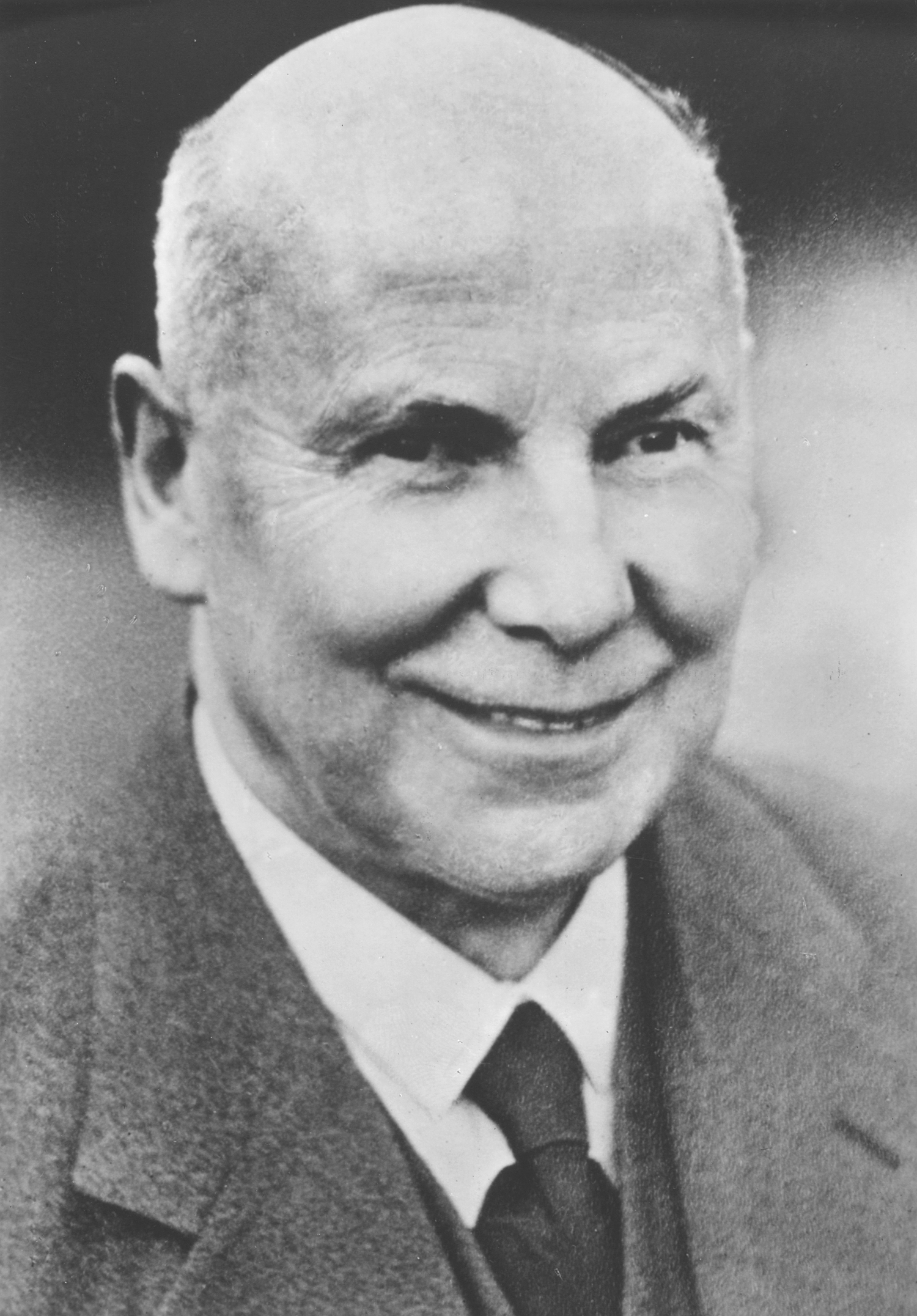
Friedrich von Bodelschwingh (* 1877)

- 1877: Friedrich von Bodelschwingh der Jüngere, deutscher evangelischer Theologe
- 1878: Maria Langer-Schöller, deutsche Malerin
- 1879: Wilhelm Borngässer, deutscher Musikpädagoge, Dirigent und Komponist
- 1879: Heinrich Löffler, deutscher Gewerkschafter und Politiker, Mitglied der Weimarer Nationalversammlung
- 1880: Fred Alexander, US-amerikanischer Tennisspieler
- 1884: Erwin von Sigel, deutscher Leichtathlet
- 1885: Albin Stark, schwedischer Architekt
- 1886: Arthur Jeffrey Dempster, kanadisch-US-amerikanischer Physiker
- 1887: Hermann Buddenhagen, deutscher Lehrer, Autor und Lektor
- 1887: Kenelm Lee Guinness, britischer Unternehmer und Automobilrennfahrer
- 1888: Richard Kaselowsky, deutscher Industrieller
- 1888: Emma Zimmer, deutsche Aufseherin in den Konzentrationslagern Ravensbrück und Auschwitz-Birkenau, Kriegsverbrecherin
- 1889: Jaroslav Jeremiáš, tschechischer Komponist, Dirigent und Pianist
- 1889: Walter Freitag, deutscher Politiker und Gewerkschaftsfunktionär

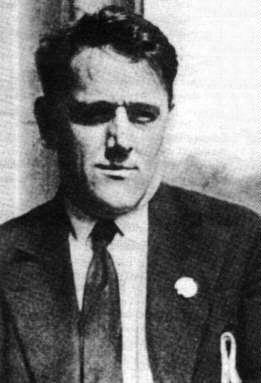
Willi Münzenberg (* 1889)

- 1889: Willi Münzenberg, deutscher Politiker, Verleger und Filmproduzent, Opfer des Nationalsozialismus
- 1890: Bruno Tesch, deutscher Chemiker und Unternehmer, Lieferant von Zyklon B, Kriegsverbrecher
- 1890: Otto Albert Tichý, tschechischer Komponist und Kirchenmusiker
- 1891: Mihail Jora, rumänischer Komponist
- 1892: María Luisa Sepúlveda, chilenische Komponistin und Musikpädagogin
- 1893: Walter Körte, deutscher Architekt
- 1893: Carl Benton Reid US-amerikanischer Schauspieler
- 1894: Hans Rothe, deutscher Schriftsteller und Dramaturg, Übersetzer der Werke von William Shakespeare
- 1894: Alfred Stange, deutscher Kunsthistoriker
- 1895: Arnold Freiherr von Vietinghoff-Riesch, deutscher Forstwissenschaftler und Ornithologe

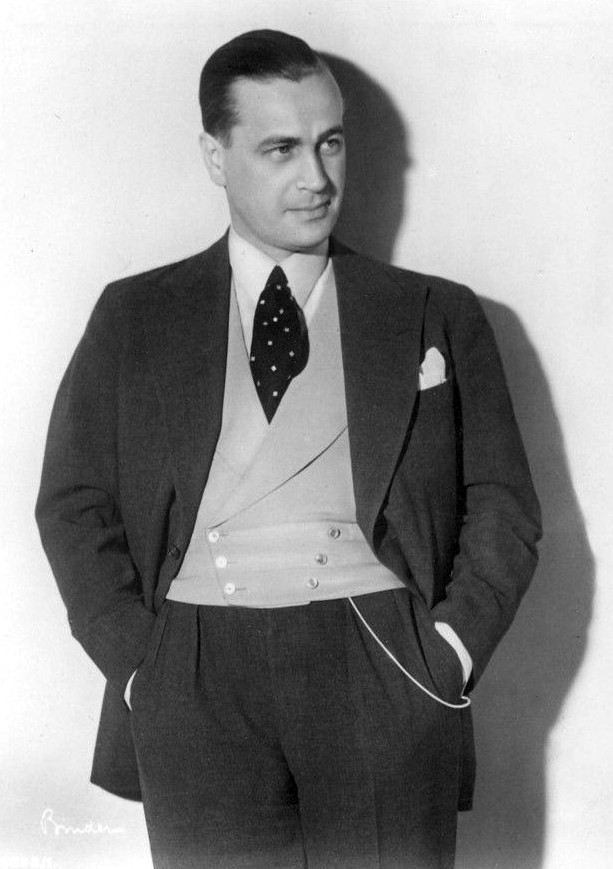
Karl Ludwig Diehl (* 1896)

- 1896: Karl Ludwig Diehl, deutscher Schauspieler
- 1897: Simone Plé-Caussade, französische Komponistin, Pianistin und Musikpädagogin
- 1897: Paul Ruegger, Schweizer Jurist und Diplomat, Botschafter im Vereinigten Königreich und Italien, Präsident des Internationalen Komitees vom Roten Kreuz
- 1899: Margarete Gröwel, deutsche Politikerin, MdB
- 1899: Natalja Prawossudowitsch, russische Komponistin

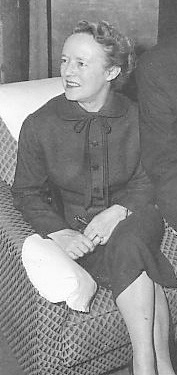
Alma Reville (* 1899)

- 1899: Alma Reville, britische Filmeditorin und Drehbuchautorin, Ehefrau von Alfred Hitchcock
- 1900: Margret Boveri, deutsche Journalistin
- 1900ː Benita von Falkenhayn, deutsche Spionin
- 1900: Wilhelm Schütte, deutsch-österreichischer Architekt

### 20. Jahrhundert

#### 1901–1925
- 1901: Mercedes Comaposada, spanische Pädagogin, Journalistin, Feministin und Anarchistin
- 1901: Franz Konwitschny, deutscher Dirigent und Kapellmeister

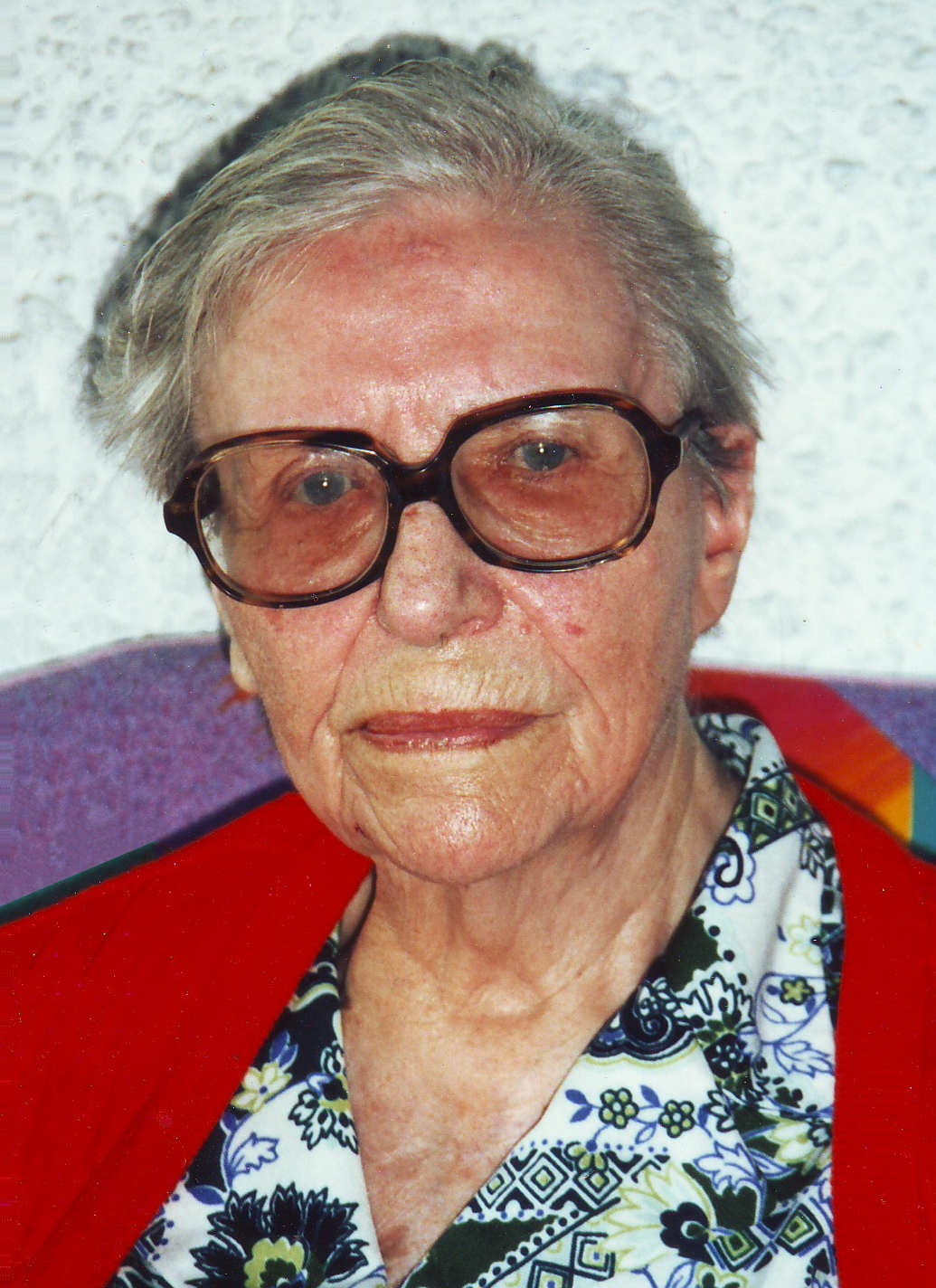
Alice Rivaz (* 1901)

- 1901: Alice Rivaz, Schweizer Schriftstellerin
- 1902: Charlotte Ander, deutsche Schauspielerin
- 1902: Ferdinand Marian, österreichischer Schauspieler
- 1903: Eduardo Mallea, argentinischer Schriftsteller und Diplomat
- 1903: Karl Politz, deutscher Fußballspieler
- 1903: Martin Pörksen, deutscher evangelischer Theologe und Politiker, MdL
- 1904: Martial Singher, französischer Opernsänger und Musikpädagoge
- 1905: Susanne Engelmann, deutsche Grafikerin und Keramikerin
- 1905: Raimund Weissensteiner, österreichischer Priester und Komponist
- 1906: Horst P. Horst, US-amerikanischer Fotograf
- 1906: Eugene Lukacs, US-amerikanischer Mathematiker ungarischer Herkunft
- 1906: Elsa Piaggio, argentinische Pianistin und Musikpädagogin
- 1907: Ernst Waldbrunn, österreichischer Schauspieler und Kabarettist
- 1909: Tibor Kozma, ungarisch-amerikanischer Dirigent
- 1910: Willy Ronis, französischer Fotograf
- 1910: Pierre Schaeffer, französischer Komponist
- 1911: Jan Koetsier, niederländischer Dirigent und Komponist
- 1911: Béatrice du Vinage, deutsch-schwedische Malerin, Grafikerin, Fotografin und Journalistin
- 1912: Hilda Cameron, kanadische Leichtathletin und Olympiateilnehmerin

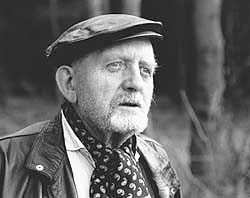
Erwin Strittmatter (* 1912)

- 1912: Erwin Strittmatter, deutsch-sorbischer Schriftsteller
- 1913: Siegfried Franz, deutscher Komponist
- 1914: Dieter Arend, deutscher Ruderer
- 1914: Herman Branson, US-amerikanischer Physiker und Chemiker
- 1914: Poul Hartling, dänischer Politiker
- 1916: Wellington Mara, US-amerikanische Football-Legende
- 1916: Dioris Valladares, puerto-ricanischer Komponist, Arrangeur, Sänger, Bandleader, Gitarrist und Perkussionist
- 1917: Georges Haldas, französischsprachiger Schweizer Schriftsteller, Dichter, Essayist und Übersetzer
- 1917: Rob Walker, britischer Rennstallbesitzer
- 1919: Ingrid Leodolter, österreichische Politikerin und Gesundheitsministerin
- 1920: Alfred Gong, deutschsprachiger Schriftsteller
- 1921: Giorgio Strehler, italienischer Theaterregisseur und Intendant
- 1922: Dietgard Meyer, deutsche Theologin und Pfarrerin
- 1923: Hans Arnold, deutscher Diplomat und Publizist
- 1923: John Pozdro, US-amerikanischer Komponist und Musikpädagoge
- 1924: Robert K. Adair, US-amerikanischer Physiker
- 1924: Holger Juul Hansen, dänischer Schauspieler
- 1924: Georges Prêtre, französischer Dirigent
- 1925ː Ilona Karmel, polnisch-US-amerikanische Schriftstellerin

#### 1926–1950
- 1926: Alice Adams, US-amerikanische Autorin und Universitätsprofessorin
- 1926ː Margot Benacerraf, venezolanische Filmregisseurin
- 1926: Martin Broszat, deutscher Historiker
- 1926: Agostino Cacciavillan, vatikanischer Diplomat und Kurienkardinal
- 1926: Sofie Dawo, deutsche Bildende Künstlerin und Kunstpädagogin

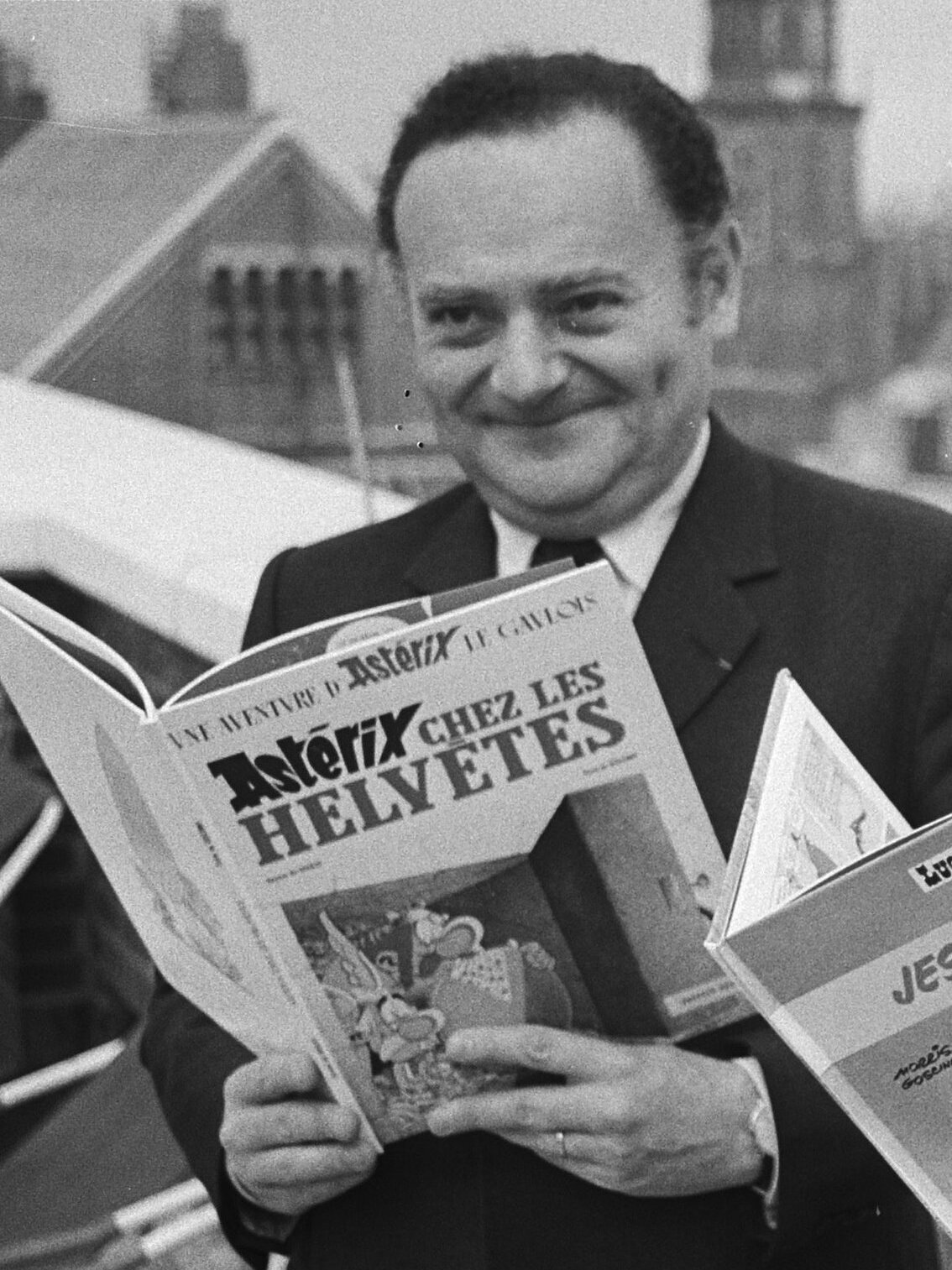
René Goscinny (* 1926)

- 1926: René Goscinny, französischer Comic-Texter
- 1927: David Holt, US-amerikanischer Schauspieler, Autor, Komponist und Herausgeber
- 1928: Gunnar Andersson, schwedischer Fußballspieler
- 1928: Klaus Blech, deutscher politischer Beamter und Diplomat

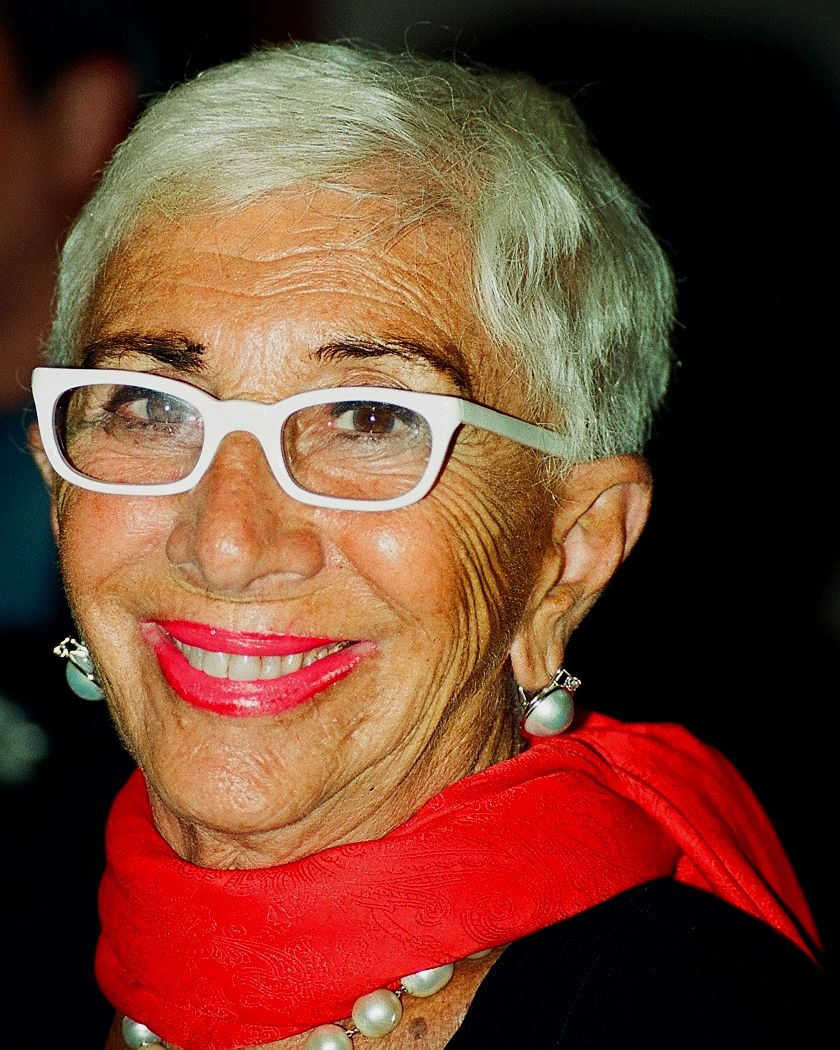
Lina Wertmüller (* 1928)

- 1928: Lina Wertmüller, italienische Filmregisseurin
- 1930: Earl Weaver, US-amerikanischer Baseballmanager
- 1931: Frederic Raphael, US-amerikanischer Drehbuchautor
- 1933: Richard R. Ernst, Schweizer Chemiker, Nobelpreisträger
- 1934: Rido Busse, deutscher Designer
- 1934: Franco Costa, italienischer Maler
- 1935: Antón Arrufat, kubanischer Dramaturg und Schriftsteller
- 1935: Werner Heine, deutscher Fußballspieler
- 1937: Winston Lord, US-amerikanischer Politiker
- 1938: Beata Tyszkiewicz, polnische Schauspielerin
- 1938: Dorit Wahl, deutsche Politikerin
- 1939: Andreas Birkmann, deutscher Politiker, Landesminister, Richter am Bundesgerichtshof
- 1939: Elmar Wolf, deutscher Musiker, Orchesterchef und Musikverleger
- 1940: Irmela Bues, deutsche Astronomin
- 1940: Aristides Royo, 36. Staatspräsident von Panama
- 1940: Max Schautzer, österreichischer Fernsehmoderator

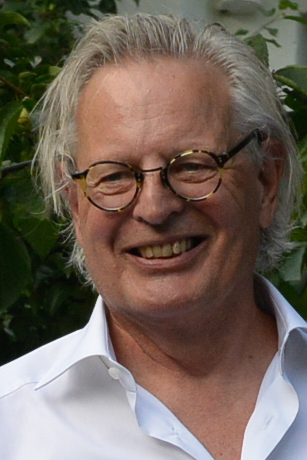
Matthias Claus Angermeyer (* 1941)

- 1941: Matthias Claus Angermeyer, deutscher Mediziner
- 1941: David Crosby, US-amerikanischer Musiker, Sänger und Songschreiber
- 1941: Aïcha Ech-Chenna, marokkanische Frauenrechtlerin
- 1941: Uta Zapf, deutsche Politikerin und MdB
- 1942: Molefi Kete Asante, US-amerikanischer Autor und Afrozentrist
- 1942: Wolfgang Curilla, deutscher Jurist und Neuzeithistoriker, Politiker, MdL, Senator
- 1943: Herman Van Springel, belgischer Radrennfahrer
- 1943: Wolf Wondratschek, deutscher Schriftsteller
- 1944: Dieter Planck, deutscher Archäologe und Denkmalpfleger
- 1945: Steve Martin, US-amerikanischer Komiker, Schriftsteller, Musiker, Produzent und Schauspieler
- 1945: Friederike Pezold, österreichische Künstlerin

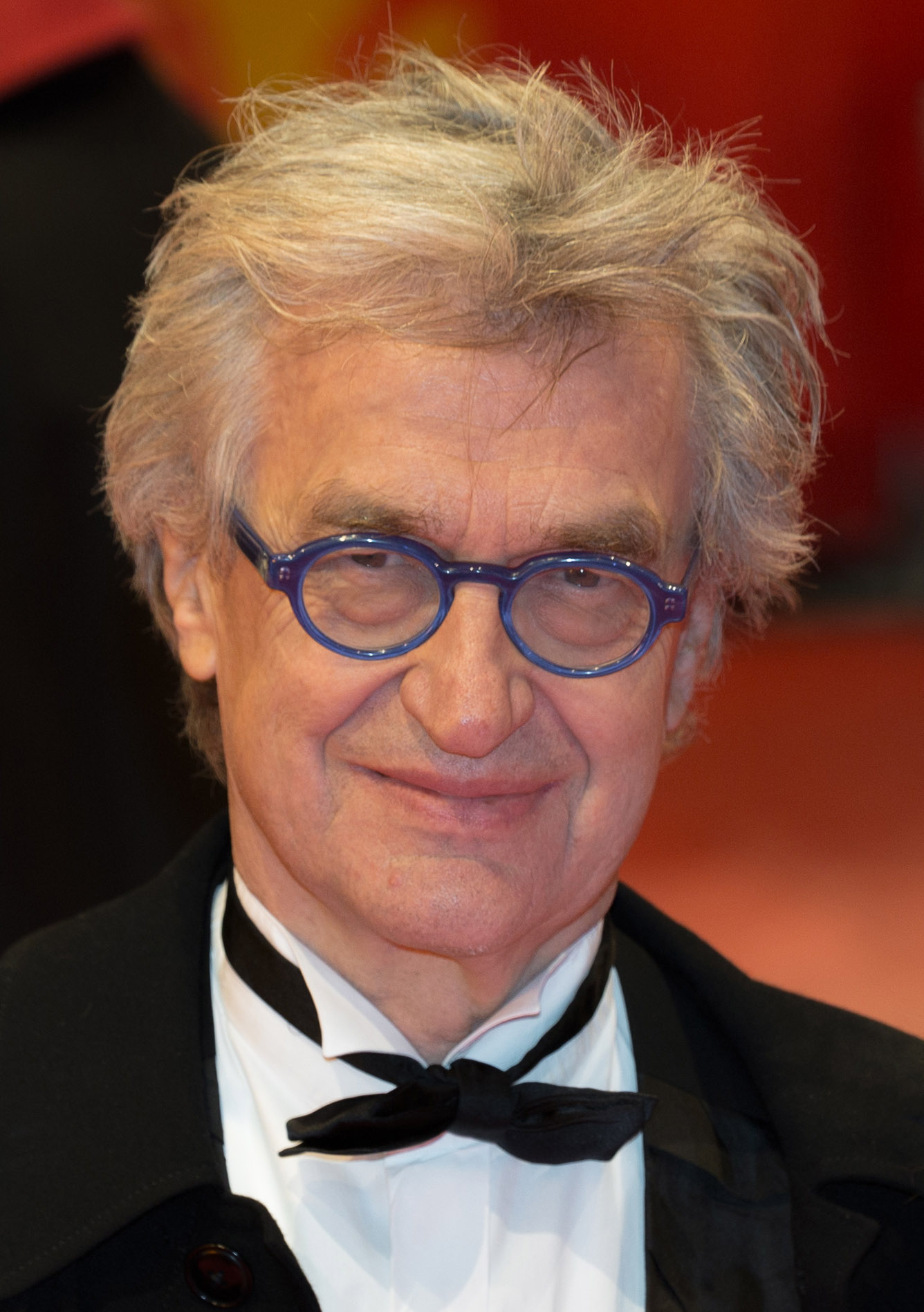
Wim Wenders (* 1945)

- 1945: Wim Wenders, deutscher Regisseur und Fotograf
- 1946: Bjørn Howard Kruse, norwegischer Komponist und Jazzmusiker
- 1946: Herbert Kubicek, deutscher Professor für Angewandte Informatik
- 1947: Jirō Taniguchi, Mangazeichner

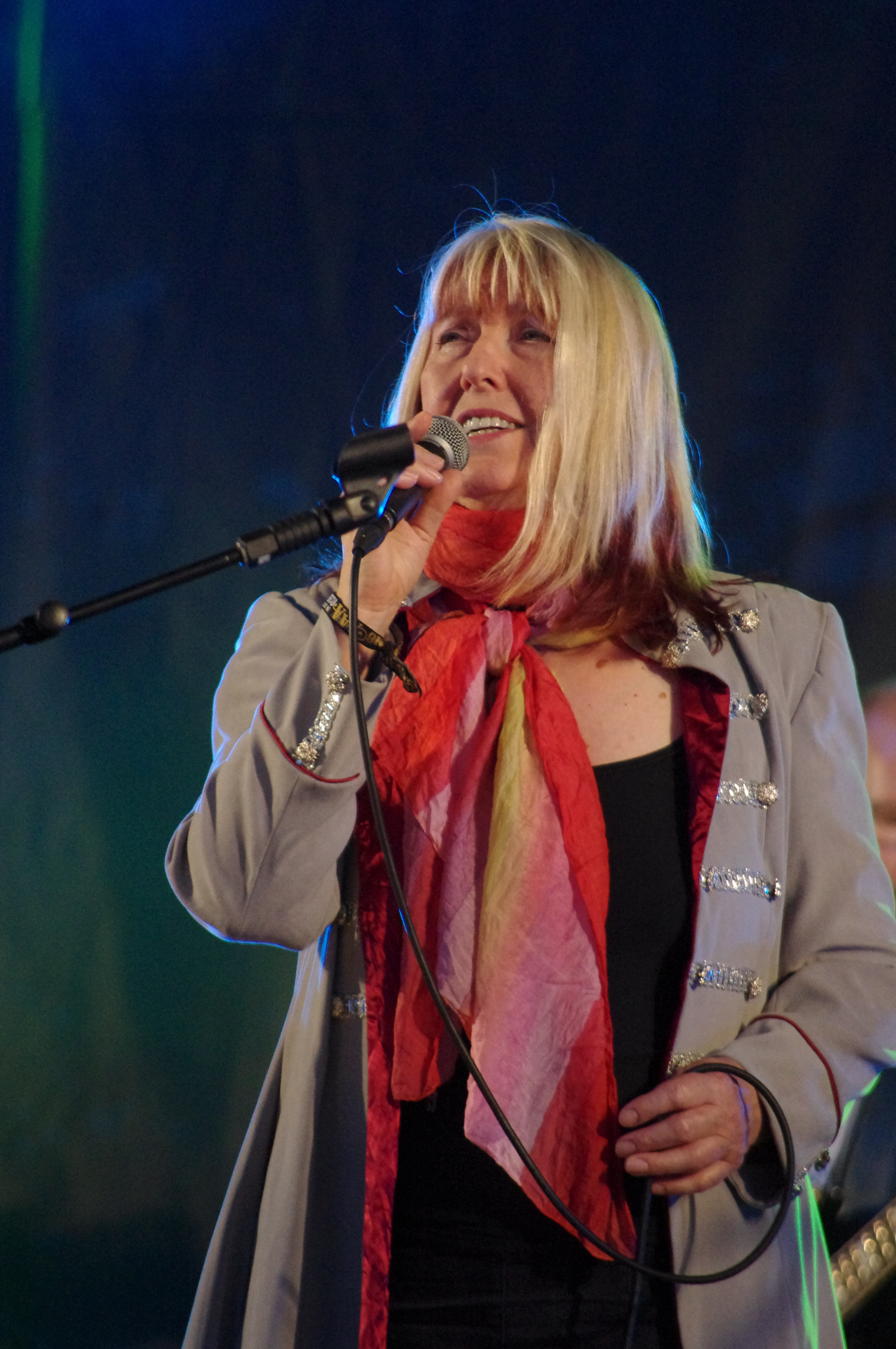
Maddy Prior (* 1947)

- 1947: Maddy Prior, britische Folksängerin
- 1947: Danielle Steel, US-amerikanische Schriftstellerin
- 1948: Boris Mironowitsch Pergamenschtschikow, russischer Cellist
- 1948: Kersten Reich, deutscher Pädagoge, Begründer des Interaktionistischen Konstruktivismus
- 1949: Franz Guttenberger, deutscher Jurist
- 1949: Morten Olsen, dänischer Fußballspieler und -trainer
- 1950: Gary Larson, US-amerikanischer Comic-Zeichner und Cartoonist
- 1950: Věra Řeháčková, tschechische Schriftstellerin

#### 1951–1975
- 1951: Uta Felgner, deutsche Managerin
- 1952: Pino D’Angiò, italienischer Musiker
- 1952: Christina Rost, deutsche Handballspielerin
- 1952: Alex van Warmerdam, niederländischer Regisseur
- 1953: Leonore Adler, deutsche Malerin und Grafikerin
- 1953: James Horner, US-amerikanischer Filmkomponist

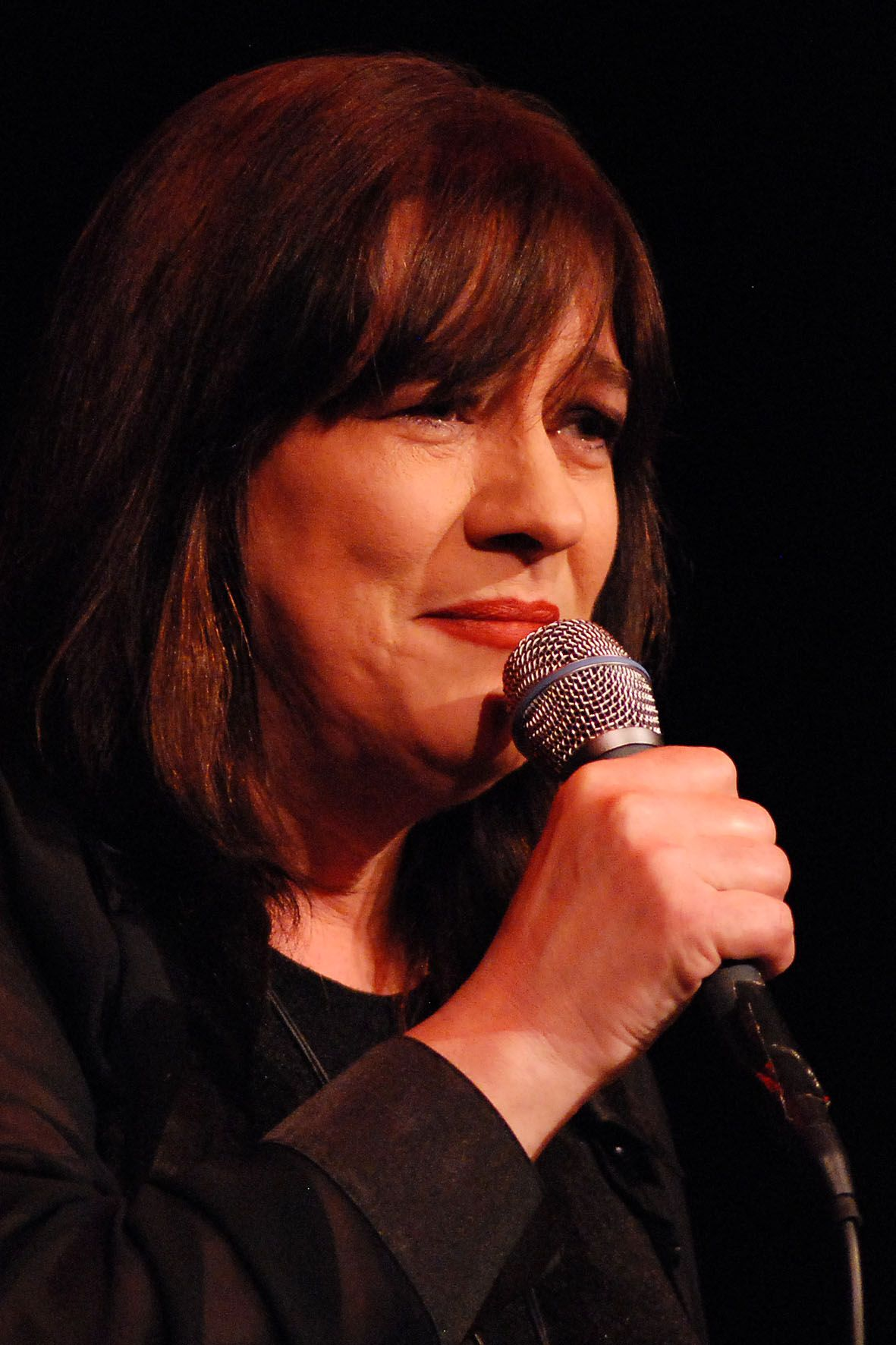
Ulla Meinecke (* 1953)

- 1953: Ulla Meinecke, deutsche Sängerin
- 1953: László Melis, ungarischer Geiger und Komponist
- 1954: Eik Breit, österreichischer Gitarrist, Musiker und Schauspieler
- 1954: Christian Gross, Schweizer Fußballspieler und -trainer
- 1955: Jean Stilwell, kanadische Sängerin

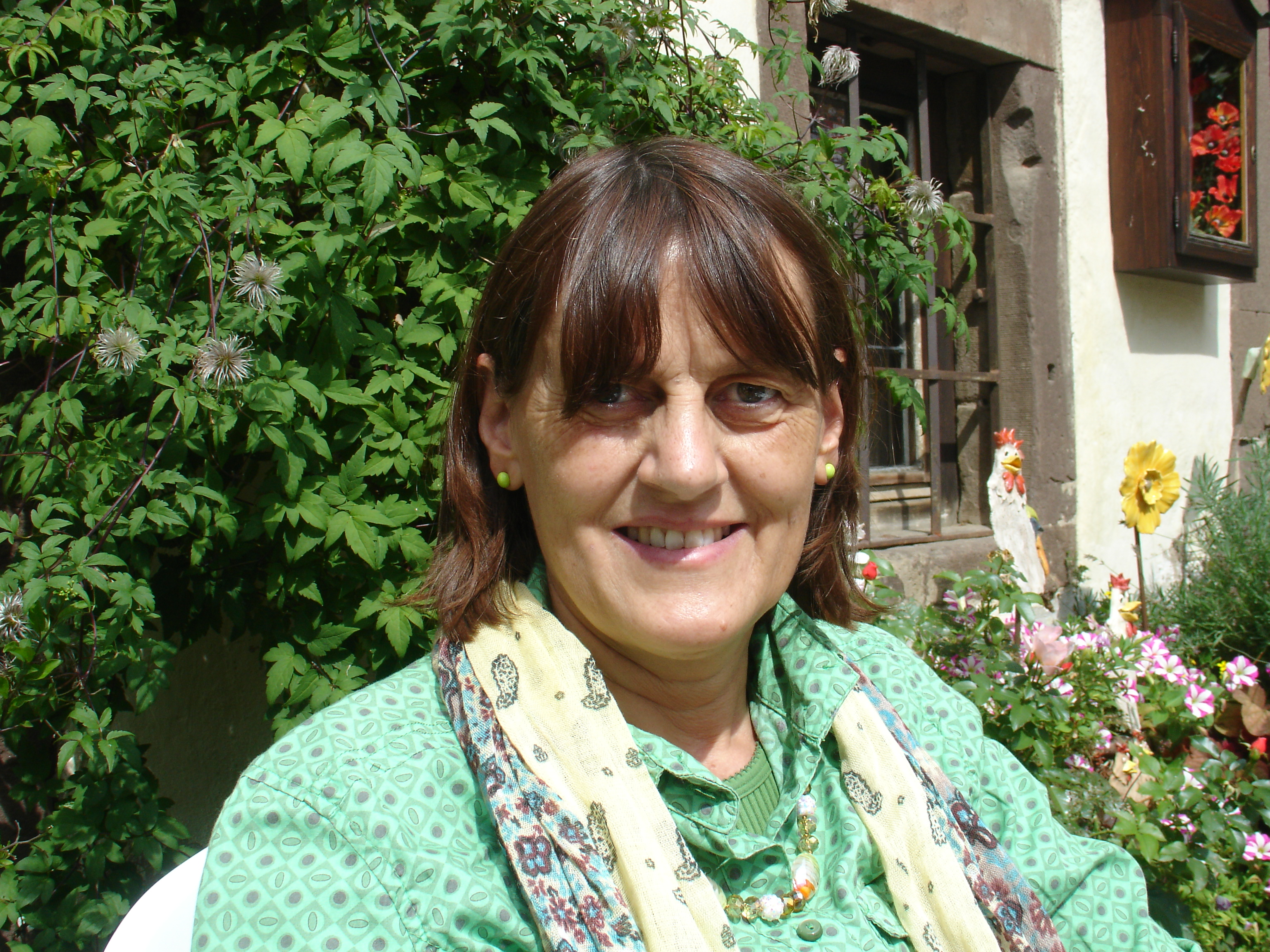
Diana Kiehl (* 1957)

- 1957ː Diana Kiehl, deutsche Künstlerin
- 1958: Astrid Eichler, deutsche Theologin, Seelsorgerin, Referentin und Autorin
- 1958: Volkher Häusler, deutscher Dirigent und Kirchenmusiker
- 1958: Klára Ungár, ungarische Politikerin
- 1959: Christian Maria Goebel, deutscher Schauspieler
- 1959: Marcia Gay Harden, US-amerikanische Schauspielerin
- 1959: Magic Johnson, US-amerikanischer Basketballspieler
- 1960: Sarah Brightman, britische Opernsängerin und Schauspielerin
- 1960: Igor Jurjewitsch Nikulin, russischer Leichtathlet
- 1960: Karsten Troyke, deutscher Chansonsänger und Schauspieler
- 1961: Luisa Fernandez, spanische Popsängerin
- 1962: Horst Bulau, kanadischer Skispringer
- 1962: Benny Kim, US-amerikanischer Geiger

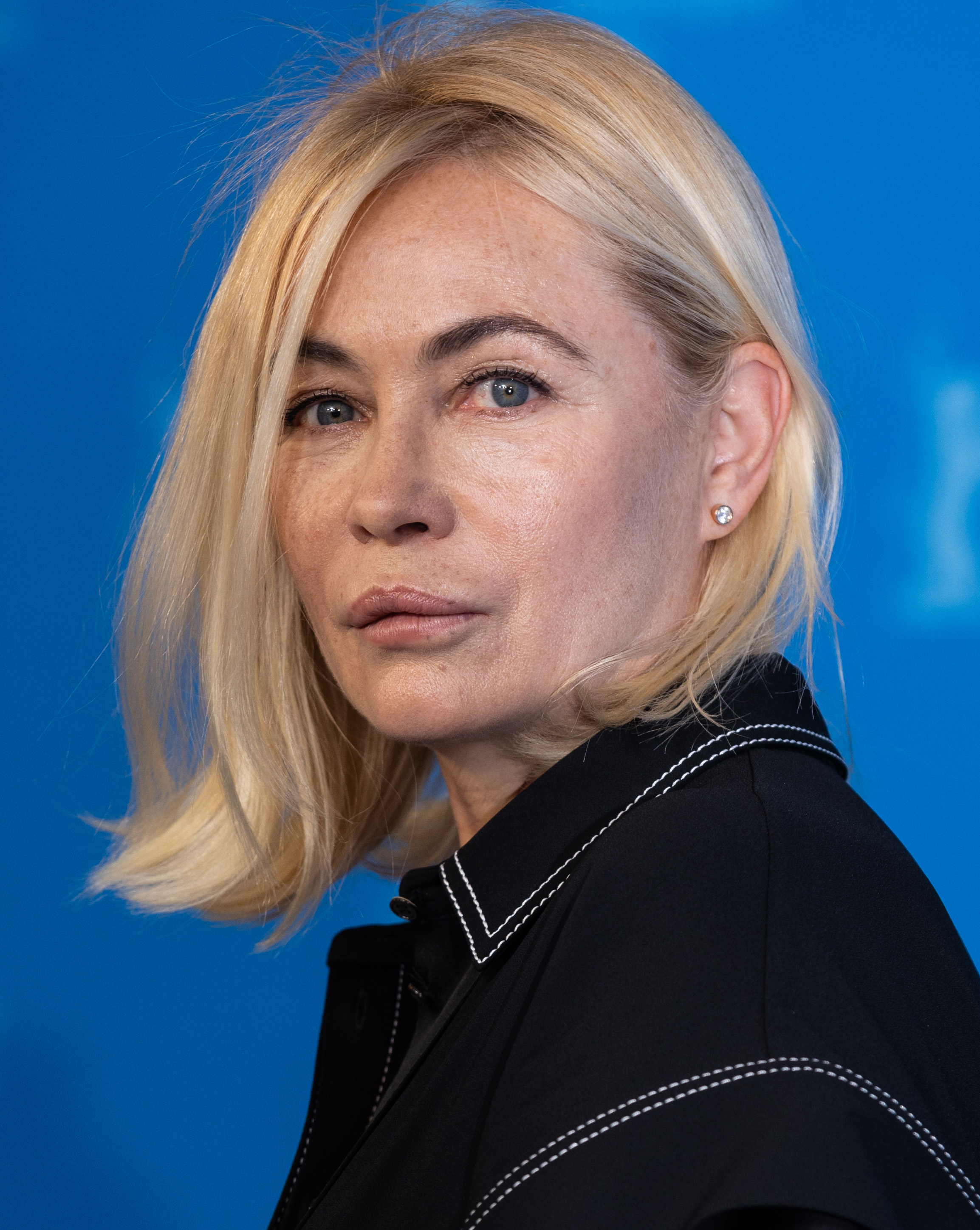
Emmanuelle Béart (* 1963)

- 1963: Emmanuelle Béart, französische Schauspielerin
- 1963: Marco Kröger, deutscher Schauspieler
- 1964: Nathalie Borgers, belgische Filmregisseurin und Drehbuchautorin
- 1964: Matthias Der, chinesischer Bischof
- 1964: Daniel Grieser, deutscher Mathematiker und Professor
- 1964: Inna Jewsejewa, ukrainische Mittelstreckenläuferin
- 1964: Chaitan Khosla, indischer Chemieingenieur
- 1964: Tibor Komáromi, ungarischer Ringer
- 1964: Sammy Lelei, kenianischer Marathonläufer
- 1964: Pawel Eduardowitsch Melnikow, russischer Geschäftsmann
- 1964: Geoff Parsons, britischer Hochspringer
- 1964: Caspar Pauckstadt, schwedischer Fußballspieler und -trainer
- 1964: Mark Pocan, US-amerikanischer Unternehmer und Politiker
- 1964: Martí Rafel, spanischer Freestyle-Skier
- 1964: Sigitas Šiupšinskas, litauischer Politiker
- 1964: Gerhard Spitzer, österreichischer Politiker
- 1964: Hussain Shah Syed, pakistanischer Boxer
- 1964: Andrew Kevin Walker, US-amerikanischer Drehbuchautor
- 1964: Andreas Weische, deutscher Maler
- 1965: Brannon Braga, US-amerikanischer Filmproduzent und Drehbuchautor
- 1965: Paul Broadhurst, englischer Profigolfer
- 1965: Terry Richardson, US-amerikanischer Fotograf

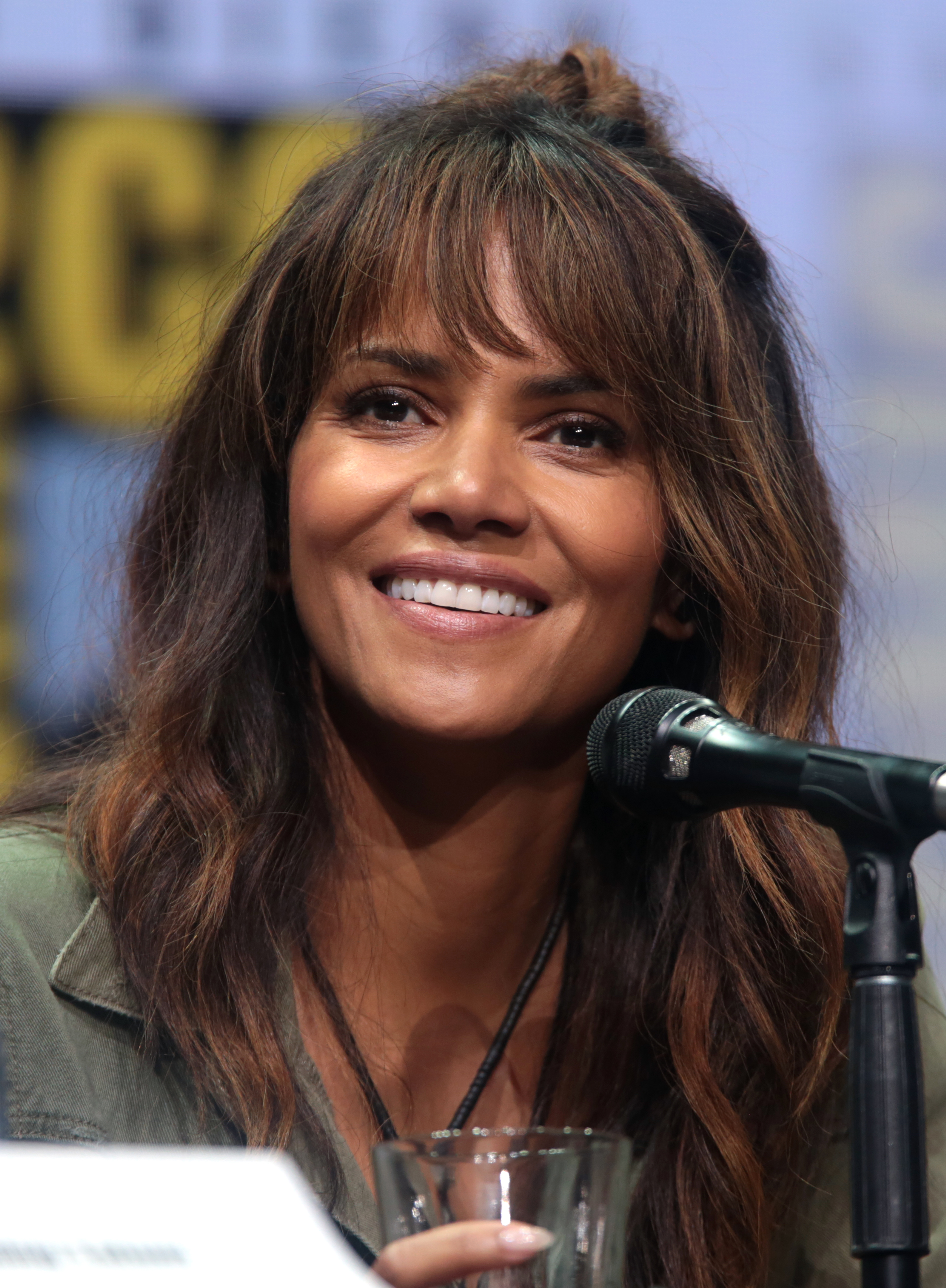
Halle Berry (* 1966)

- 1966: Halle Berry, US-amerikanische Schauspielerin
- 1966: DJ Kayslay, US-amerikanischer DJ und Graffiti-Künstler
- 1966: Sibylle Hamann, österreichische Journalistin
- 1967: Kathrin Weßel, deutsche Langstreckenläuferin
- 1968: Mark Atkins, englischer Fußballspieler
- 1968: Catherine Bell, US-amerikanische Schauspielerin
- 1968: Darren Clarke, nordirischer Profigolfer
- 1968: Sabine Dahinden, Schweizer Fernsehmoderatorin
- 1968: Péter Farkas, ungarischer Ringer

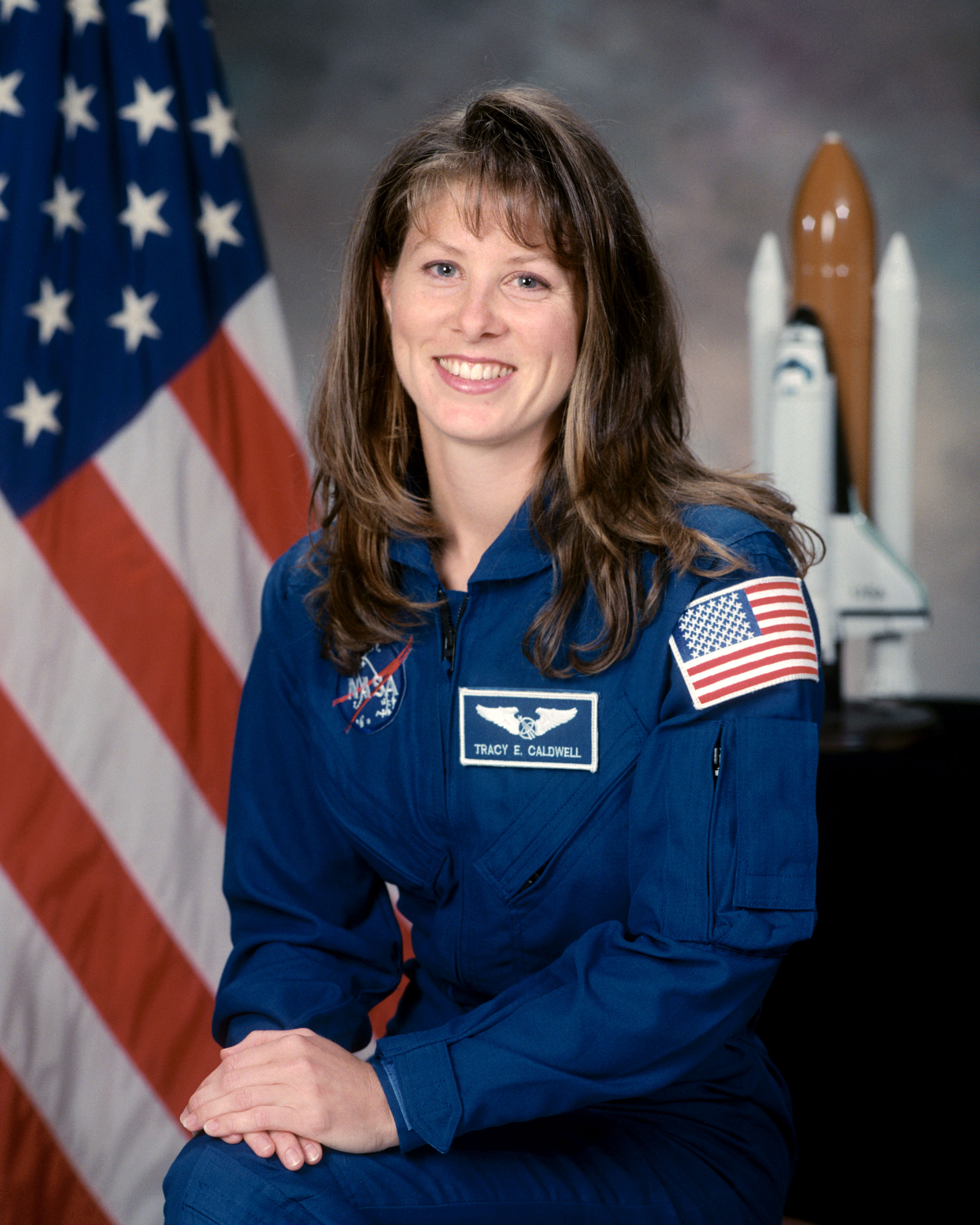
Tracy Caldwell Dyson (* 1969)

- 1969: Tracy Caldwell Dyson, US-amerikanische Astronautin
- 1969: Maj Helen Sorkmo, norwegische Skilangläuferin
- 1970: Julia Richter, deutsche Schauspielerin
- 1971: Fabian Krüger, Schweizer Schauspieler
- 1971: Andrea Peron, italienischer Radrennfahrer
- 1971: Adam Timmerman, US-amerikanischer American-Football-Spieler
- 1972: Nicole Ernst, deutsche Schauspielerin
- 1972: Cristian Zorzi, italienischer Skilangläufer
- 1973: Jared Borgetti, mexikanischer Fußballspieler
- 1973: Jay-Jay Okocha, nigerianischer Fußballspieler
- 1973: Kieren Perkins, australischer Schwimmer
- 1974: Susanne Gärtner, deutsche Schauspielerin
- 1974: Christopher Koskei, kenianischer Läufer
- 1975: Samuel Streiff, Schweizer Schauspieler

#### 1976–2000
- 1976: Manuel Calvente, spanischer Radrennfahrer
- 1976: Jerome Young, US-amerikanischer Leichtathlet
- 1977: Kyle Abraham, US-amerikanischer Tänzer und Choreograf
- 1977: Preben Fjære Brynemo, norwegischer Nordischer Kombinierer
- 1977: Hasan Ismaik, jordanischer Geschäftsmann und Investor
- 1977: Michaela Kofler, österreichische Skirennläuferin
- 1978: Marcel Fischer, Schweizer Fechter

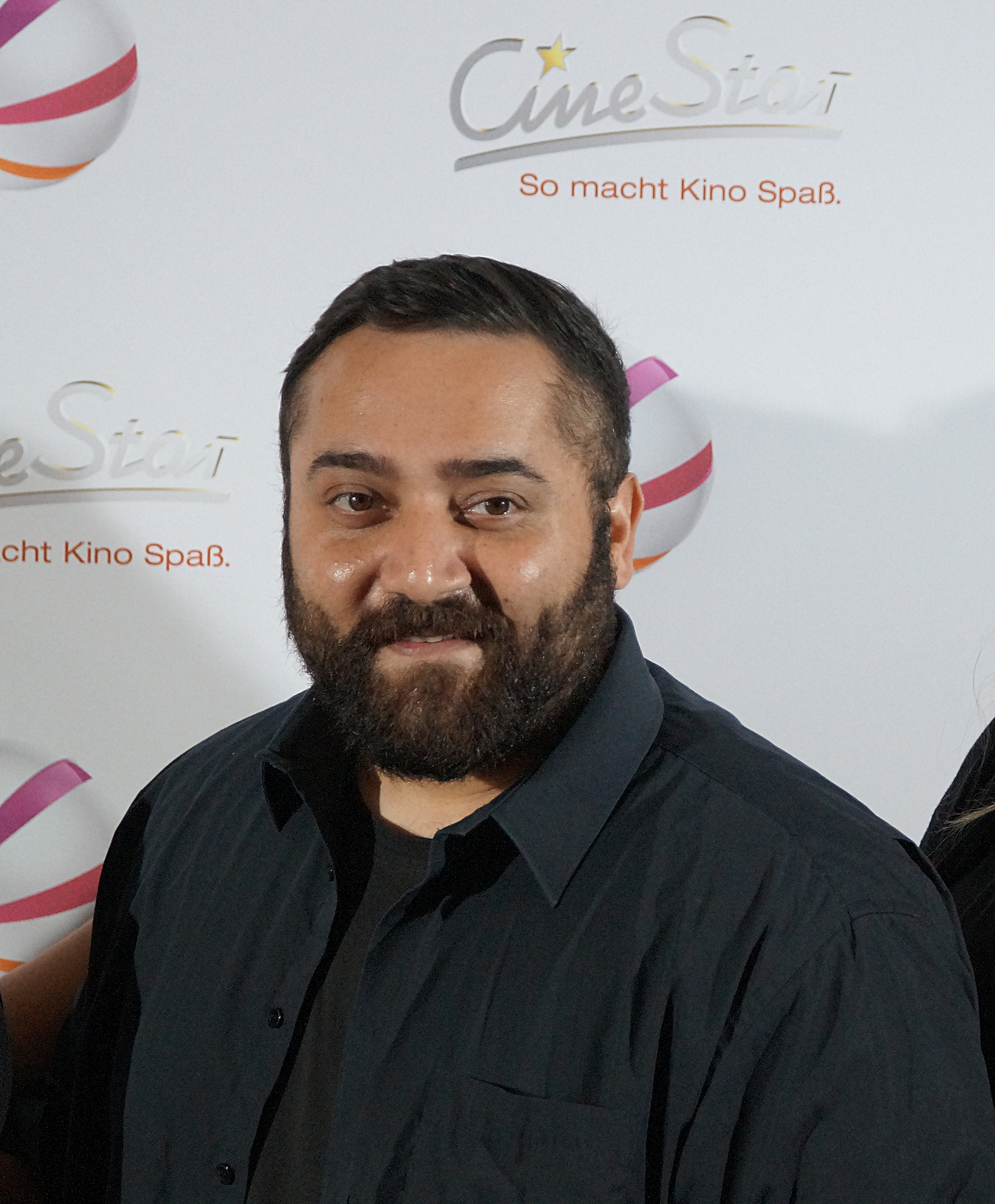
Kailas Mahadevan (* 1978)

- 1978: Kailas Mahadevan, deutscher Schauspieler, Synchronsprecher und Rapper
- 1978: Petra Niemann, deutsche Seglerin
- 1980: China, brasilianischer Fußballspieler
- 1981: Bass Sultan Hengzt, deutsch-italienisch-türkischer Rapper
- 1981: Scott Lipsky, US-amerikanischer Tennisspieler
- 1982: Pär Asp, schwedischer Fußballspieler
- 1983: Lu Yen-hsun, taiwanischer Tennisspieler

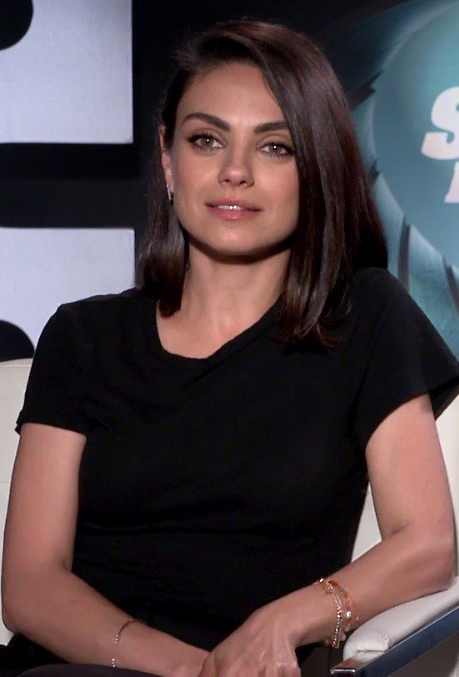
Mila Kunis (* 1983)

- 1983: Mila Kunis, ukrainisch-US-amerikanische Schauspielerin
- 1983: Heiko Westermann, deutscher Fußballspieler
- 1984: Giorgio Chiellini, italienischer Fußballspieler
- 1984: Robin Söderling, schwedischer Tennisspieler
- 1984: Carl Valeri, australischer Fußballspieler
- 1985: Christian Gentner, deutscher Fußballspieler
- 1985: Carl Gerber, deutscher Drehbuchautor
- 1986: Nicolas Feldhahn, deutscher Fußballspieler
- 1986: Sebastian Opderbeck, deutscher Handballspieler
- 1987: Johnny Gargano, US-amerikanischer Wrestler

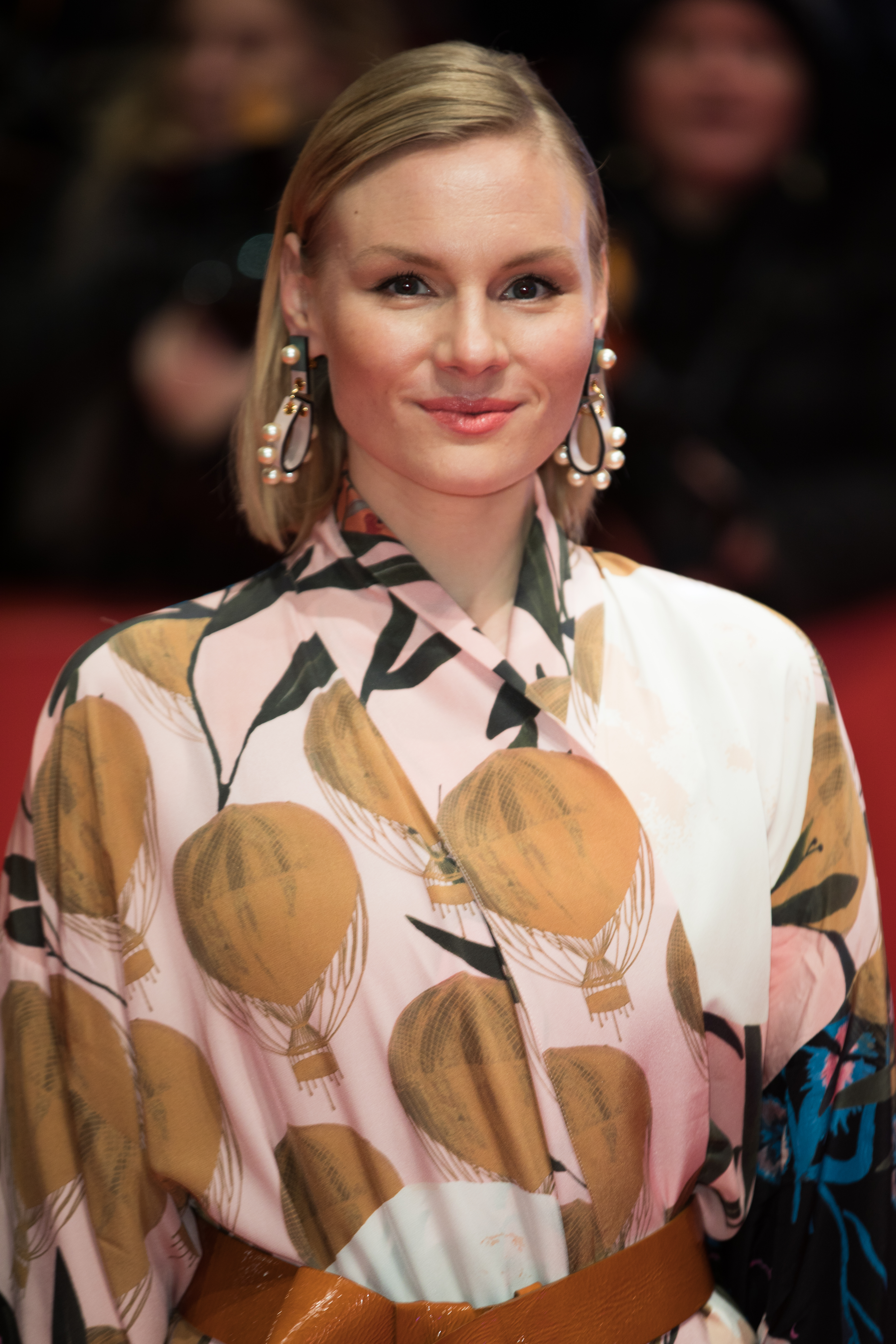
Rosalie Thomass (* 1987)

- 1987: Rosalie Thomass, deutsche Schauspielerin
- 1988: Mariana Agathangelou, englische Badmintonspielerin
- 1988: Lilith Stangenberg, deutsche Schauspielerin
- 1989: Florian Abel, deutscher Fußballspieler
- 1989: Marie-Louise Finck, deutsche Juristin und Quizspielerin
- 1989: Thomas Orlovius, deutscher Telemarker
- 1990: Matjaž Pungertar, slowenischer Skispringer
- 1991: Julian Debus, deutscher Turner und Basketballspieler
- 1991: Charlotte Nicdao, australische Schauspielerin
- 1991: Richard Freitag, deutscher Skispringer
- 1992: Rezo, deutscher Produzent von Webvideos
- 1992: Milena Straube, deutsch-französische Schauspielerin
- 1993: Kinaua Biribo, kiribatische Judoka
- 1993: Santino Kenyi, südsudanesischer Mittelstreckenläufer
- 1994: Hannes Angerer, österreichischer Grasskiläufer
- 1995: Filippo Tagliani, italienischer Radrennfahrer
- 1996: Matteo Moschetti, italienischer Radrennfahrer
- 1997: Daniela Haralambie, rumänische Skispringerin

## Gestorben

### Vor dem 17. Jahrhundert
- 0330 v. Chr.: Kidinnu, chaldäischer Astronom und Mathematiker
- 0760: Werenfried, Heiliger, Schutzpatron der Gemüsegärtner und Gichtkranken
- 0958: Eberhard von Einsiedeln, Mitbegründer und erster Abt des Klosters Einsiedeln
- 1040: Duncan I., König von Strathclyde und Schottland
- 1059: Giselbert, Graf von Luxemburg
- 1167: Rainald von Dassel, Erzbischof von Köln und Erzkanzler von Italien
- 1196: Heinrich IV., Graf von Luxemburg
- 1204: Minamoto no Yoriie, japanischer Shogun
- 1237: Magnús Gissurarson, Bischof von Skálholt im Süden Islands
- 1262: Otto von der Mark, Graf von Altena und Propst in Aachen und Maastricht
- 1297: Friedrich III., Burggraf von Nürnberg
- 1303: Leopold I. von Gründlach, Bischof von Bamberg
- 1317: Bernard de Castanet, Kardinal der Römisch-Katholischen Kirche
- 1318: Giacomo Colonna, Kardinal der Römisch-Katholischen Kirche
- 1319: Waldemar, letzter askanischer Markgraf von Brandenburg
- 1349: Walram von Jülich, Erzbischof des Erzbistums Köln
- 1352: Guy II. de Nesle, Herr von Mello und Marschall von Frankreich

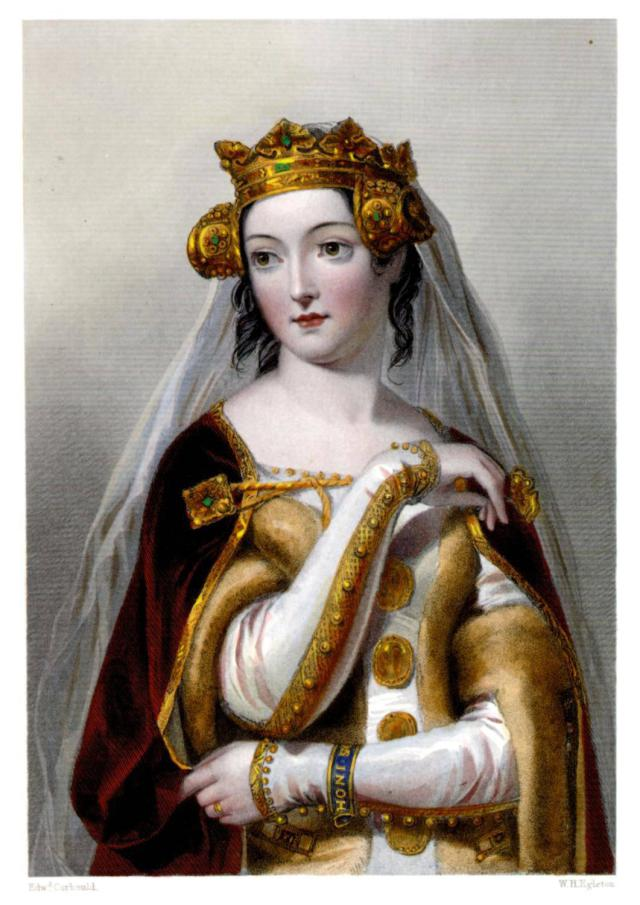
Philippa von Hennegau († 1369)

- 1369: Philippa von Hennegau, Königsgemahlin Eduards III. von England
- 1388: James Douglas, 2. Earl of Douglas, schottischer Adeliger
- 1390: John Arundel, 2. Baron Arundel, englischer Adliger

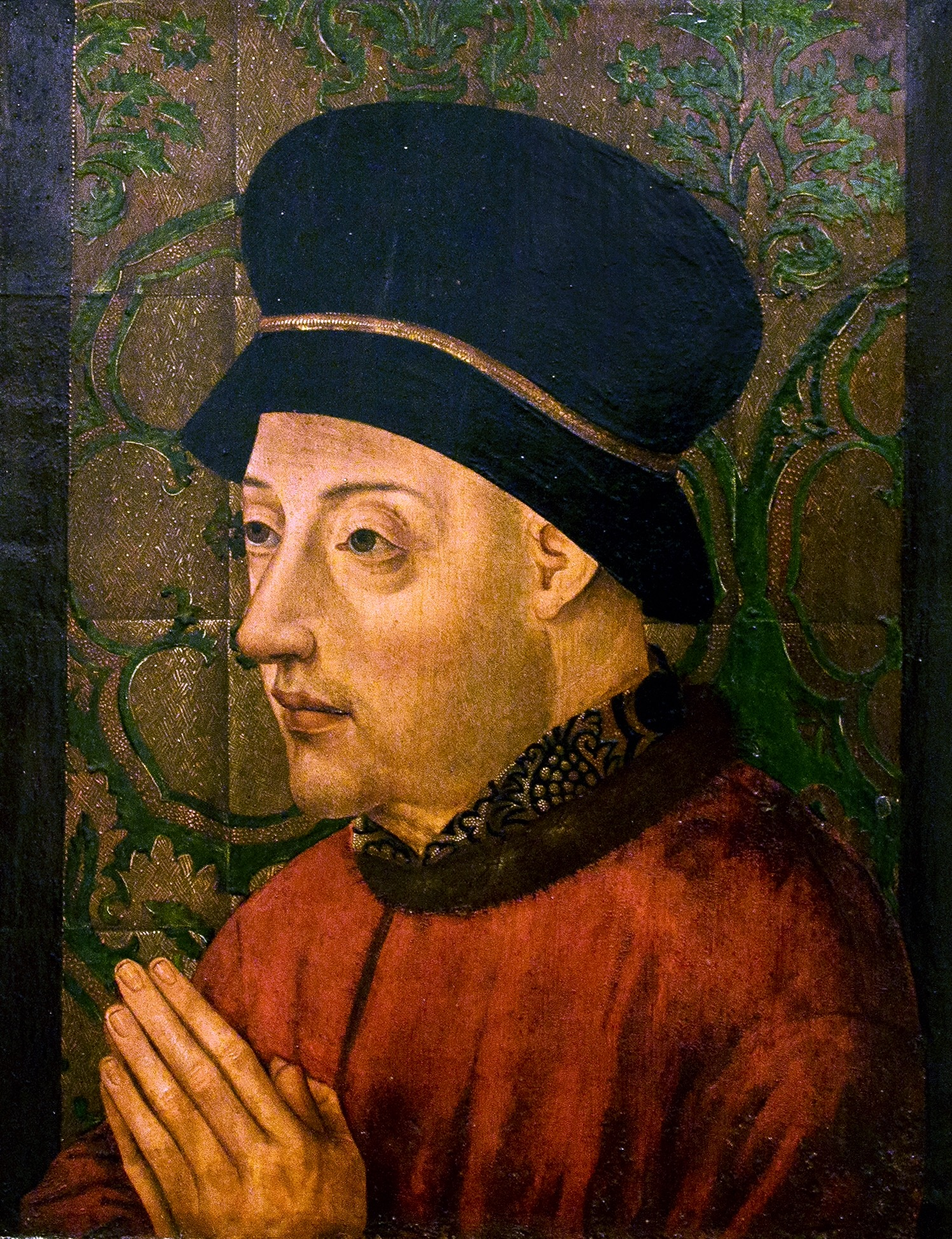
Johann I. († 1433)

- 1433: Johann I., König von Portugal
- 1443: Nikodemus della Scala, Bischof von Freising
- 1464: Pius II., Papst
- 1471: Konrad IX., Herzog von Oels, Cosel, Steinau und halb Beuthen
- 1486: Marco Barbarigo, 73. Doge von Venedig
- 1504: Enevold Sövenbröder, Bischof von Schleswig
- 1537: Peter Swyn, wichtiger Anführer der Bauernrepublik Dithmarschen
- 1539: Peter Edgcumbe, englischer Adeliger, Politiker und Militär
- 1587: Guglielmo Gonzaga, Herzog von Mantua und Montferrat
- 1588: Johann Jakob Wick, Schweizer protestantischer Geistlicher
- 1593: Martin Mirus, deutscher lutherischer Theologe und sächsischer Oberhofprediger

### 17./18. Jahrhundert
- 1618: Philipp Eduard Fugger, deutscher Handelsherr
- 1622: Henri de Gondi, Bischof von Paris
- 1625: Johannes Rottenhammer, deutscher Maler
- 1629: Georg Balthasar, böhmischer Märtyrer
- 1631: Henneke von Essen, Bürgermeister von Arnsberg, Opfer der Hexenverfolgung
- 1632: August, Pfalzgraf und Herzog von Sulzbach
- 1637: Nikolaus Elerdt, deutscher lutherischer Theologe und Liederdichter
- 1657: Jean de Lascaris-Castellar, Großmeister des Malteserordens

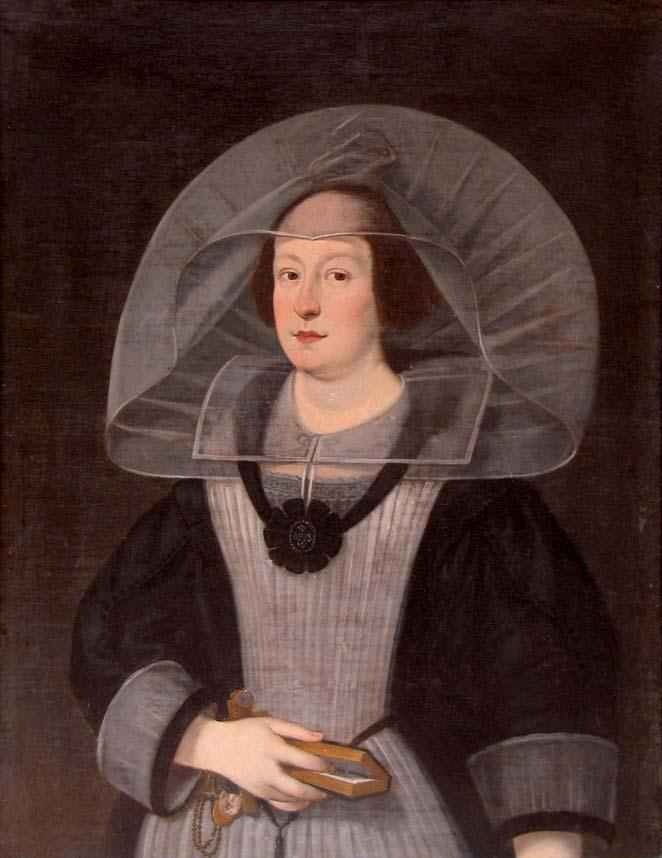
Maria Gonzaga († 1660)

- 1660: Maria Gonzaga, Prinzessin von Mantua, Regentin von Mantua, Montferrat, Nevers und Rethel
- 1662: Christine Magdalena von Pfalz-Zweibrücken-Kleeburg, Markgräfin von Baden-Durlach
- 1665: Carlo III. Gonzaga, Herzog von Nevers, Mantua und Montferrat
- 1670: David Mevius, deutscher Jurist
- 1691: Richard Talbot, 1. Earl of Tyrconnell, Lord Deputy of Ireland
- 1700: Martin Friedrich Friese, sächsischer Mediziner
- 1703: Grigore Pintea, siebenbürgischer Hajdukenführer
- 1726ː Bernhardine Sophia von Ostfriesland und Rietberg, Fürstäbtissin von Essen
- 1727: William Croft, britischer Organist und Komponist

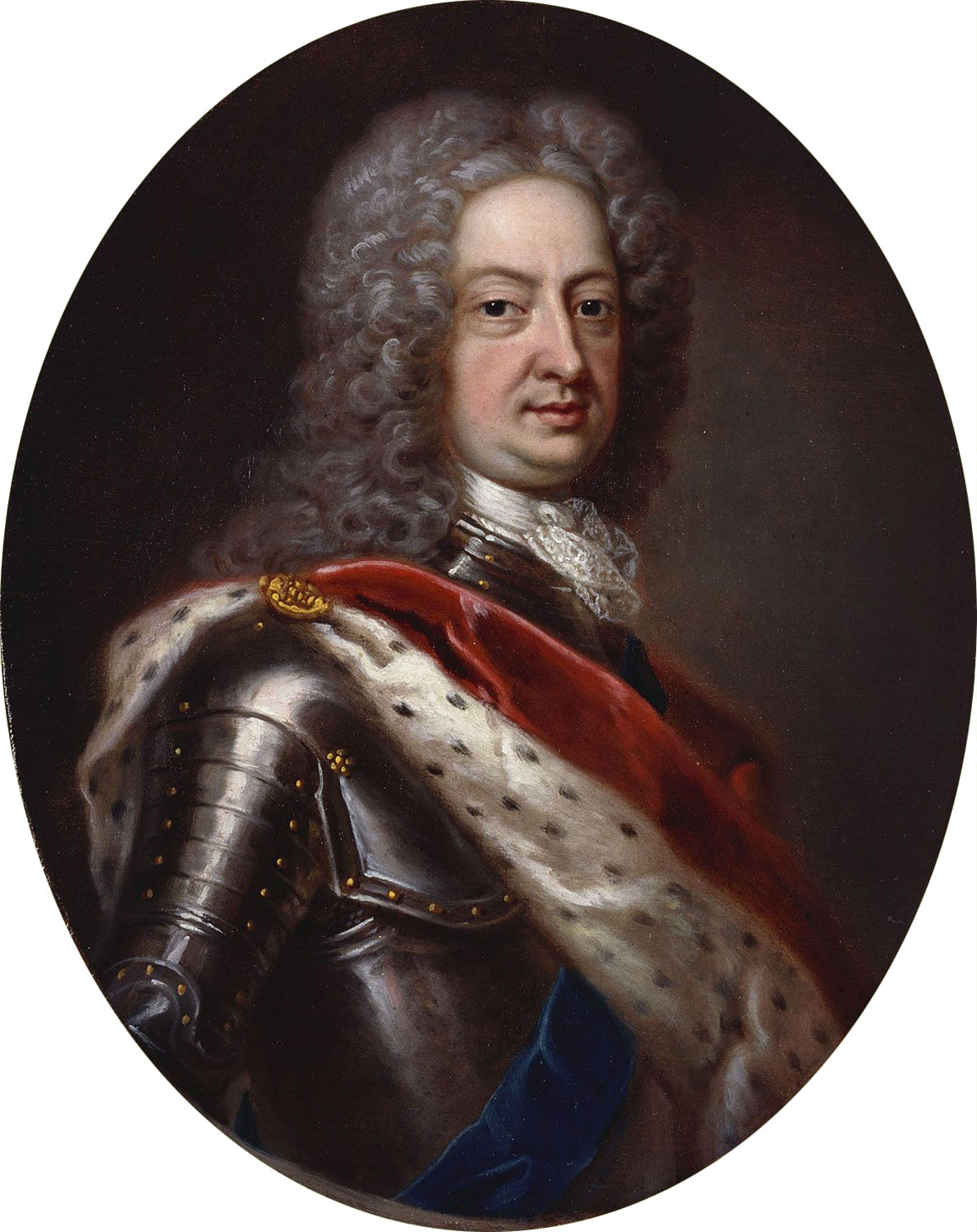
Ernst August II. († 1728)

- 1728: Ernst August II. von Hannover, Duke von York und Albany und Fürstbischof von Osnabrück
- 1733: William Houstoun, britischer Arzt und Botaniker
- 1734: August Christoph von Wackerbarth, kursächsischer Generalfeldmarschall und Staatsminister
- 1740: Johann Christian Lünig, deutscher Jurist, Historiker und Publizist
- 1744: Philippine Elisabeth Cäsar, Herzogin von Sachsen-Meiningen
- 1747: Johann Engelbert von Jabach, Priester und Domherr in Köln
- 1752: Hedwig Friederike von Württemberg-Weiltingen, Fürstin von Anhalt-Zerbst
- 1752: Georg Jakob Schwindel, deutscher evangelischer Theologe und Historiker

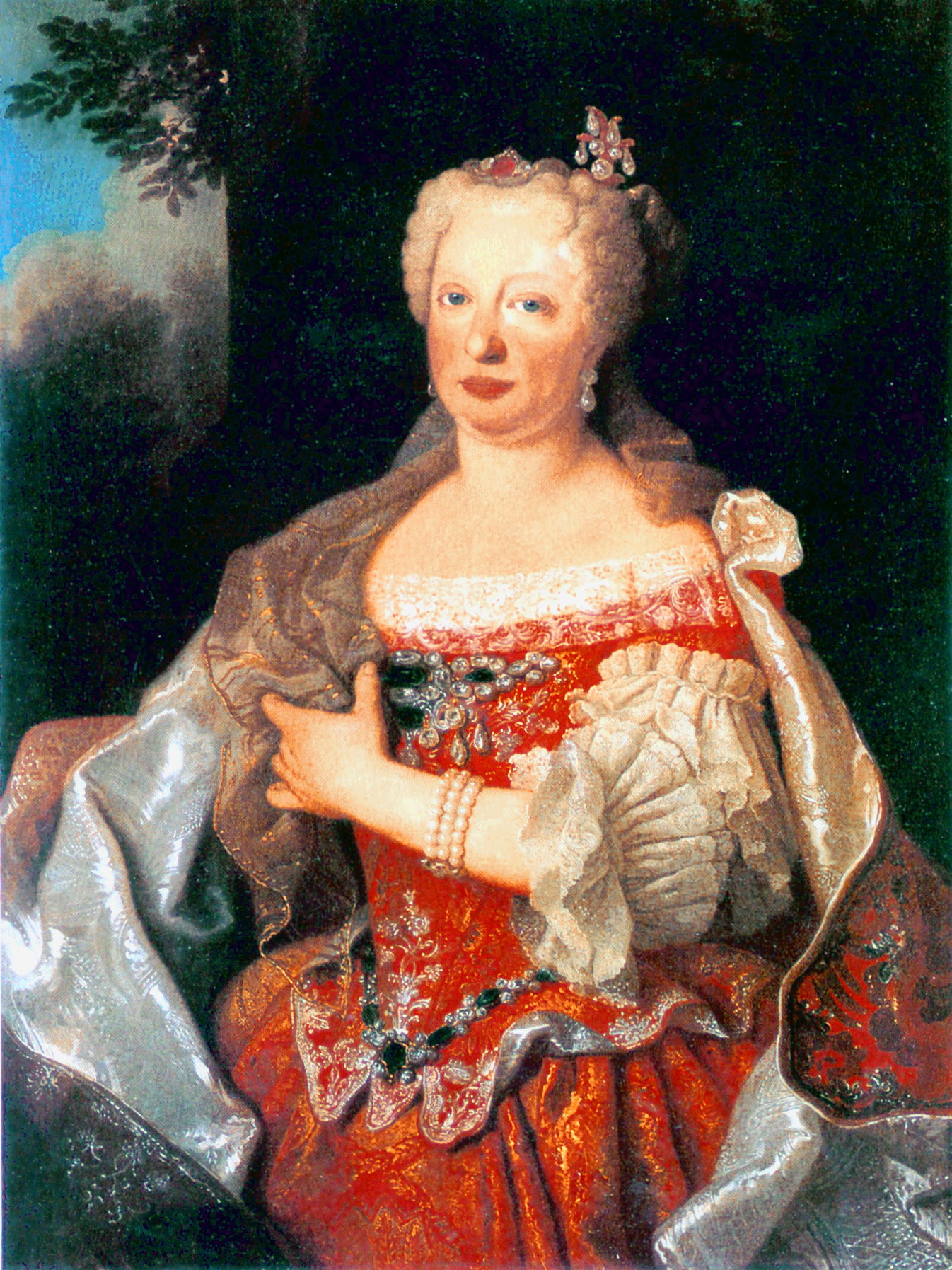
Maria Anna († 1754)

- 1754: Maria Anna von Österreich, Erzherzogin von Österreich und Königin von Portugal
- 1755: Jean-Baptiste Anet, französischer Violinist und Komponist
- 1761: Birgitte Christine Kaas, dänisch-norwegische Poetin, Kirchenlieddichterin und Übersetzerin
- 1763: Giovanni Battista Somis, italienischer Violinist und Komponist
- 1772: Ferdinand Karl Gobert von Aspremont-Lynden, habsburgischer Militär
- 1774: Johann Jacob Reiske, deutscher Begründer der Arabistik als souveräner Wissenschaft
- 1777: Otto Magnus von Schwerin, preußischer General
- 1782: Christian Gottfried Struensee, Rektor des Domgymnasiums Stephaneum in Halberstadt
- 1794: George Colman der Ältere, britischer Schriftsteller
- 1794: Peter von Hohenthal, kursächsischer Kreishauptmann
- 1795: Marianne Ehrmann, deutsch-schweizerische Schauspielerin, Schriftstellerin und Journalistin

### 19. Jahrhundert
- 1814: Johann Heinrich Sulzer, Schweizer Mediziner und Insektenkundler
- 1819: Erik Acharius, schwedischer Botaniker und Arzt
- 1826: Friedrich Karl Blum, deutscher Beamter

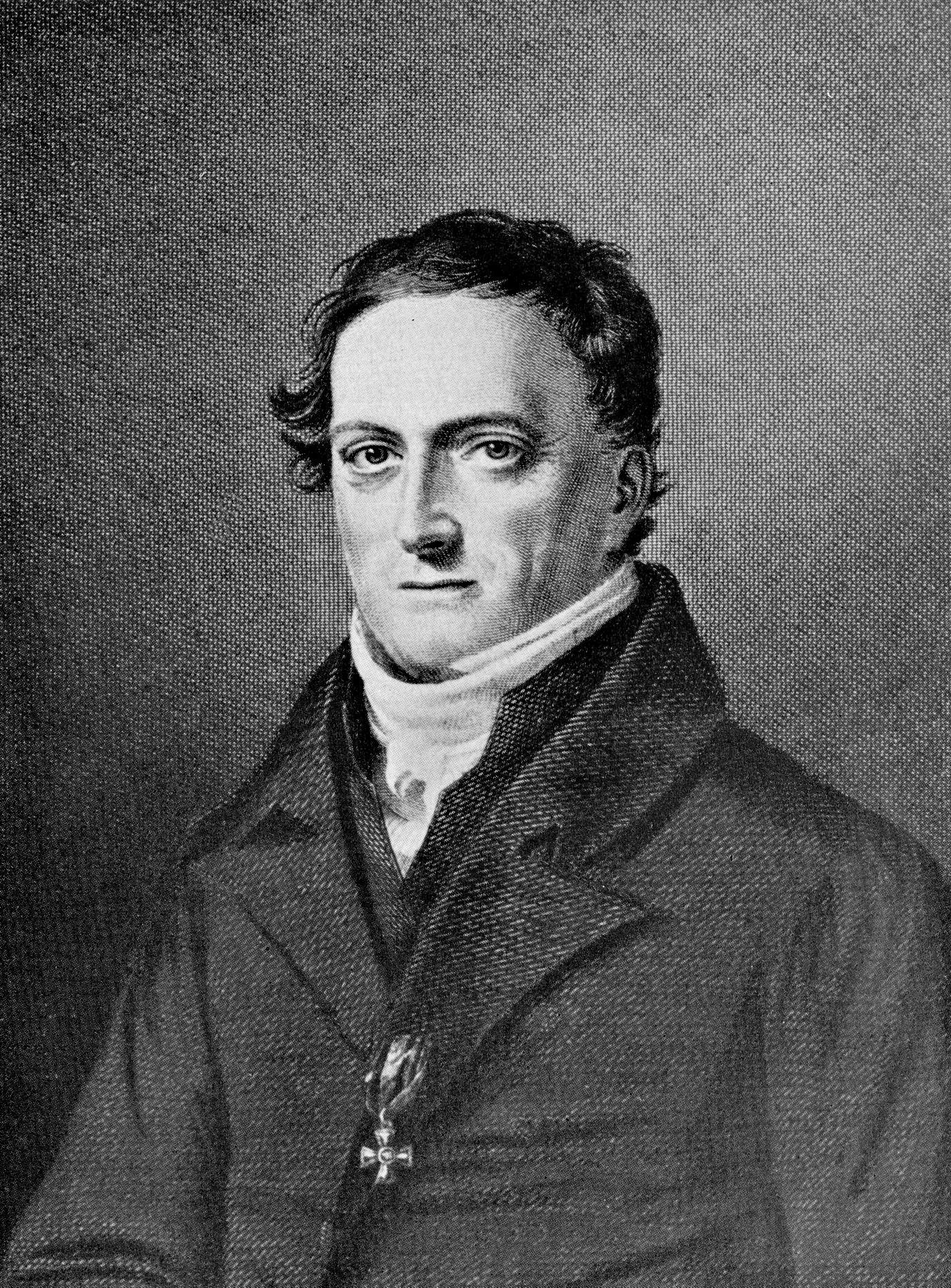
Johann Friedrich Herbart (* 1841)

- 1841: Johann Friedrich Herbart, deutscher Philosoph, Psychologe und Pädagoge
- 1844: Christian Aulenbach, deutscher Pfarrer und Dichter
- 1847: Frans Michael Franzén, schwedischer Dichter und Schriftsteller
- 1847: Ferdinand Leonhardi, deutscher Advokat, Bürgermeister und Politiker
- 1848: Sarah Flower Adams, britische Dichterin
- 1849: Wilhelm Adolph von Trützschler, deutscher Politiker, Mitglied der Frankfurter Nationalversammlung
- 1850: Johann Gottlob Mende, deutscher Orgelbauer
- 1852: Margaret Taylor, US-amerikanische First Lady
- 1852: Eberhard von Wächter, deutscher Maler
- 1854: Carl Carl, österreichischer Schauspieler und Theaterdirektor
- 1855: August Ludwig Gottlob Krehl, deutscher evangelischer Theologe und Hochschullehrer

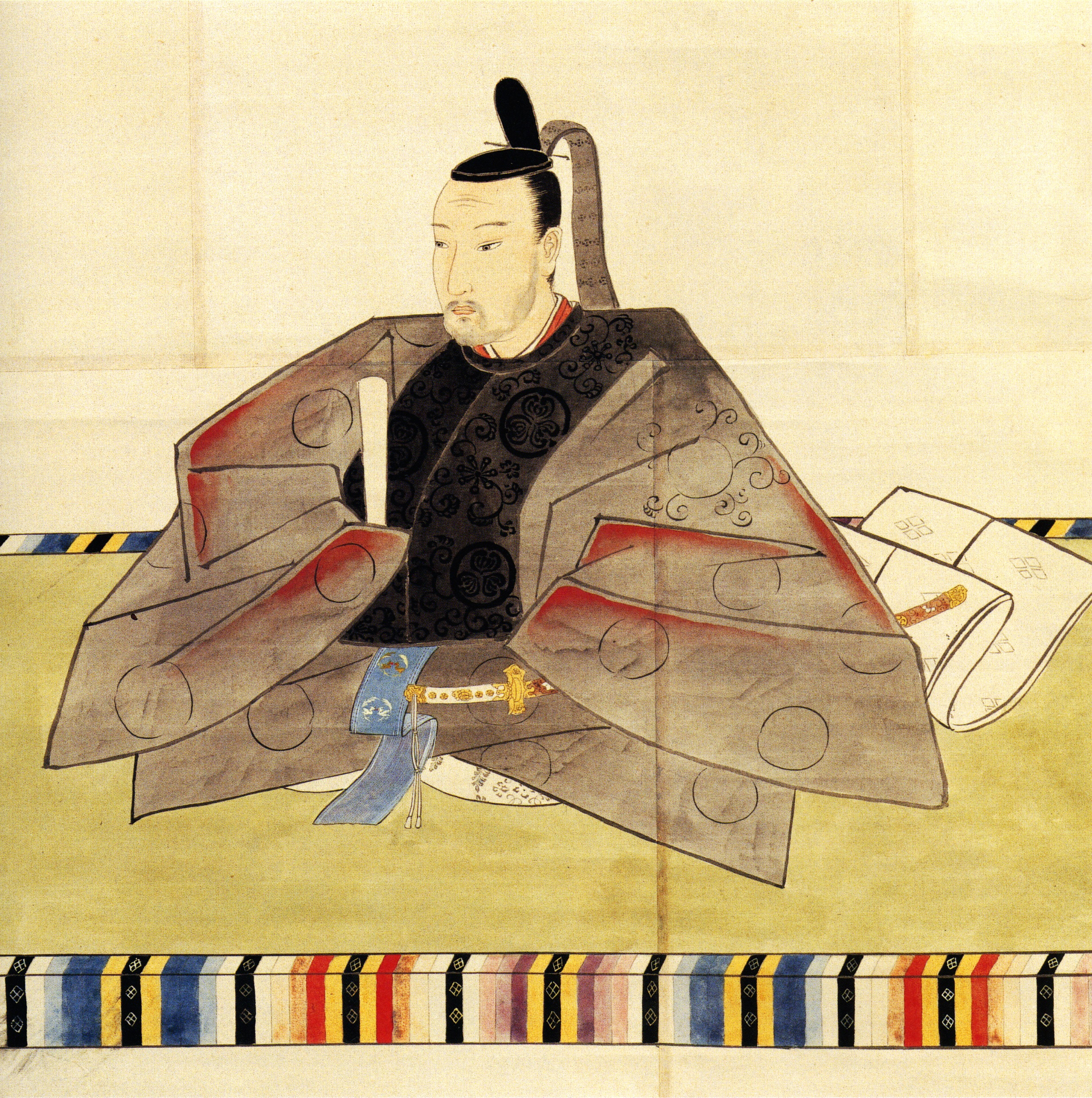
Tokugawa Iesada († 1858)

- 1858: Tokugawa Iesada, 13. Shōgun der Edo-Zeit in Japan
- 1863: Colin Campbell, 1. Baron Clyde, britischer Feldmarschall
- 1863: Karl von Gerlach, Berliner Polizeipräsident und Ehrenbürger
- 1866: Karol Kuzmány, slowakischer Schriftsteller und evangelischer Theologe
- 1869: Adolphe Niel, französischer General, Marschall von Frankreich und Kriegsminister
- 1870: David Glasgow Farragut, US-amerikanischen Marineoffizier
- 1871: Philipp Blommaert, flämischer Schriftsteller
- 1874: Julius Freudenthal, deutscher Komponist und Numismatiker

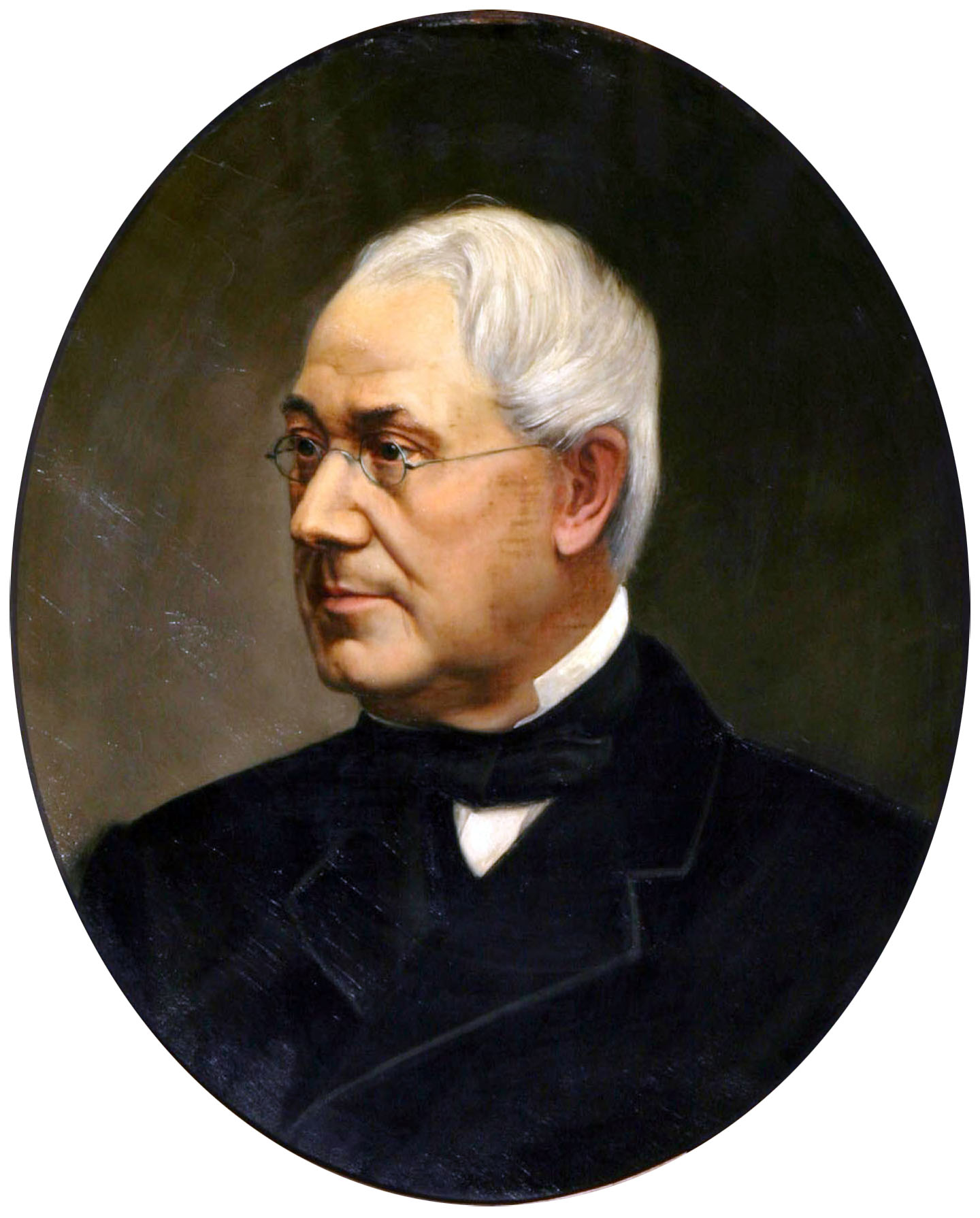
Carl Wilhelm Otto Koch († 1876)

- 1876: Carl Wilhelm Otto Koch, deutscher Jurist, Bürgermeister von Leipzig
- 1878: Wilhelm Heinrich Jobelmann, Bürgerrepräsentant und Stadtgeschichtsschreiber von Stade
- 1878: Wilhelm Rüstow, deutscher Freiheitskämpfer und Revolutionär, Militärschriftsteller und -historiker
- 1880: Charles Jules Labarte, französischer Kunsthistoriker
- 1886: Edmond Laguerre, französischer Mathematiker
- 1888: Friedrich Hofmann, deutscher Schriftsteller
- 1889: Carl Büchsel, deutscher evangelischer Geistlicher und Autor
- 1891: Sarah Polk, US-amerikanische First Lady
- 1893: Ida Frick, deutsche Schriftstellerin
- 1895: Joseph Caspar Jeuch, Schweizer Architekt

### 20. Jahrhundert

#### 1901–1950
- 1902: Emil Killinger, deutscher Jurist
- 1905ː Felicitas Hiltner, deutsche Missionsbenediktinerin und Märtyrin
- 1907: Alexander Bernardazzi, Schweizer Architekt

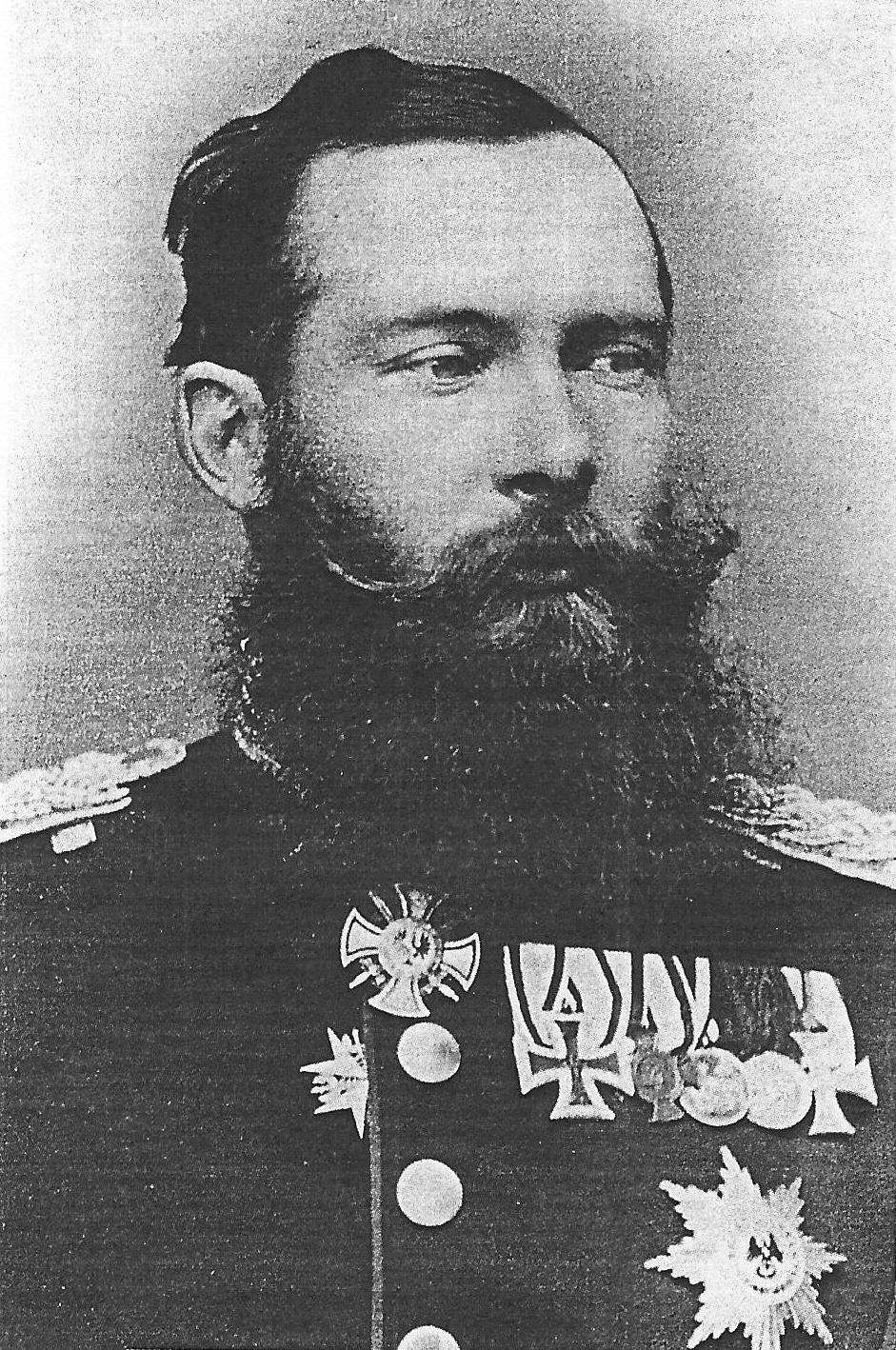
Hans Heinrich XI. von Hochberg († 1907)

- 1907: Hans Heinrich XI. von Hochberg, deutscher Fürst, General und Industrieller
- 1908: Friedrich Paulsen, deutscher Pädagoge und Kant-Forscher
- 1910: Emilio Censi, Schweizer Jurist und Politiker
- 1915: Albert Thumb, deutscher Sprachwissenschaftler und Neogräzist

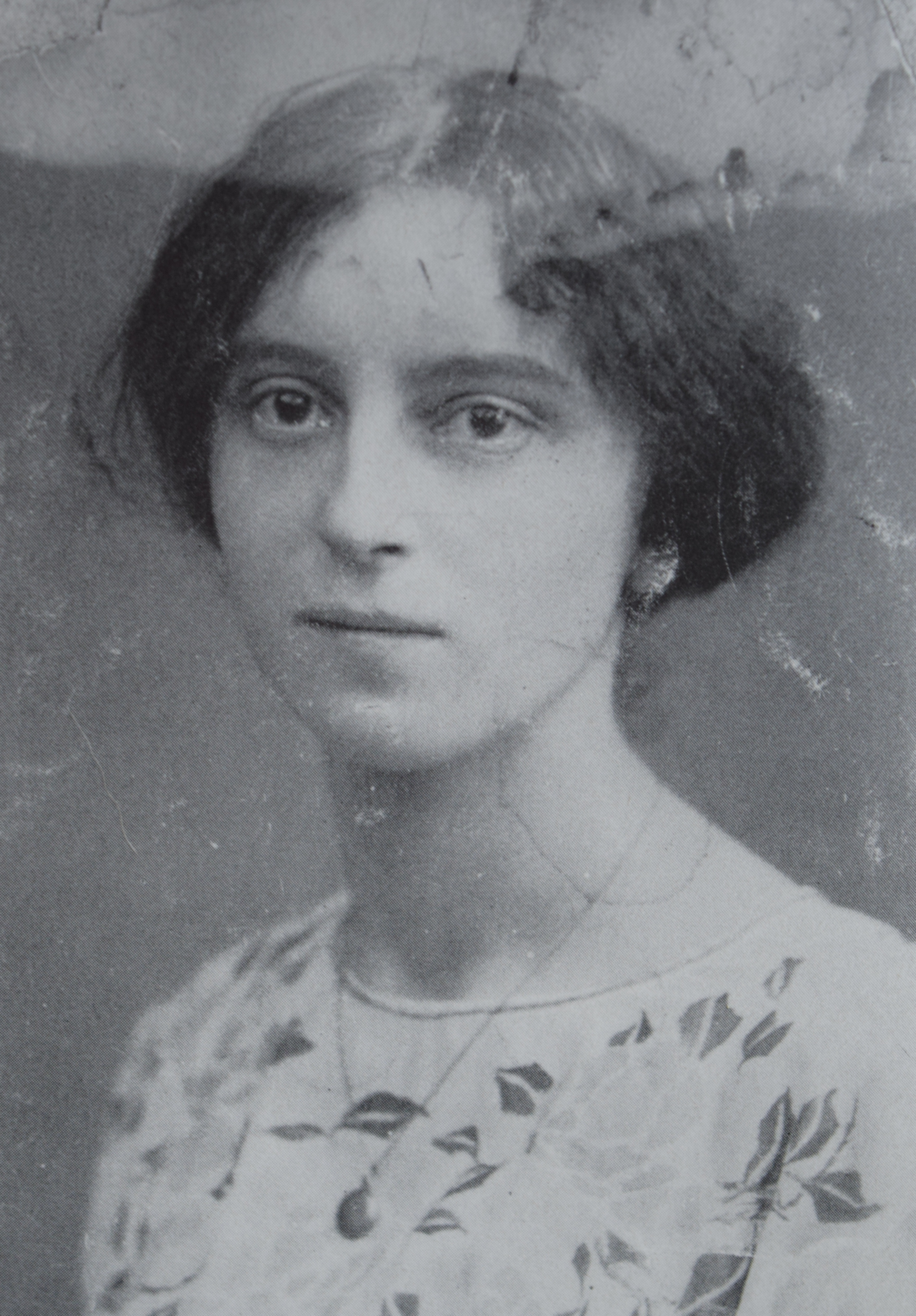
Maria Uhden († 1918)

- 1918: Maria Uhden, deutsche Malerin und Grafikerin
- 1920: Homer Albert Norris, US-amerikanischer Organist, Komponist und Musikwissenschaftler
- 1921: Georg von Schönerer, österreichischer Gutsbesitzer und Politiker
- 1922: Sophie Bryant, irische Mathematikerin und Aktivistin
- 1922: Alfred Harmsworth, 1. Viscount Northcliffe, britischer Journalist und Verleger
- 1928: Klabund, deutscher Schriftsteller
- 1929: Dickie Baugh, englischer Fußballspieler
- 1932: Georg Schmorl, deutscher Arzt und Pathologe
- 1933: Maximilian Modde, deutscher Maler und Schriftsteller
- 1936: Nicolae Berechet, rumänischer Boxer

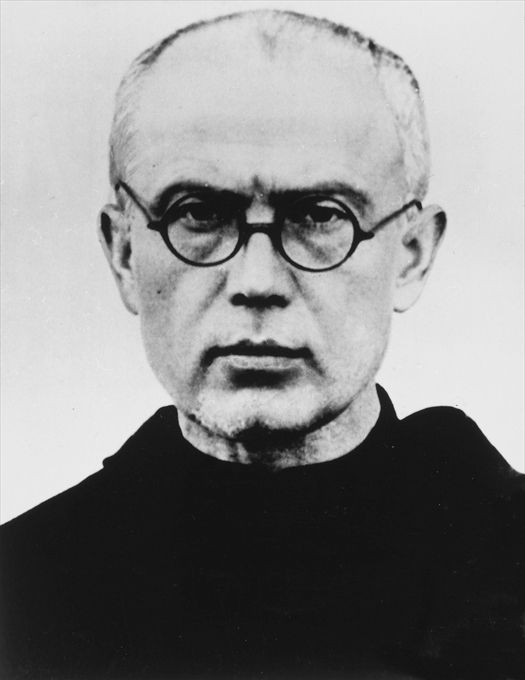
Maximilian Kolbe († 1941)

- 1941: Maximilian Kolbe, polnischer Franziskaner-Minorit, Verleger und Publizist, Märtyrer, Heiliger der katholischen Kirche
- 1941: Paul Sabatier, französischer Chemiker, Nobelpreisträger
- 1942ː Lilli Baitz, österreichische Künstlerin, Kunsthandwerkerin und Unternehmerin, Opfer der Schoa
- 1942ː Johanna Geissmar, deutsche Ärztin, Opfer des Holocaust
- 1942: Hans Behrendt, deutscher Regisseur, Drehbuchautor und Schauspieler
- 1943: Lore Berger, Schweizer Schriftstellerin
- 1943: Flora Philip, schottische Mathematikerin
- 1944: Joseph-Ermend Bonnal, französischer Komponist, Organist und Musikpädagoge
- 1944: Friedrich Stoffels, deutscher Zeuge Jehovas, Opfer der NS-Kriegsjustiz
- 1946: Robert Wagner, deutscher Politiker, Gauleiter von Baden, Kriegsverbrecher

#### 1951–1975
- 1951: William Randolph Hearst, US-amerikanischer Verleger und Medienzar
- 1952: Sally Wiest, deutsche Malerin
- 1953: Friedrich Schorr, ungarisch-US-amerikanischer Opernsänger (Bassbariton)
- 1954: Hugo Eckener, deutscher Leiter der Zeppelinwerke Friedrichshafen
- 1955: Herbert Putnam, US-amerikanischer Bibliothekar

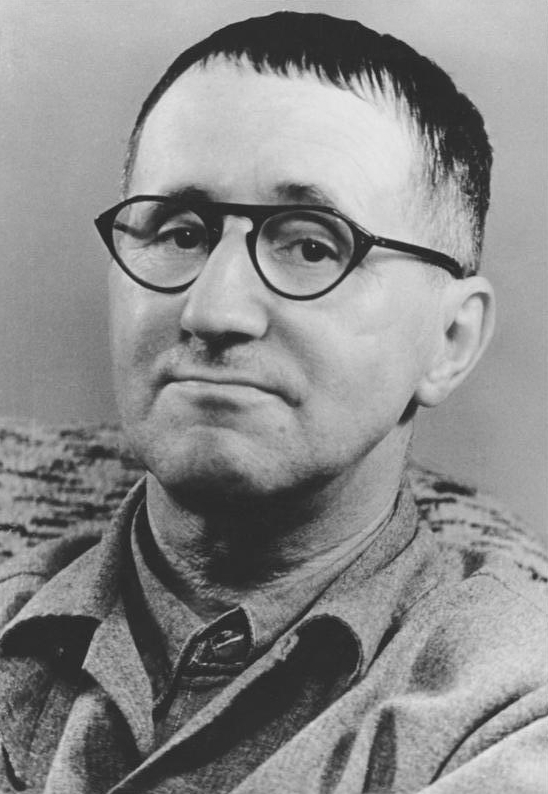
Bertolt Brecht († 1956)

- 1956: Bertolt Brecht, deutscher Dramatiker, Lyriker und Dichter, Begründer des epischen bzw. dialektischen Theaters
- 1956: Hans Hamburger, deutscher Mathematiker
- 1956: Joseph Godehard Machens, deutscher Bischof
- 1956: Konstantin von Neurath, deutscher Diplomat und Politiker, Außenminister, Kriegsverbrecher
- 1956: Jaroslav Řídký, tschechischer Komponist
- 1958ː Mary Ritter Beard, amerikanische Historikerin, Autorin, Frauenrechtlerin
- 1958: Frédéric Joliot-Curie, französischer Physiker und Chemiker, Nobelpreisträger
- 1958: Theo Smit Sibinga, indonesisch-niederländischer Komponist, Cellist und Dirigent
- 1959: Felix Swinstead, britischer Pianist, Komponist und Musikpädagoge
- 1960: Jaime Cortesão, portugiesischer Arzt, Politiker, Historiker und Autor
- 1961: Henri Breuil, französischer Prähistoriker
- 1961: Guido Alberto Fano, italienischer Komponist, Dirigent und Pianist
- 1961: Clark Ashton Smith, US-amerikanischer Dichter, Bildhauer, Maler und Autor
- 1962: Rudi Arnstadt, deutscher Offizier, Hauptmann der Grenztruppen der DDR
- 1963: Sally Deaver, US-amerikanische Skirennläuferin

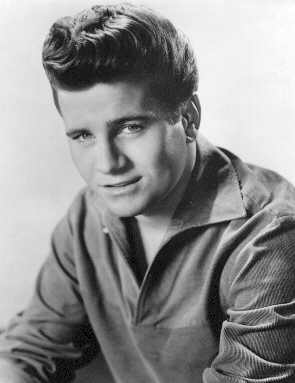
Johnny Burnette († 1964)

- 1964: Johnny Burnette, US-amerikanischer Sänger und Songschreiber
- 1964: Albino Carraro, italienischer Fußballschiedsrichter und -trainer
- 1965: Willy Spilling, deutscher Komponist und Musikwissenschaftler
- 1967: Bob Anderson, britischer Motorrad- und Automobilrennfahrer
- 1967: Hans Joachim Moser, deutscher Musikwissenschaftler
- 1968: Edith Junghans, deutsche Malerin und Zeichnerin, Ehefrau von Otto Hahn
- 1968: Augusto Álvaro da Silva, brasilianischer Kardinal, Erzbischof von São Salvador da Bahia
- 1970: Wano Muradeli, georgischer Komponist

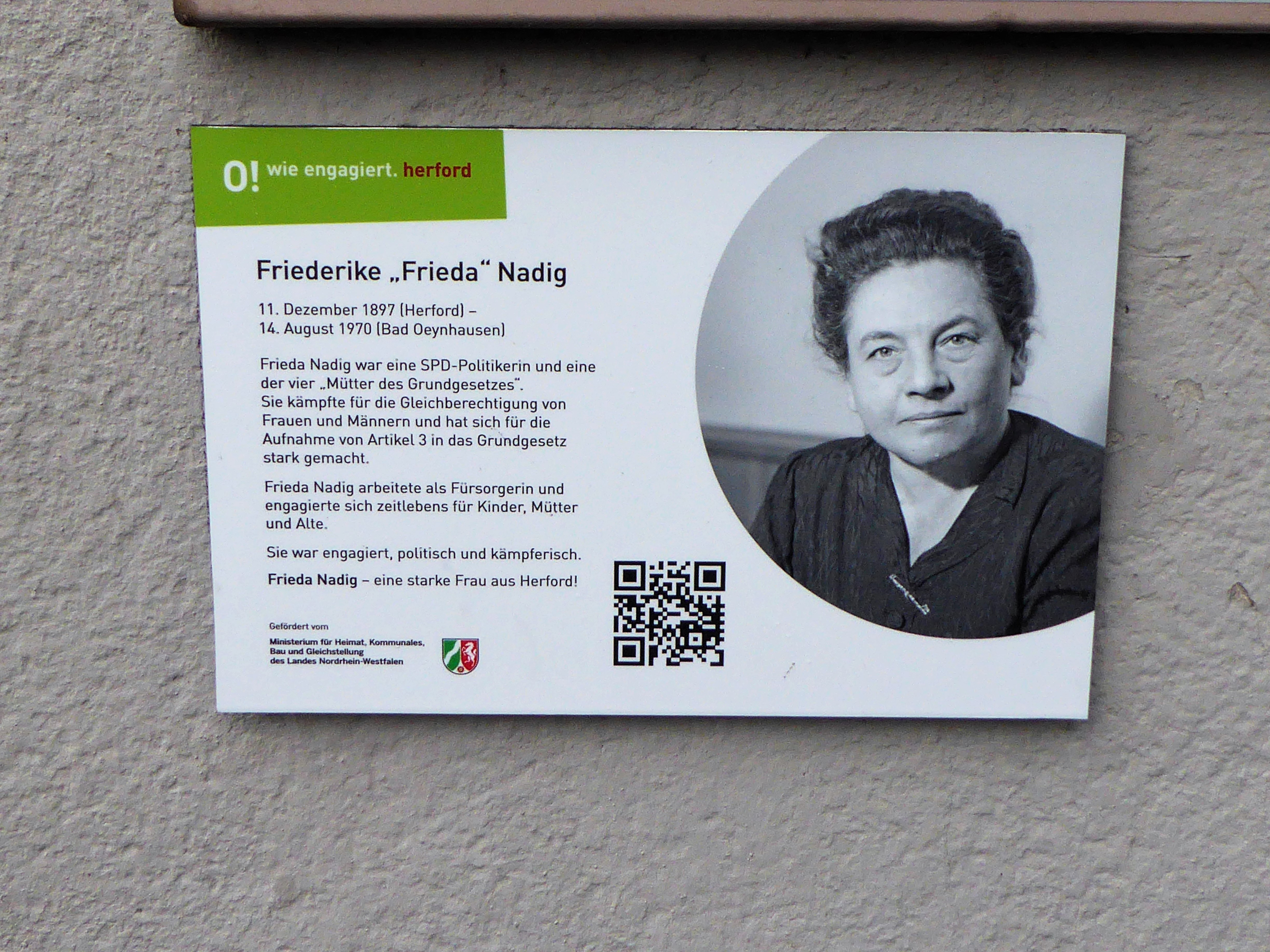
Frieda Nadig († 1970)

- 1970: Friederike Nadig, deutsche Politikerin, MdL, MdB, eine der vier „Mütter des Grundgesetzes“
- 1971: Georg von Opel, deutscher Automobilunternehmer und Sportfunktionär
- 1972: Hanns Wilhelm Eppelsheimer, deutscher Bibliothekar und Literaturwissenschaftler
- 1972: Oscar Levant, US-amerikanischer Komponist
- 1972: Jules Romains, französischer Romancier und Polygraph
- 1974: Arnulf Klett, deutscher Kommunalpolitiker, Oberbürgermeister von Stuttgart

#### 1976–2000
- 1976: Werner Bräunig, deutscher Schriftsteller
- 1977: Otto Aßmann, deutscher Politiker
- 1978: Joe Venuti, US-amerikanischer Musiker
- 1979: Richard Alewyn, deutscher Germanist und Literaturkritiker
- 1979: Andreas Wackwitz, namibischer Propst
- 1980: Dorothy Stratten, kanadisches Playmate und Schauspielerin
- 1981: Karl Böhm, österreichischer Dirigent

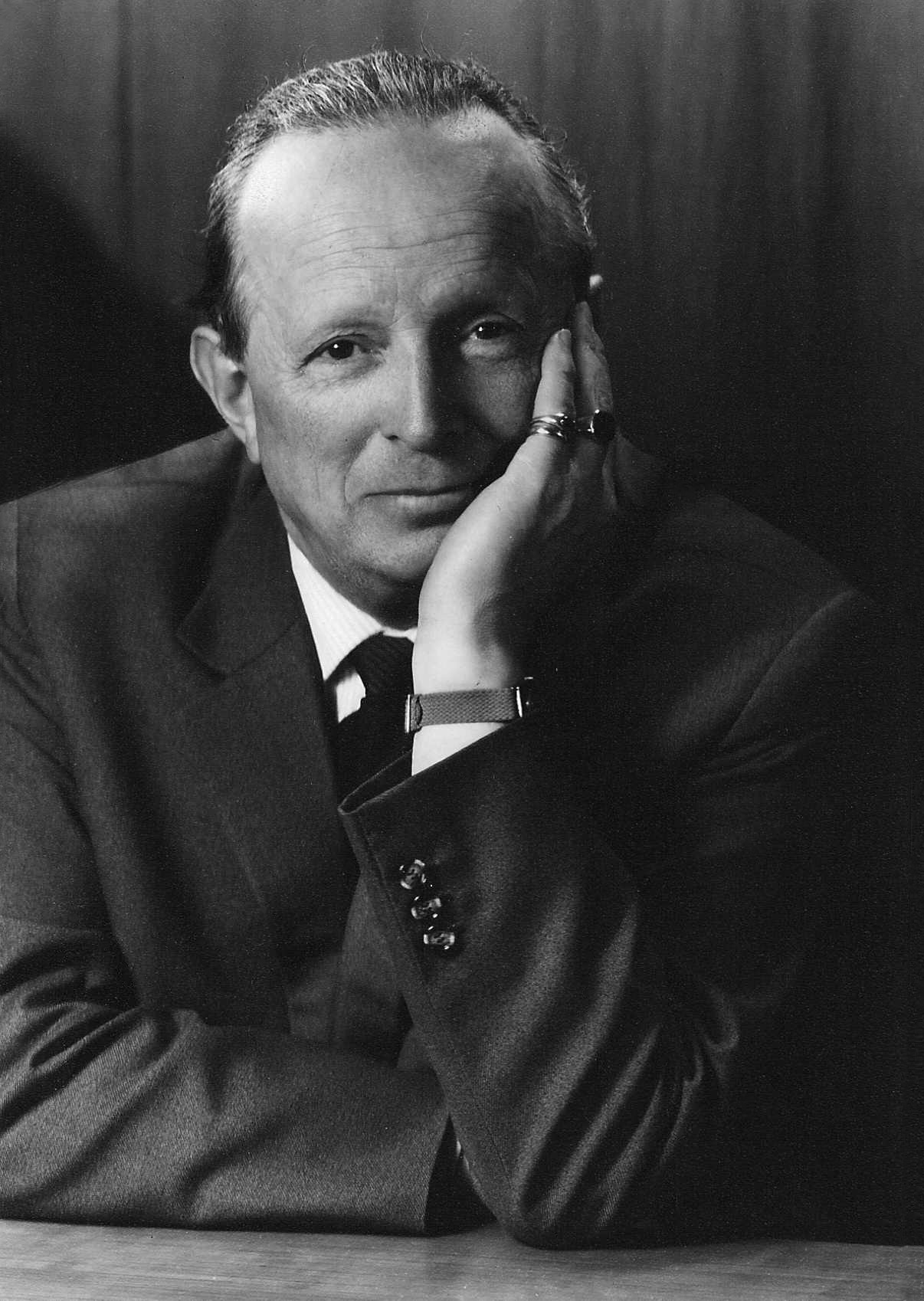
Wichard von Alvensleben († 1982)

- 1982: Wichard von Alvensleben, deutscher Offizier, Land- und Forstwirt
- 1983: Rainer Brambach, Schweizer Schriftsteller
- 1983: Wilhelm Cleven, deutscher Bischof von Köln
- 1983: Alfred Rust, deutscher Archäologe
- 1984: John Boynton Priestley, britischer Schriftsteller
- 1985: Otto Kaufmann, deutscher Heimatforscher
- 1985: Gale Sondergaard, US-amerikanische Schauspielerin
- 1986: Pierre Bertaux, französischer Germanist
- 1987: Vincent Persichetti, US-amerikanischer Komponist und Professor
- 1988: Roy Buchanan, US-amerikanischer Bluesrock-Gitarrist

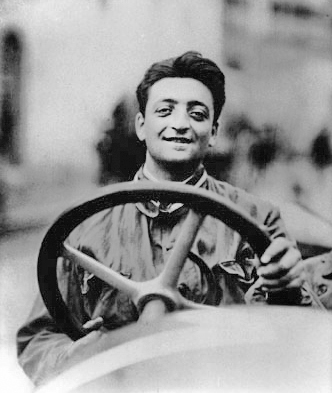
Enzo Ferrari († 1988)

- 1988: Enzo Ferrari, italienischer Automobilrennfahrer, Rennsportmanager und Gründer von Ferrari
- 1989: Robert B. Anderson, US-amerikanischer Politiker
- 1990: Kurt Goth, deutscher Fußballtorwart
- 1990: James Boulton, britischer Automobilrennfahrer
- 1991: Alfred Kittner, rumänischer Schriftsteller
- 1991: Ludwig Landgrebe, österreichischer Philosoph
- 1992: Immy Schell, deutsche Schauspielerin
- 1992: John Sirica, US-amerikanischer Richter
- 1993: Hans Henn, deutscher Bobfahrer
- 1993: Oskar Jan Tauschinski, österreichischer Schriftsteller
- 1994: Elias Canetti, bulgarisch-britisch-schweizerischer Schriftsteller deutscher Sprache, Nobelpreisträger
- 1995: Helmut Beumann, deutscher Historiker
- 1995: Romualds Grīnblats, lettisch-russischer Komponist
- 1996: Sergiu Celibidache, rumänischer Dirigent

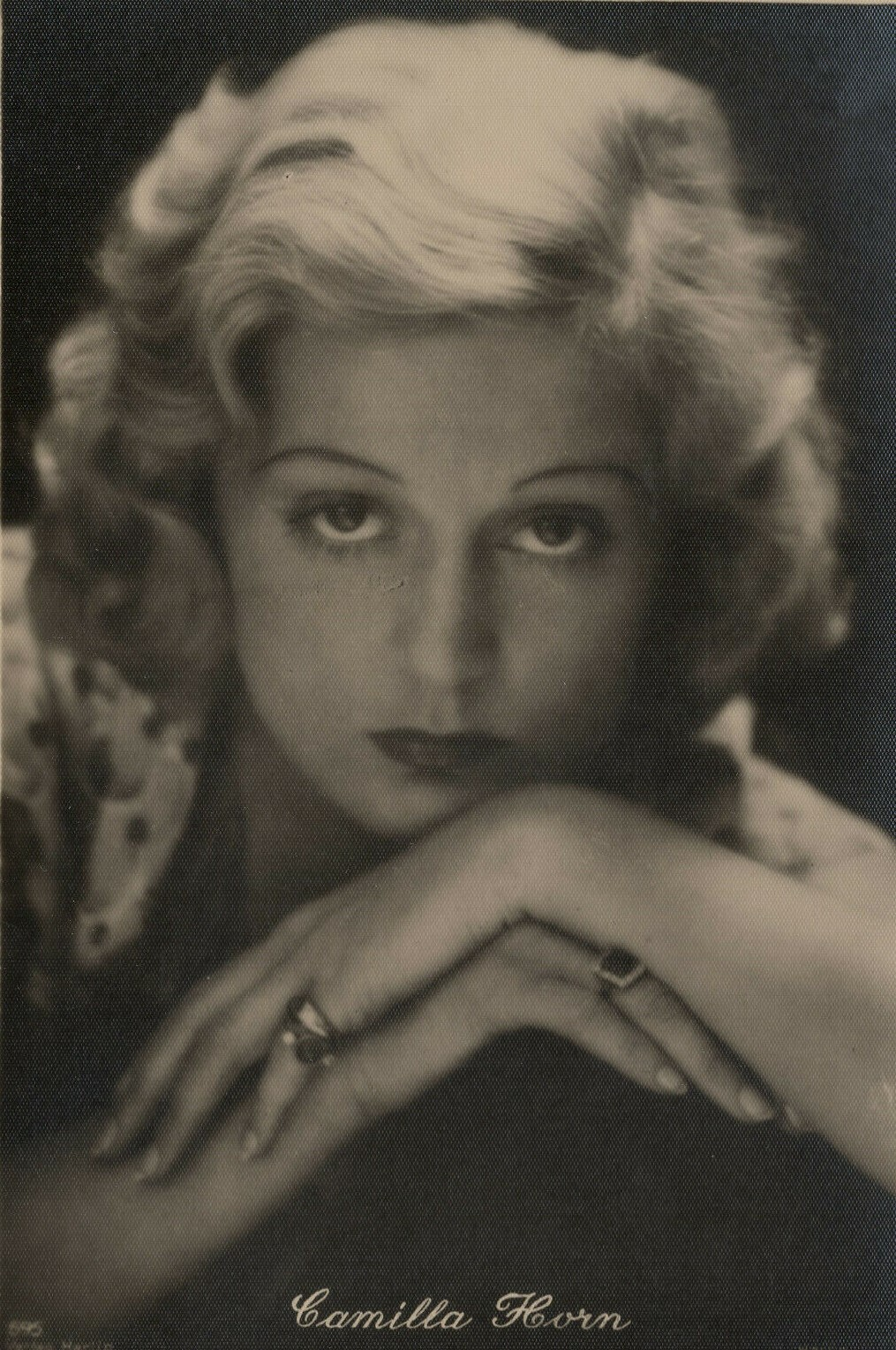
Camilla Horn († 1996)

- 1996: Camilla Horn, deutsche Schauspielerin
- 1996: Maria Kobel, deutsche Chemikerin und Abteilungsleiterin im Kaiser-Wilhelm-Institut für Biochemie
- 1997: Gustav Wellenstein, deutscher Forstwissenschaftler, Zoologe und Entomologe
- 1998: Hans-Joachim Kulenkampff, deutscher Schauspieler und Fernsehmoderator
- 1998: August Seeling, deutscher Kommunalpolitiker
- 1999: Alfred Goodman, deutsch-US-amerikanischer Komponist, Musikwissenschaftler und Pianist
- 2000: Alfred Rieck, deutscher Ruderer
- 2000: Winfried Steffani, deutscher Politikwissenschaftler

### 21. Jahrhundert
- 2001: Edith Lechtape, deutsche Schauspielerin und Fotokünstlerin
- 2002: Peter R. Hunt, britischer Filmregisseur und Filmeditor
- 2002: Larry Rivers, US-amerikanischer Musiker und Künstler der Pop Art
- 2003: Lew Jefimowitsch Kerbel, russischer Bildhauer
- 2003: Helmut Rahn, deutscher Fußballspieler
- 2003: Regina Weicker, deutsche Hörspiel- und Drehbuchautorin
- 2004: Marion S. Kellogg, US-amerikanische Managerin und Unternehmensberaterin

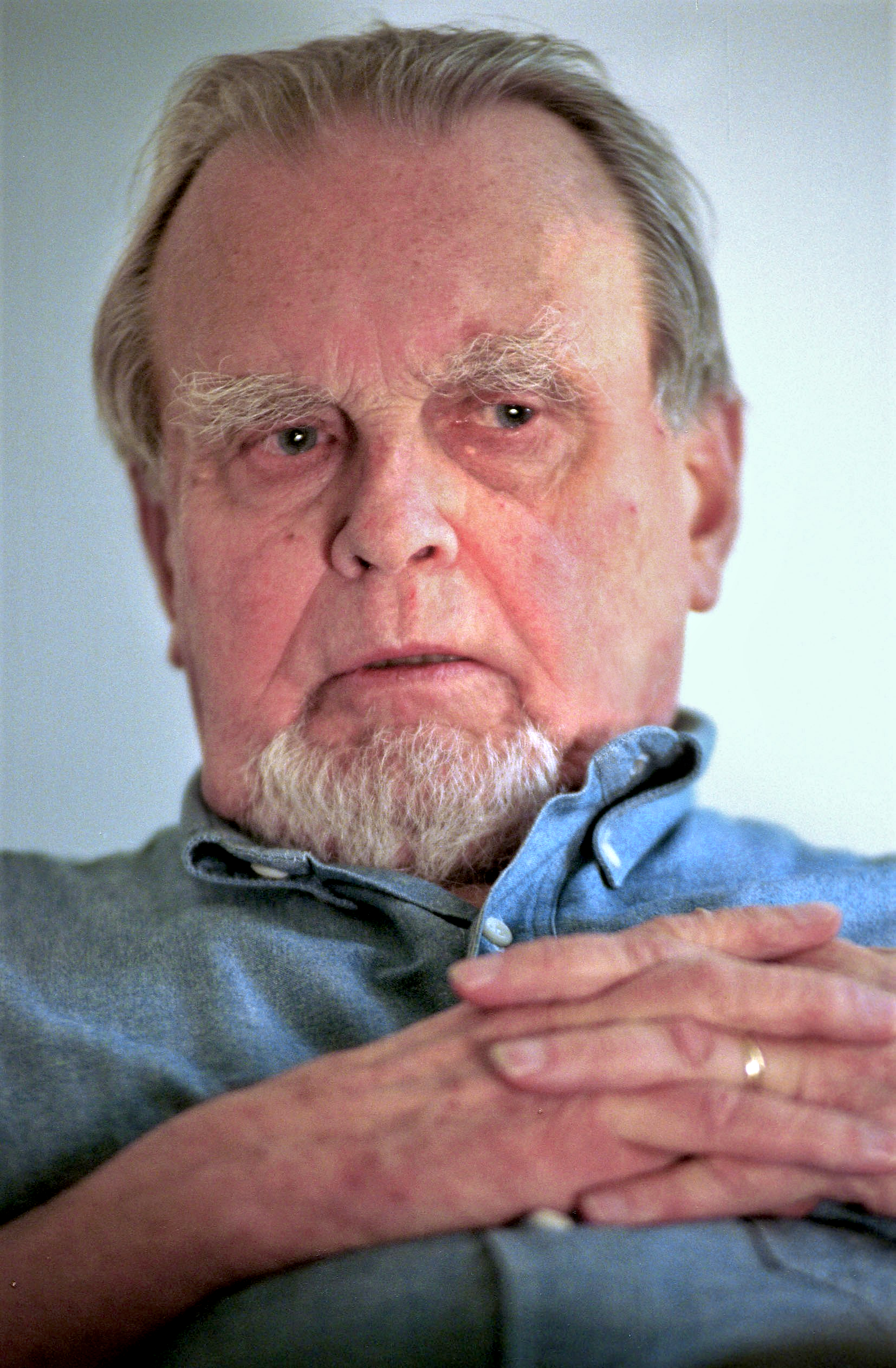
Czesław Miłosz († 2004)

- 2004: Czesław Miłosz, polnischer Dichter, Nobelpreisträger
- 2004: Gerda Johanna Werner, deutsche Malerin, Modell für das 50-Pfennig-Stück
- 2005: Hans Berentzen, deutscher Spirituosenfabrikant
- 2005: Hans Bols, deutscher Büttenredner im Kölner Karneval
- 2006: Johnny Duncan, US-amerikanischer Country-Sänger
- 2006: Bruno Kirby, US-amerikanischer Schauspieler
- 2007: Tichon Chrennikow, russischer Komponist
- 2007: Bill Lomas, britischer Motorradrennfahrer
- 2007: Alice Schwarz-Gardos, israelische Journalistin und Buchautorin
- 2008: Seiji Aochi, japanischer Skispringer
- 2008: Kurt Ruchholz, deutscher Geologe und Hochschullehrer

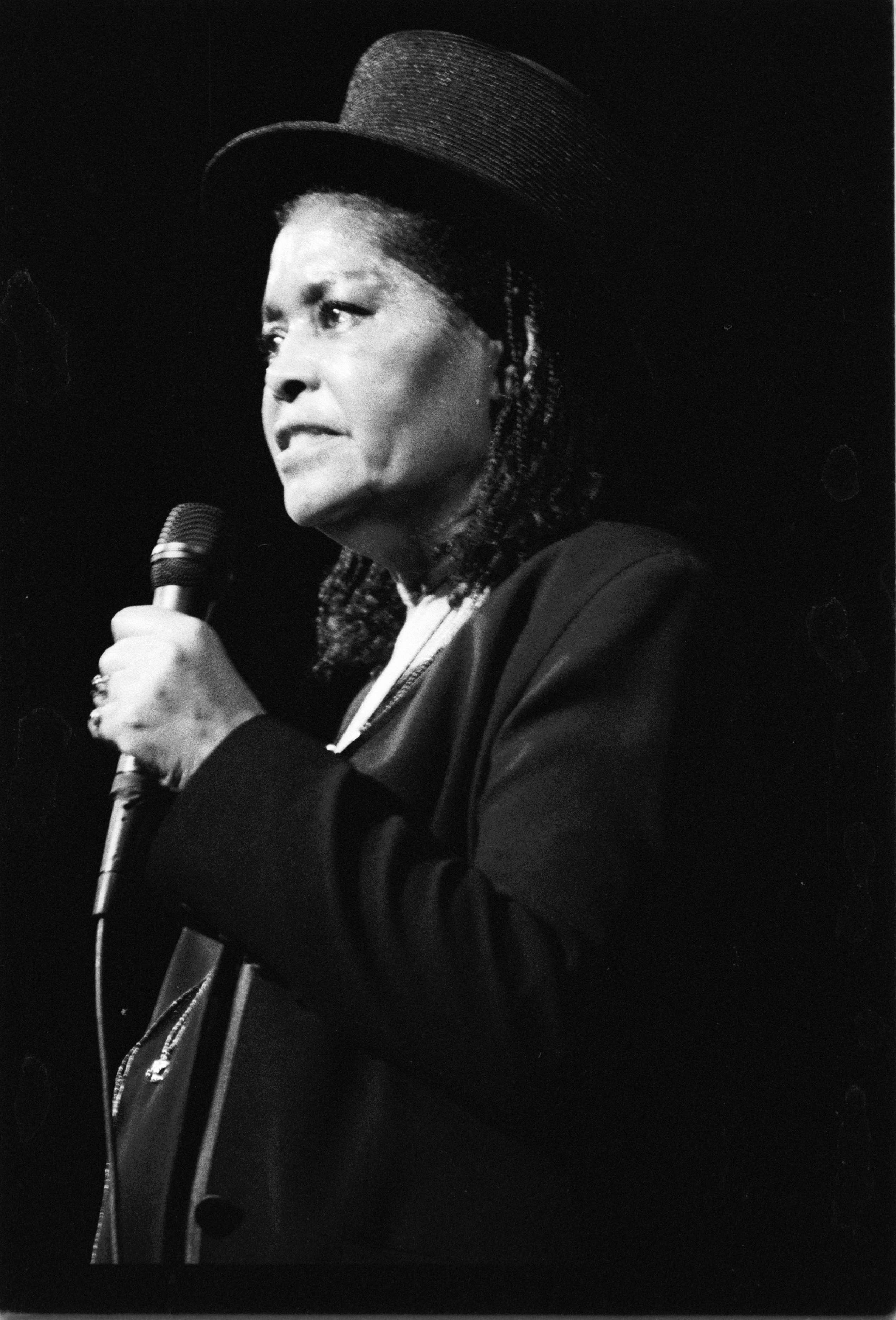
Abbey Lincoln († 2010)

- 2010: Abbey Lincoln, US-amerikanische Jazz-Sängerin und Schauspielerin
- 2011: Friedrich Schoenfelder, deutscher Schauspieler
- 2012: Vilasrao Deshmukh, indischer Politiker
- 2012: Svetozar Gligorić, jugoslawischer Schachspieler
- 2013: Janina Depping, deutsche Rallye-Fahrerin
- 2013: Jörg Pleva, deutscher Schauspieler
- 2014: Helga Köhler, deutsche Springreiterin
- 2014: Stephen Lee, US-amerikanischer Schauspieler
- 2015: Agustín Cejas, argentinischer Fußballspieler
- 2015: Rogelio Ricardo Livieres Plano, argentinisch-paraguayischer Bischof
- 2016: Dena F. Dincauze, US-amerikanische Archäologin
- 2016: Hermann Kant, deutscher Schriftsteller und Kulturfunktionär

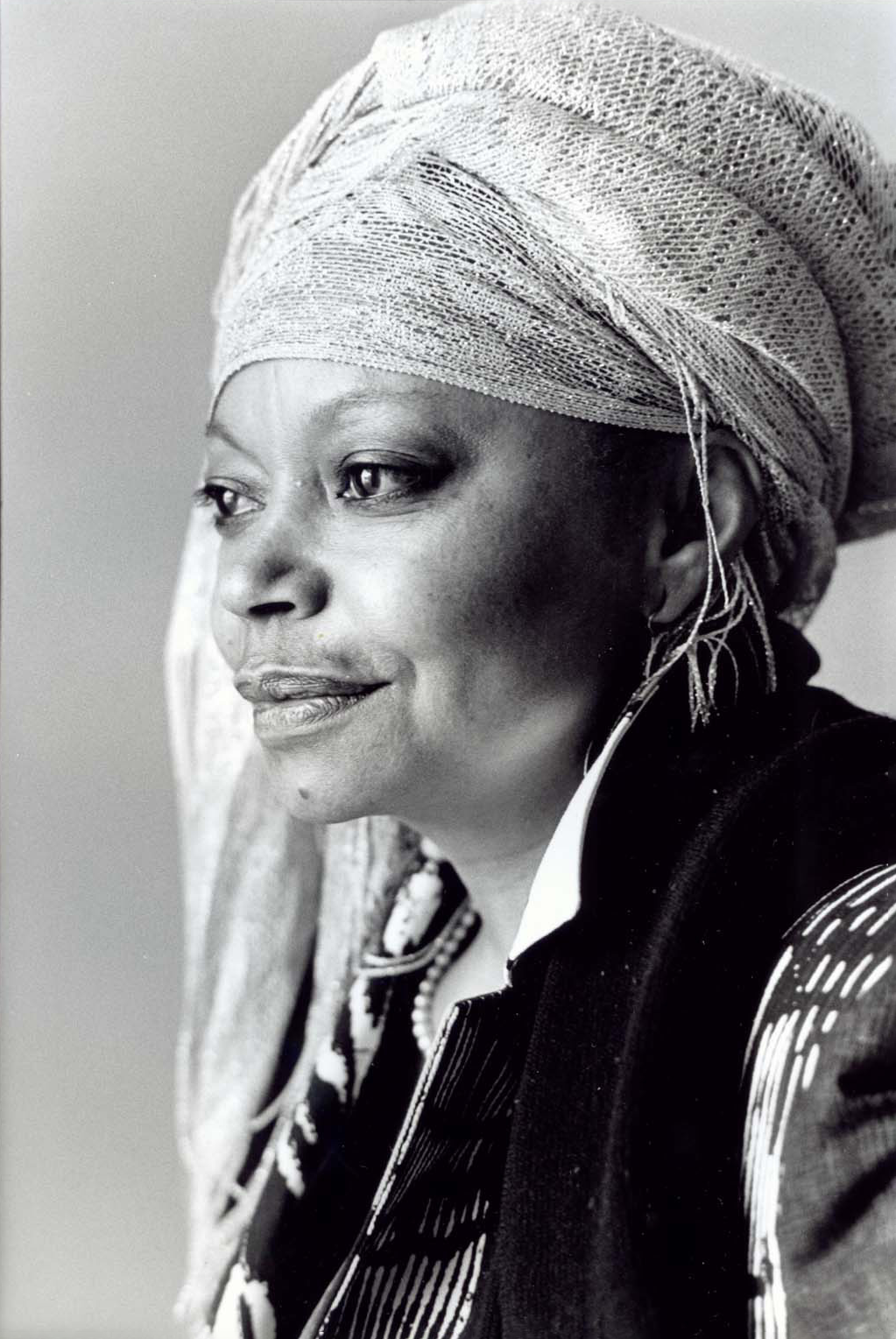
Miriam Goldschmidt († 2017)

- 2017: Miriam Goldschmidt, deutsche Schauspielerin, Regisseurin und Autorin
- 2017: Stephen Wooldridge, australischer Radrennfahrer, Weltmeister
- 2018: Jill Janus, US-amerikanische Sängerin
- 2018: Günter Schmahl, deutscher Physiker
- 2019: Dulce Almada Duarte, kapverdische Linguistin und Widerstandskämpferin
- 2019: Ivo Malec, französischer Komponist kroatischer Herkunft
- 2019: Jagannath Mishra, indischer Politiker
- 2020: Ash Christian, US-amerikanischer Schauspieler, Regisseur und Filmproduzent
- 2020: Annerose Iber-Schade, deutsche Unternehmerin und Verbandsfunktionärin
- 2020: Pete Way, britischer Bassist
- 2021: Piera Degli Esposti, italienische Schauspielerin
- 2021: Robin Hahn, kanadischer Vielseitigkeitsreiter
- 2021: Günter Schultz, deutscher Pharmakologe
- 2024ː Eva Kreisky, österreichische Rechts- und Politikwissenschaftlerin
- 2024ː Elisabeth Leopold, österreichischer Augenärztin und Kunstsammlerin
- 2024: Gena Rowlands, US-amerikanische Schauspielerin
- 2025ː Teresa Caeiro, portugiesische Juristin und Politikerin

## Feier- und Gedenktage
- Kirchliche Gedenktage
  - Maximilian Kolbe, polnischer Ordensmann, Priester und Märtyrer (anglikanisch, römisch-katholisch, evangelisch: ELCA)
  - Florence Nightingale, englische Wohltäterin (evangelisch)
  - Georg Balthasar, böhmischer Märtyrer (evangelisch)
  - Kaj Munk, dänischer Märtyrer (evangelisch: ELCA)
- Namenstage
  - Maximilian
- Staatliche Feier- und Gedenktage
  - Pakistan, Unabhängigkeit von Großbritannien (1947)
  - Südkorea, nationaler Gedenktag für Trostfrauen
- Weitere Informationen zum Tag
  - USA, Nationaler Navajo-Codesprecher-Tag

Weitere Einträge enthält die Liste von Gedenk- und Aktionstagen.